# Friedrich Wilhelm Bessel

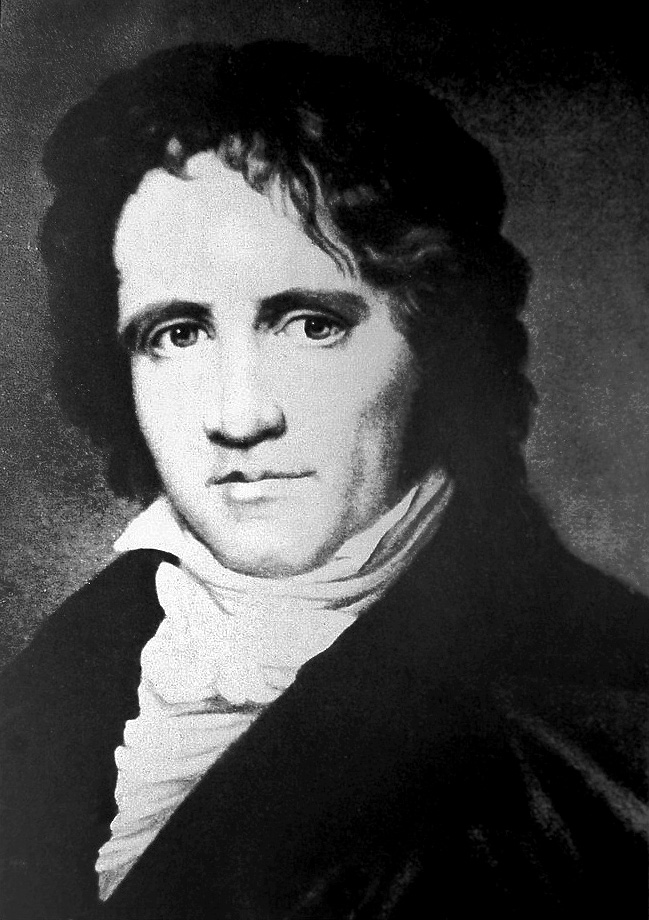
Friedrich Wilhelm Bessel 1834 (Porträt von Johann Eduard Wolff)

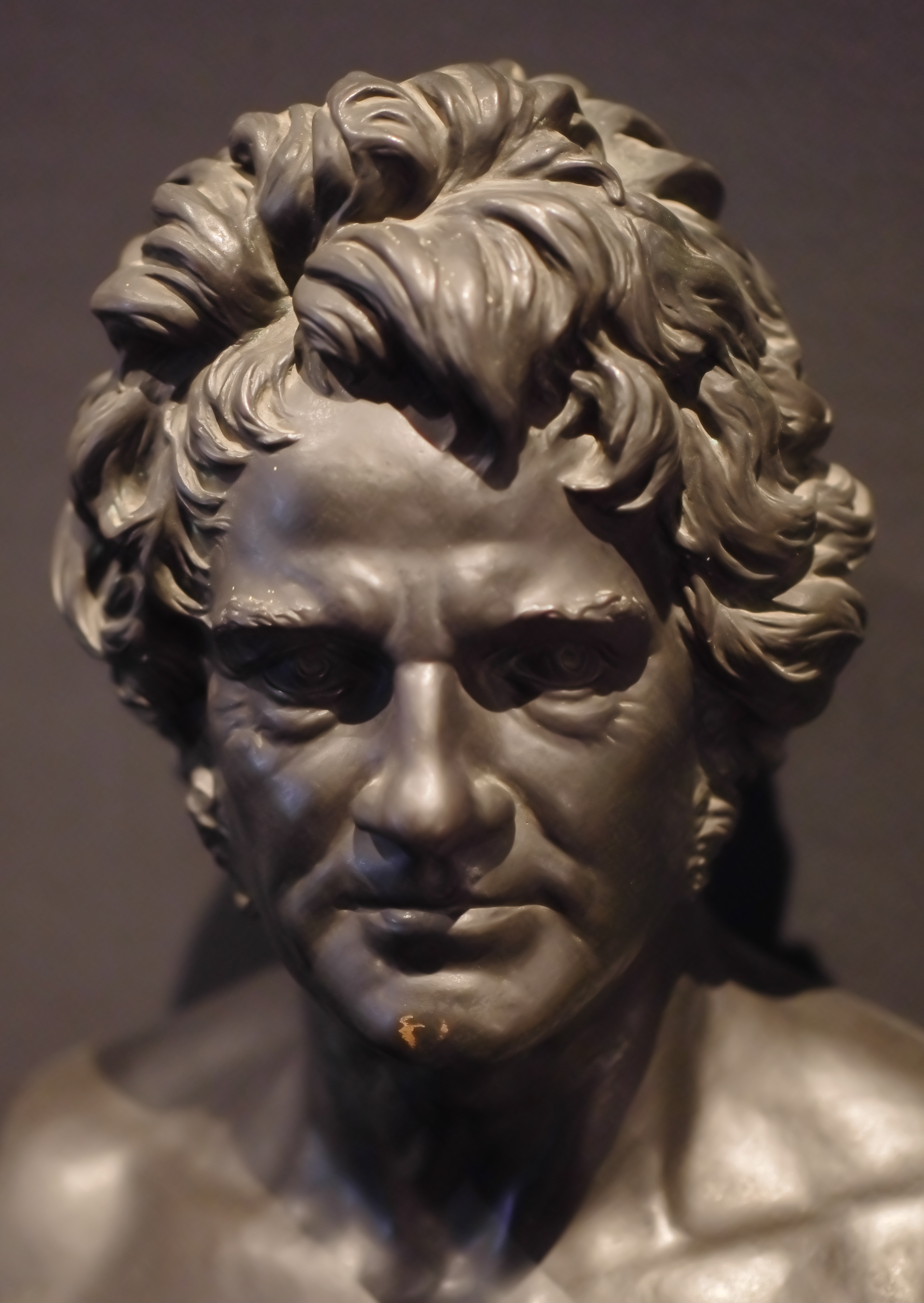
Friedrich Wilhelm Bessel, Büste, Bronze (um 1900), Deutsches GeoForschungsZentrum

Friedrich Wilhelm Bessel (* 22. Juli 1784 in Minden, Minden-Ravensberg; † 17. März 1846 in Königsberg i. Pr.) war ein richtungsweisender deutscher Wissenschaftler, dessen Tätigkeit sich auf die Gebiete Astronomie, Mathematik, Geodäsie und Physik erstreckte.
Während der Ausbildung zum Kaufmann in Bremen erwuchs sein Interesse für die Astronomie. Die zum Verständnis benötigten mathematischen Grundlagen eignete er sich im Selbststudium an. Mit einer selbstständig erarbeiteten Bahnbestimmung des Halleyschen Kometen gewann er 1804 die Aufmerksamkeit des Astronomen Wilhelm Olbers, der ihm daraufhin eine Stellung als Inspektor an der privaten Sternwarte Lilienthal von Johann Hieronymus Schroeter vermittelte. 1810 wurde Bessel als Professor für Astronomie an die Universität Königsberg berufen und mit der Leitung der dort geplanten Sternwarte betraut, an der er bis zu seinem Tode 1846 tätig blieb.
Bessels hauptsächliches Interessengebiet war die Positionsastronomie, deren Genauigkeit er durch bahnbrechende Arbeiten verbesserte. Er bestimmte die Grundkonstanten der Präzession, Nutation und Aberration, erarbeitete eine Theorie zur Reduktion von Beobachtungen, entwickelte Rechenwege und erstellte Hilfstafeln zur praktischen Ausführung. Bessel bezog die Eigenheiten der Instrumente in die Fehleranalyse ein und erweiterte die Methoden der Fehlerrechnung.
In einem jahrelangen Durchmusterungsprogramm sammelte er Positionsdaten von 75.000 Sternen. Seine bekannteste Einzelleistung ist die erstmalige Bestimmung der Entfernung eines Sterns im Jahre 1838.
Eine nachhaltige Frucht seiner auf praktische Ziele gerichteten mathematischen Tätigkeit stellt die Untersuchung der ihm zu Ehren benannten Bessel-Funktionen dar, die die mathematische Beschreibung zahlreicher physikalischer Phänomene ermöglichen.
Die von Bessel geplante und geleitete Ostpreußische Gradmessung wurde vorbildlich für nachfolgende Triangulationen in Deutschland. Es gelang ihm, Werte für die Dimensionen des Erdellipsoids herzuleiten, die bis zum Ende des 20. Jahrhunderts den mitteleuropäischen Landesvermessungen zugrunde lagen (Bessel-Ellipsoid).
Die Gravitation als wirksame Kraft der Himmelsmechanik erforschte Bessel experimentell mit Hilfe eines von ihm entwickelten Pendelapparates. Es gelang ihm, die Äquivalenz von träger und schwerer Masse sowie die Materialunabhängigkeit der Gravitation nachzuweisen. Die von ihm bestimmte Länge des Sekundenpendels wurde zur Grundlage der gesetzlichen Längendefinition des preußischen Maßsystems.
Eine Besonderheit für die damalige Zeit war Bessels Engagement, die Naturwissenschaften weiten Kreisen durch populäre Vorträge und Aufsätze nahezubringen; die Resultate der ersten Entfernungsbestimmung eines Sterns machte er Wochen vor der schriftlichen Publikation in einem populärwissenschaftlichen Vortrag bekannt.

## Leben

### Vorfahren
Friedrich Wilhelm Bessels Vorfahren lassen sich anhand einer Ahnentafel über vierzehn Generationen zurückverfolgen. Sie gehörten als Juristen, Verwaltungsbeamte, Kaufleute, Lehrer und Theologen überwiegend der bürgerlichen Mittelschicht an. Ein Mathematiker oder Naturwissenschaftler ist unter ihnen nicht nachweisbar. Seine Vorfahren in der väterlichen Stammlinie waren seit dem 16. Jahrhundert Verwaltungsbeamte des Hochstifts Minden, einige davon in leitender Stellung. Über eine illegitime Tochter eines Schaumburger Grafen im 16. Jahrhundert, Johanns V. von Holstein-Schaumburg (1512–1560), eines Sohnes des Grafen Jobst I. sowie Onkels der beiden Mindener Fürstbischöfe Hermann und Anton, besaß Bessel hochadelige Ahnen. Bessels Stammvater, der fürstbischöflich mindensche Kammerrat Engelbert Bessel († 1567), war mit jener Schaumburger Grafentochter Johanna verheiratet. Viele von deren Nachkommen führten auch das Adelsprädikat. So auch der fürstbischöfliche Geheime Rat und Kanzler Johann Bessel, Vater des Kanzlers Heinrich Bessel: Er erhielt 1630 von Christian von Braunschweig-Lüneburg, Administrator des Hochstifts Minden, eine Adelsanerkennung, nämlich des angeblich 1494 seinem Vorfahren, dem kaiserlichen Obersten Jobst Bessel, erteilten Reichsadelsstandes. Auch Bessels Onkel Christian Ludwig Bessel (1750–1813) hatte eine Adelsbescheinigung erhalten, von der königlich preußischen Regierung zu Minden im Jahr 1770.

### Familie

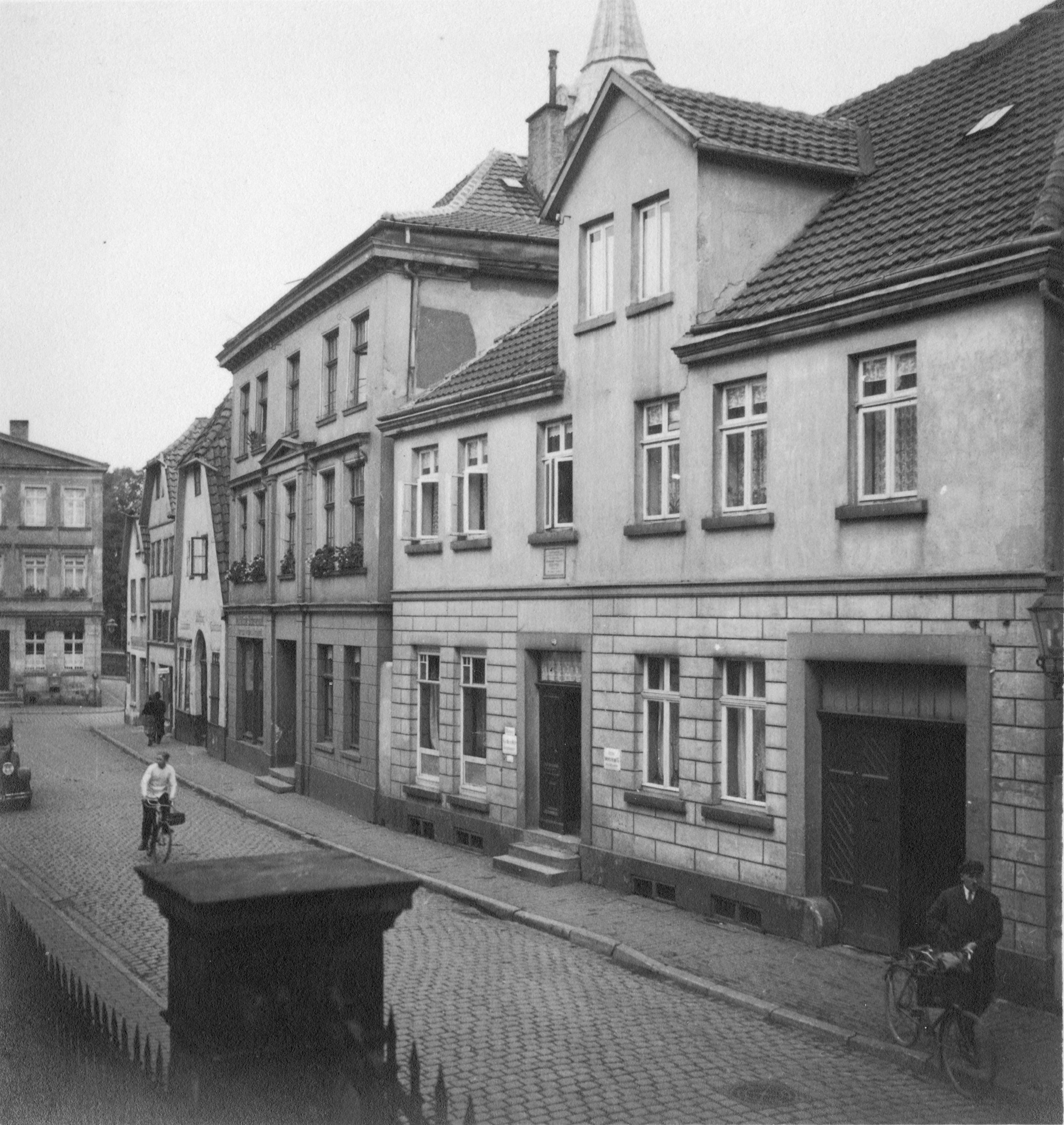
Geburtshaus von Friedrich Wilhelm Bessel in der Mindener Kampstraße 28 (Zustand um 1910). Das Gebäude wurde während des Luftangriffs am 29. Dezember 1943 im Zweiten Weltkrieg zerstört.

Friedrich Wilhelm Bessel wurde am 22. Juli 1784 als zweites Kind einer kinderreichen Familie mit sechs Töchtern und drei Söhnen in einem Mindener Wohnhaus geboren. Seine Mutter Friederike Ernestine Bessel geborene Schrader (1753–1814) war Tochter eines Pastors in Rehme. Der Vater Carl Friedrich Bessel (1748–1828) war als Jurist ausgebildet und zu dieser Zeit als Regierungssekretär im preußischen Staatsdienst beschäftigt. Auf Grund einer Nebentätigkeit als Justitiar an der Johanniter-Kommende Wietersheim trug er den Titel Justizrat. 1816 kam er als Kanzleidirektor an das neugegründete Oberlandesgericht in Paderborn. Bessels Brüder schlugen ebenfalls die juristische Laufbahn ein: Der ältere Bruder Moritz Carl (1783–1874) wurde Landgerichtspräsident in Kleve, der jüngere Bruder Theodor Ludwig (1790–1848) erhielt das gleiche Amt in Saarbrücken.
Im Jahre 1810 übersiedelte Bessel mit seiner Schwester Amalia (1786–1821) nach Königsberg. Dort heiratete er im Oktober 1812 Johanna Hagen (1794–1885), eine Tochter des Apothekers und Universitätsprofessors Karl Gottfried Hagen (1749–1829). Das Paar hatte fünf Kinder, von denen vier das Erwachsenenalter erreichten: Wilhelm (1814–1840); Johanne Marie (1816–1902), verheiratet mit dem Physiker Georg Adolf Erman (1806–1877); Friederike Elisabeth (Elise) (1820–1913), verheiratet mit Heinrich Lorenz Behrend Lorck (1816–1877), und Johanna (1826–1856), verheiratet mit dem Juristen Adolf Hermann Hagen (1820–1890). Nach dem Tode von Bessels Sohn Wilhelm erließ König Friedrich Wilhelm IV. eine Verfügung, wonach die männlichen Enkel und deren Nachkommen den Namen „Bessel“ als Zwischennamen führen konnten, damit er nicht ausstirbt; daraus entstanden später die Nachnamen „Bessel-Lorck“ und „Bessel-Hagen“.
Bessel hatte über seinen Schwiegersohn verwandtschaftliche Beziehungen zur Berliner Gelehrtenfamilie Erman und über diese zu den dortigen Familien Hitzig, Mendelssohn und Baeyer; 1835 wurde er Pate des späteren Chemikers Adolf Baeyer, eines Sohnes seines Mitarbeiters Johann Jacob Baeyer. Eine jüngere Schwester von Johanna Hagen war mit dem Königsberger Physiker Franz Ernst Neumann verheiratet, mit dem Bessel eng zusammen arbeitete. Bessels Nichte Louisa Aletta Fallenstein heiratete Wilhelm Gauß, den jüngsten Sohn seines Kollegen und Freundes Carl Friedrich Gauß. Bessels Cousine Justine Magdalene Helene Schrader wurde 1803 die Ehefrau des späteren Regierungspräsidenten Daniel Heinrich Delius.
Bekannte Wissenschaftler aus der Enkelgeneration waren die Brüder Wilhelm Erman (Bibliothekar), Adolf Erman (Ägyptologe) und Heinrich Erman (Jurist) sowie die Brüder Ernst Bessel Hagen (Physiker) und Fritz Karl Bessel-Hagen (Chirurg). Der Mathematiker Erich Bessel-Hagen, der Geograf Hermann Hagen und der Jurist Walter Erman waren seine Urenkel.

Die Familie von Friedrich Wilhelm Bessel
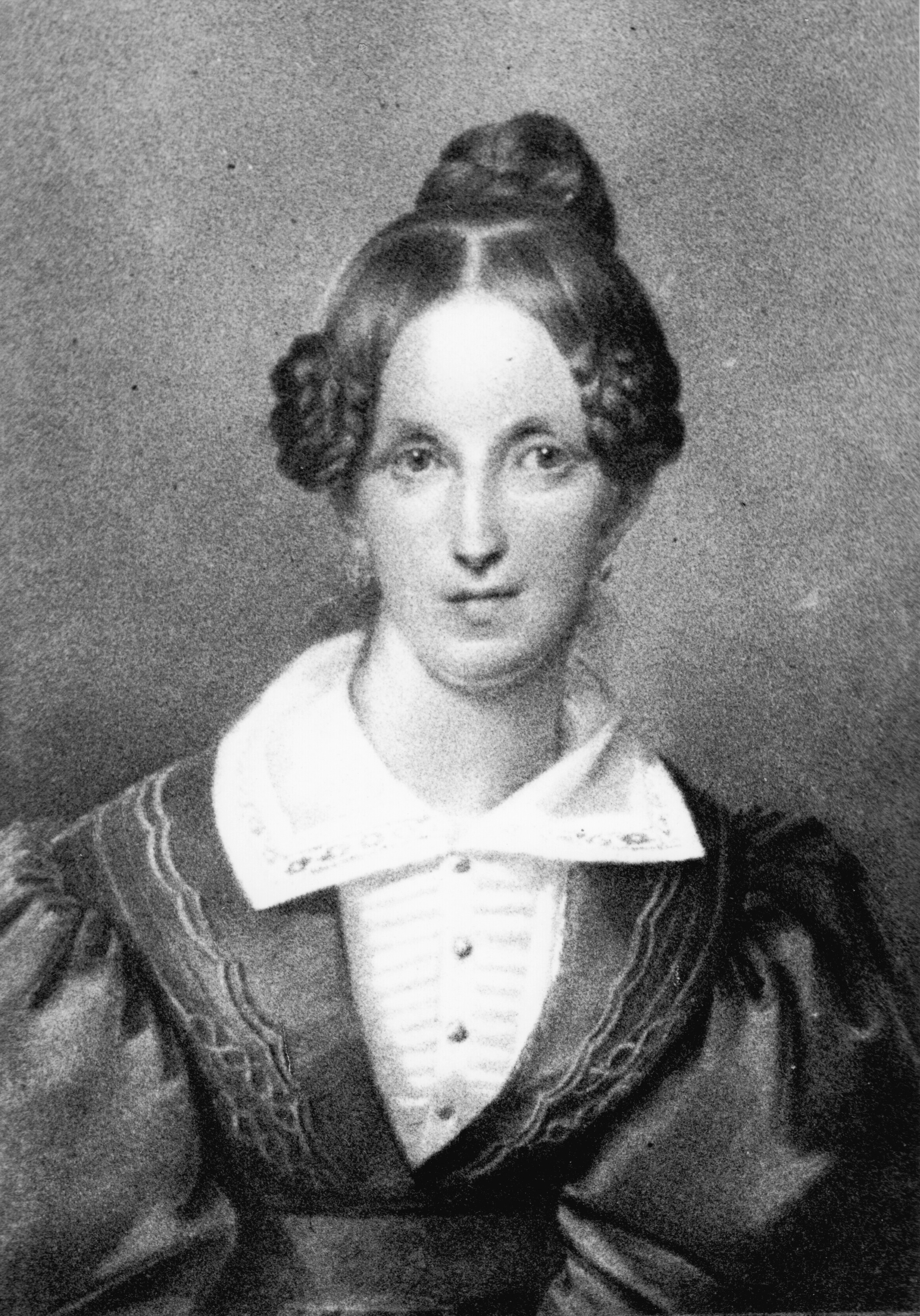
Johanna Bessel
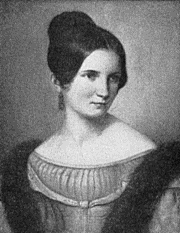
Marie Erman geb. Bessel (Gemälde von August Grahl, 1834)
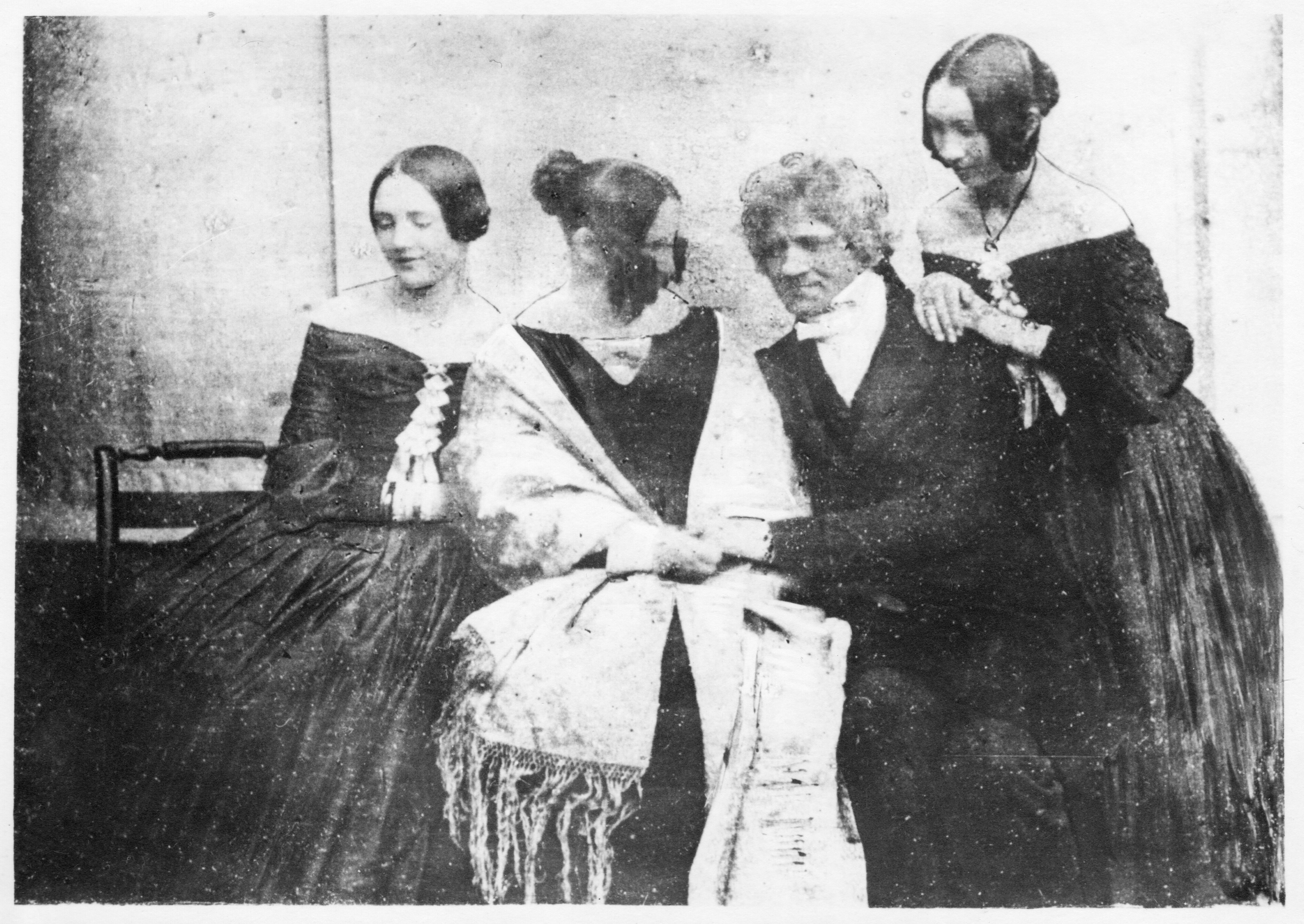
Elise, Johanna, Friedrich Wilhelm und Tochter Johanna (Daguerreotypie, um 1842)

### Schulzeit
Die Kenntnisse über Bessels Jugendzeit bis zum Beginn seiner wissenschaftlichen Tätigkeit entstammen seiner fragmentarischen Autobiografie sowie dem veröffentlichten Briefwechsel mit seinem älteren Bruder Moritz Carl Bessel.
Nach eigener Aussage war es eine starke Abneigung gegen den Lateinunterricht, die mit 14 Jahren zum Schulabbruch führte, nachdem er das Mindener Gymnasium bis zur Untertertia besucht hatte. Danach erhielt er Privatunterricht in Mathematik und Französisch.
Schon als Schüler kannte Bessel die Sternbilder. Durch sein außergewöhnliches Sehvermögen konnte er den Doppelstern Epsilon Lyrae im Sternbild Leier in zwei Komponenten auflösen. Dieser Stern diente ihm später dazu, die altersgemäße Abnahme seiner Sehschärfe zu kontrollieren.

### Bessels Weg zur Astronomie
Zum Jahresbeginn 1799 begann Bessel eine sieben Jahre dauernde und nicht vergütete Lehrzeit zur Ausbildung als Kaufmann im angesehenen Handelshaus Kulenkamp & Söhne in Bremen. Er arbeitete auf dem Gebiet des Überseehandels und strebte die Stelle eines Cargadeurs (Frachtbegleiter) an, um an einer Expedition nach Übersee teilnehmen zu können. Deshalb versuchte er, sich jenes Wissen im Selbststudium anzueignen, das ihm für diese Tätigkeit nützlich erschien: Neben dem Erlernen der Fremdsprachen Englisch und Spanisch war er besonders an der Nautik interessiert. Der Astronom Encke urteilte nach Bessels Tod, dass sich das Fehlen einer damals üblichen klassischen Schulbildung für Bessels astronomische Arbeit kaum nachteilig ausgewirkt hatte, jedoch seine kaufmännische Ausbildung für die spätere Tätigkeit sehr förderlich gewesen war, zum Beispiel die Fähigkeit zu effektiver Zeiteinteilung und peinlicher Ordnung bei zeitlich parallel auszuführenden Projekten sowie sein Drang, die erzielten Ergebnisse möglichst rasch zu veröffentlichen.

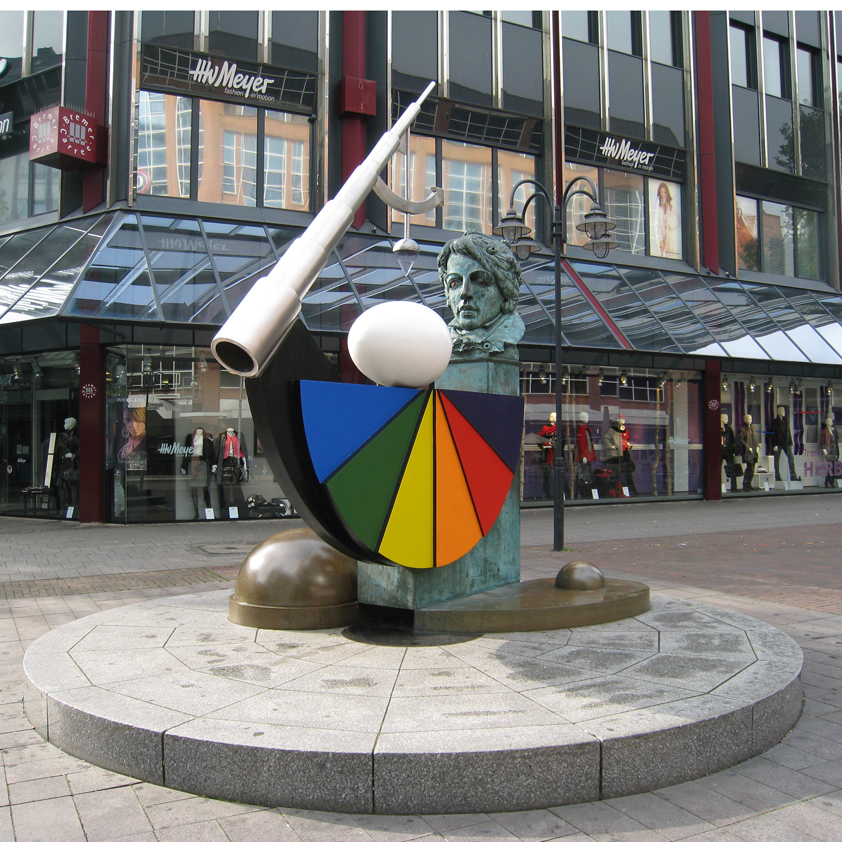
Besselei in Bremen

Um sich in der Navigation kundig zu machen, studierte Bessel eine Anleitung zur geografischen Ortsbestimmung. Die zum Verständnis nötigen mathematischen Grundlagen eignete er sich mit Hilfe einiger Lehrbücher in kurzer Zeit an, die er mit Hilfe einer Gratifikation finanzierte, die ihm ab dem zweiten Lehrjahr gezahlt wurde.
Die für die Navigationspraxis nötigen Instrumente zur Messung von Höhenwinkeln von Sternen waren für Bessel finanziell unerschwinglich. Mit Hilfe eines Tischlers und eines Uhrmachers baute er sich einen Sextanten selbst und erdachte zur Zeitbestimmung die – später so genannte – Zirkummeridian-Methode mit zwei Sternen in etwa gleicher Höhe. Seine ersten Messungen führte er am 16. August 1803 durch. Als er mit seinem kleinen Fernrohr eine Sternbedeckung am dunklen Mondrand beobachtete, bestimmte er den Zeitpunkt der Bedeckung und verglich ihn mit Angaben, die er in der Fachzeitschrift Monatliche Correspondenz und dem Berliner Astronomischen Jahrbuch fand. So gelang es ihm, die geografische Länge von Bremen mit nur kleinem Fehler selbst zu bestimmen.
Bei seinen Studien stieß Bessel auf bisher unausgewertete Beobachtungsdaten des englischen Astronomen Thomas Harriot zum Kometen von 1607, heute als Halleyscher Komet bekannt. Mit Hilfe eines Lehrbuchs von Jérôme Lalande und der von Wilhelm Olbers 1797 veröffentlichten Abhandlung zur Bahnbestimmung von Kometen gelang es ihm, die Bahn von 1607 zu berechnen. Da Olbers ebenfalls in Bremen lebte, wo er als Arzt praktizierte, suchte Bessel den persönlichen Kontakt und übergab ihm am 28. Juli 1804 seine Berechnungen. Olbers erkannte sofort Bessels Talent und förderte ihn, indem er ihm astronomische Schriften zukommen ließ und die Publikation der Abhandlung und in der Monatlichen Correspondenz veranlasste.

### Bessel als Astronom

#### Sternwarte Lilienthal
Nachdem er seine Lehrzeit ordnungsgemäß beendet hatte, schlug Bessel das Angebot für eine Weiterbeschäftigung zu einem Jahresgehalt von 700 Talern in der Firma Kulenkamp aus und gab den Kaufmannsberuf auf. Im März 1806 nahm er die Tätigkeit als Inspektor an der privaten Sternwarte von Johann Hieronymus Schroeter im nahegelegenen Lilienthal an, wofür er jährlich 100 Taler erhielt. Er wurde dort der Nachfolger Karl Ludwig Hardings, der eine Berufung an die Universität Göttingen erhalten hatte.
Während seiner Lilienthaler Zeit gab es Überlegungen, Bessel in Düsseldorf bei der von Johann Friedrich Benzenberg geleiteten Vermessung des Großherzogtums Berg eine Stellung zu verschaffen oder ihn an der Seeberg-Sternwarte in Gotha anzustellen; beide Pläne konnten nicht realisiert werden.
Im Jahre 1808 war Bessel als Bürger des Königreichs Westphalen wehrpflichtig und akut von der Einberufung bedroht, da er der Altersgruppe von 20 bis 25 Jahren angehörte; die tatsächlich Einzuberufenden wurden durch das Los ermittelt. Bessel hatte zwar das Glück, von der Einberufung freigelost zu werden, aber schon vorher war durch Intervention von Gauß, Olbers und Schroeter eine Dispensation erwirkt worden für den Fall eines ungünstigen Auslosungsergebnisses.

#### Sternwarte Königsberg

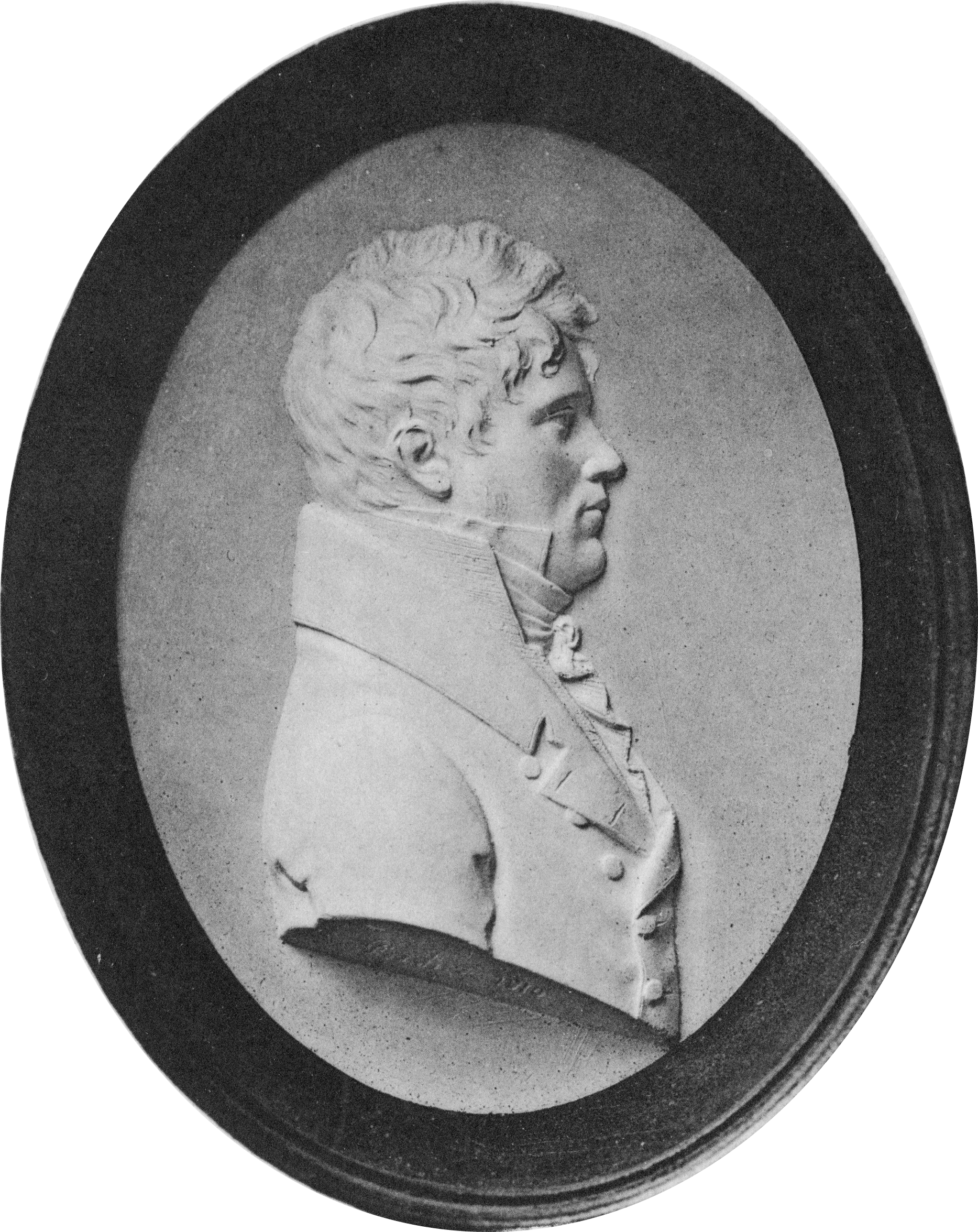
Friedrich Wilhelm Bessel beim Abschied von der Familie aus Bremen 1810 (Gipsplakette von Leonhard Posch)

Im Zuge der Preußischen Reformen, die auch das Bildungswesen betrafen, plante Wilhelm von Humboldt eine Modernisierung und Erweiterung der Königsberger Albertus-Universität, wozu er unter anderem die Gründung einer Sternwarte vorsah. Um die Qualität der Lehre zu verbessern, plante er die Besetzung neuer Lehrstühle mit außerhalb anzuwerbenden Professoren. Für die Besetzung der Astronomie-Professur ließ er sich von dem Akademiemitglied Johann Georg Tralles beraten, der ihm als mögliche Kandidaten Johann Georg Soldner und Friedrich Wilhelm Bessel vorschlug, für den sich Humboldt entschied.
Am 6. Januar 1810 ernannte der preußische König Friedrich Wilhelm III. Bessel zum ersten Professor für Astronomie an der Albertus-Universität und zum Direktor der neu zu errichtenden Sternwarte.  Ein gleichzeitiges Angebot zur Übernahme der bereits bestehenden Sternwarte der Universität Leipzig zu wesentlich schlechteren Bedingungen lehnte Bessel ab. Bessel selbst entsprach von seiner Ausbildung her in keiner Weise dem Ideal des Neuhumanismus, das der Humboldt’schen Reform zugrunde lag, da er weder die oberen Klassen eines Gymnasiums besucht, eine Abiturprüfung abgelegt, studiert, promoviert oder habilitiert hatte.
Bessel traf am 11. Mai 1810 in Königsberg ein und begann noch im laufenden Sommersemester seine Vorlesungen in Astronomie und Mathematik. Da sie „die Universität in Königsberg im mathematischen Fache nicht gut bestellt“ sahen, wünschten Tralles und Humboldt, dass Bessel dort als „geschickter Lehrer der Mathematik“ auch in diesem Fach lehren sollte. Außer Bessel boten zu dieser Zeit noch vier weitere Dozenten Lehrveranstaltungen in Mathematik und Astronomie an.

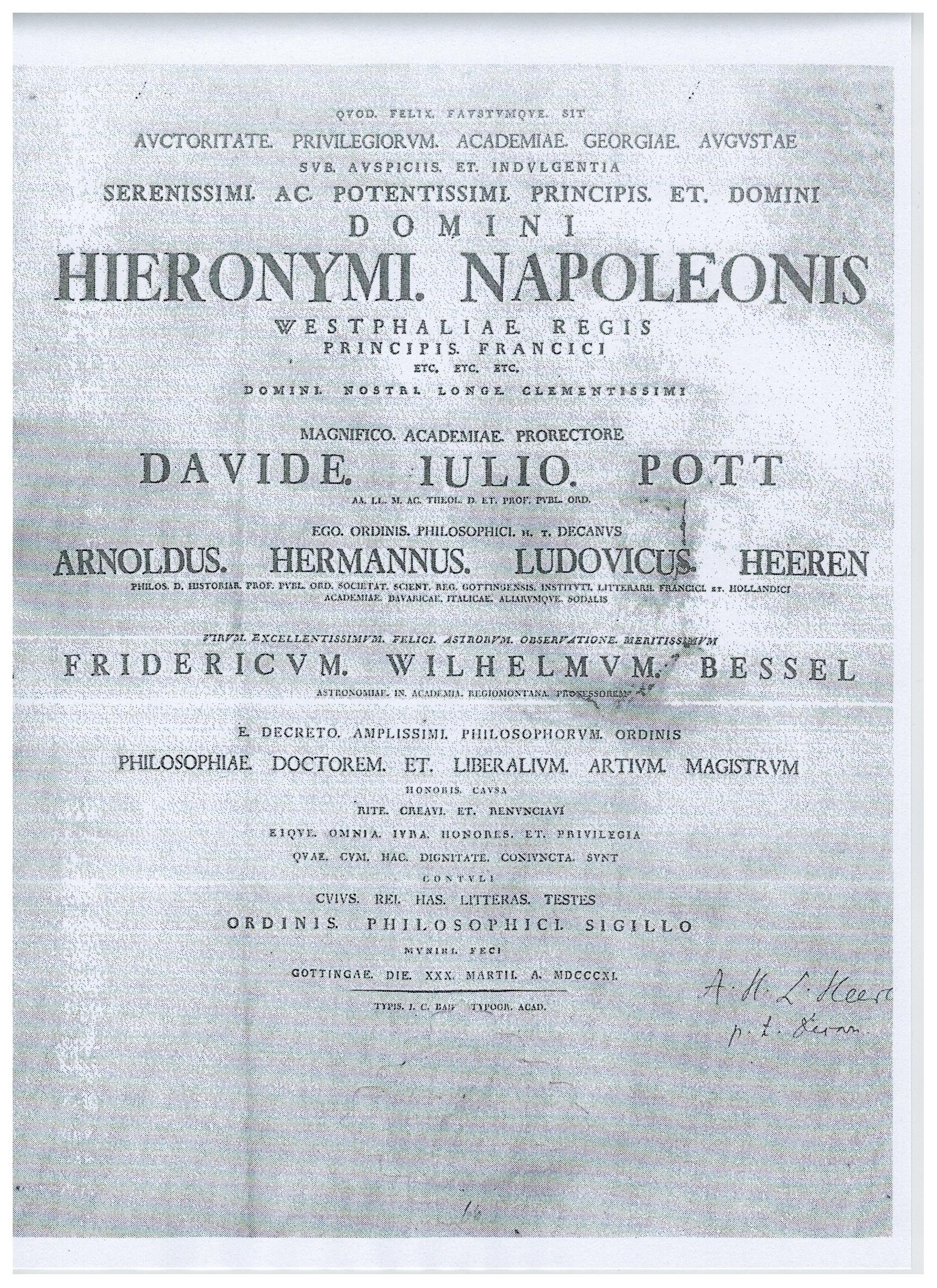
Ehrendoktordiplom von 1811

In dieser Konkurrenzlage bestritten ihm die Professoren der Philosophischen Fakultät wegen seines fehlenden akademischen Abschlusses das Recht auf Abhaltung mathematischer Vorlesungen. Humboldt setzte sich persönlich beim Kurator Hans Jakob von Auerswald dafür ein, dass Bessel der Magistergrad ehrenhalber verliehen werde; aber Auerswald konnte sich damit in der Fakultät nicht durchsetzen. Bessel ignorierte die Einwände und setzte im nächsten Semester seine mathematische Lehrtätigkeit fort. Um die Sache nicht eskalieren zu lassen, wandte er sich schließlich an Gauß mit der Bitte, ihm ein Abschlussdiplom der Universität Göttingen zu verschaffen – was diesem auch gelang: Bessel erhielt mit Urkunde vom 30. März 1811 die Doktor- und Magisterwürde honoris causa. Für seine Tätigkeit erhielt er ein Gehalt von anfangs 1000 Talern pro Jahr.
In wissenschaftlicher Hinsicht konnte Bessel zunächst nur seine theoretischen Untersuchungen aus Lilienthal weiterführen. Neben dem akademischen Unterricht standen die Bemühungen um die neu zu errichtende Sternwarte im Mittelpunkt seiner Tätigkeit. Er wählte den Bauplatz aus und entwarf einen Plan für die Raumstruktur des Gebäudes, den er gegen andersartige Pläne der Berliner Regierung durchzusetzen wusste. Am 10. November 1813 konnte er in die fertiggestellte Sternwarte einziehen. Deren instrumentelle Erstausstattung bestand vorwiegend aus gebrauchten Geräten, die Friedrich von Hahn in seiner Sternwarte Remplin benutzt hatte und die vom preußischen Staat 1809 aus dessen Nachlass erworben worden waren.
Bessel hielt der Königsberger Universität die Treue. Im Jahre 1825 lehnte er es ab, als Nachfolger von Johann Elert Bode die Leitung der veralteten Sternwarte der Königlich-Preußischen Akademie der Wissenschaften in Berlin zu übernehmen. Im Laufe der Zeit hatte Bessel die instrumentelle Ausstattung erweitert. Zur Durchführung des von ihm geplanten Beobachtungsprogramms erhielt er 1818 einen Meridiankreis, ein zweiter folgte 1841. Diese Instrumente stellten optische und mechanische Spitzenleistungen dar, genauso wie das 1829 gelieferte Heliometer.
Nachdem der Sternwartenbetrieb angelaufen war, zog Bessel in zunehmendem Maße fähige Studenten zur praktischen Beobachtungstätigkeit heran, unter anderen seinen eigenen Sohn Wilhelm, der zunächst in Königsberg Astronomie studierte, das Studium aber nach zwei Jahren aufgab und an der Berliner Bauakademie eine Ausbildung zum Baukondukteur erhielt. Sein Tod im Oktober 1840 war für Bessel ein sehr schmerzhafter Verlust.
Der Ausbruch der Cholerapandemie in Königsberg führte im Juli 1831 zu tumultartigen Ausschreitungen, bei denen Bessel in den Verdacht geriet, mittels silberner Kugeln, die auf der Sternwarte zur Signalübermittlung angebracht worden waren, die Cholera herangezogen zu haben. Als die Königsberger Stadtverwaltung zudem in der unmittelbaren Nähe der Sternwarte einen Begräbnisplatz für die Choleratoten einrichtete, zog er es vor, die Sternwarte zu versiegeln und die Stadt für zwei Monate zu verlassen. In der Auseinandersetzung mit der Stadt stärkte Kultusminister Karl vom Stein zum Altenstein Bessel den Rücken, indem er im Februar 1832 beim König seine Ernennung zum Geheimen Regierungsrat bewirkte.
1842 trat Bessel in Begleitung seiner Tochter Elise, seines Schwiegersohnes Georg Adolf Erman und des befreundeten Mathematikers Carl Gustav Jacob Jacobi seine erste und einzige Auslandsreise an, die ihn nach Großbritannien führte, wo er in Manchester an der Jahrestagung der British Association for the Advancement of Science teilnahm und mit zahlreichen Wissenschaftlern wie zum Beispiel David Brewster, Edward Sabine und William Rowan Hamilton zusammentraf. Von dort fuhr er nach Edinburgh zu Thomas Henderson und  begegnete auf der Rückreise unter anderem John Herschel und Charles Babbage. In Paris, wo er als auswärtiges Mitglied der Akademie der Wissenschaften einen Vortrag hielt, traf er  Jean-Baptiste Dumas und François Arago.

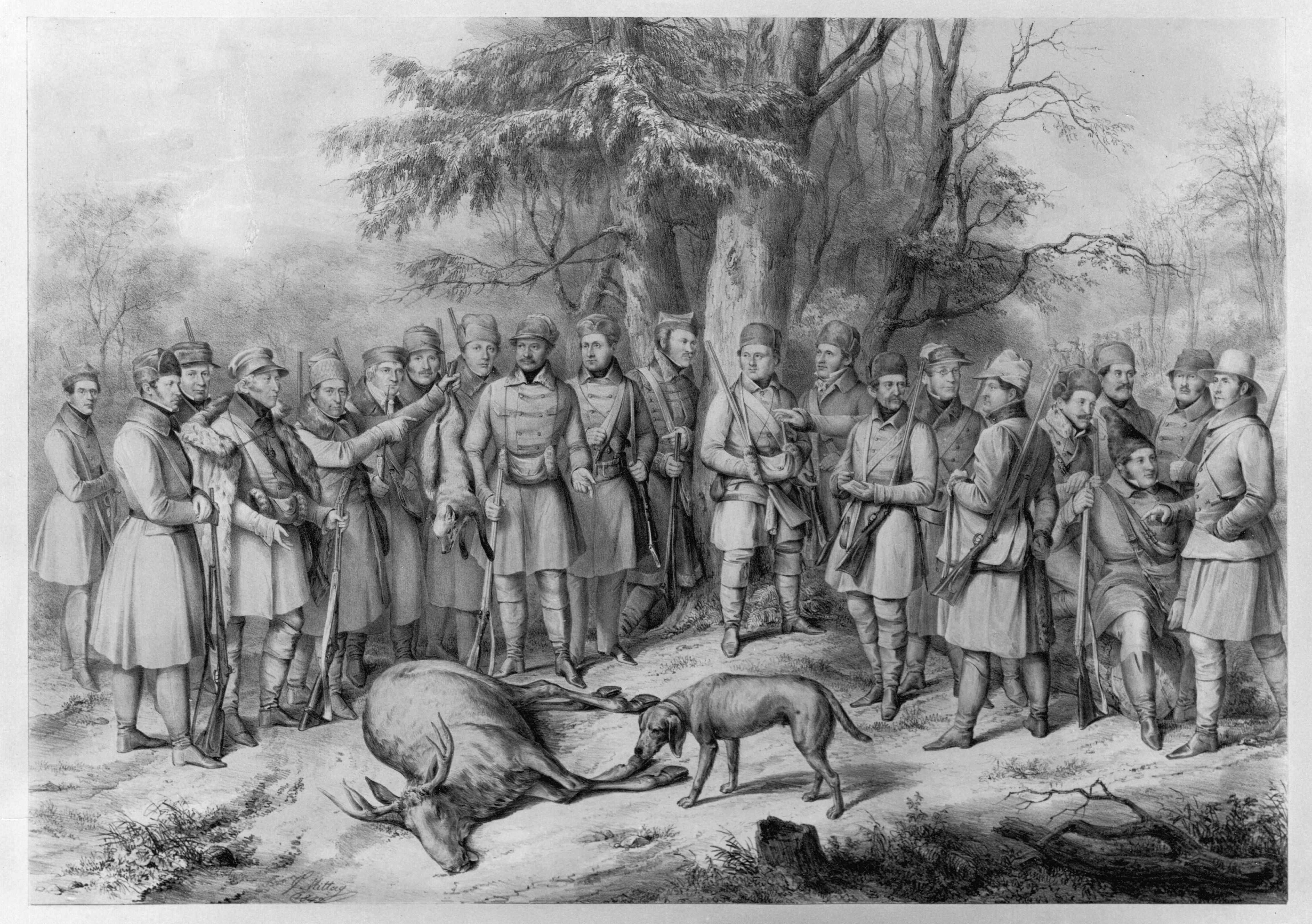
Jagdgesellschaft um General Oldwig von Natzmer um 1835 mit erlegtem Elch in Königsberg: Bessel ist der sechste von links mit der Pfeife im Mund

Bessels Gesundheitszustand verschlechterte sich danach so stark, dass er ab Oktober 1844 seine Beobachtungs- und Lehrtätigkeit aufgeben musste und kaum noch wissenschaftliche Arbeit leisten konnte. Als Zeichen seiner Wertschätzung veranlasste Friedrich Wilhelm IV. eine zeitweise Behandlung durch seinen Leibarzt Schönlein. Bessel starb am 17. März 1846 und wurde auf dem Gelehrtenfriedhof in Königsberg beerdigt. Nach Bessels Tod erschienen in mehreren großen Tageszeitungen Artikel, in denen den Ärzten eine falsche Diagnose bzw. gänzliche Unwissenheit über die Art der Erkrankung vorgeworfen wurde. Eine zur damaligen Zeit noch seltene Obduktion ergab, dass Bessel einer Geschwulstkrankheit erlegen war, die Repsold 1919 in seiner Biographie als Darmkrebs bezeichnete. Eine neue Auswertung seiner Krankengeschichte ergab, dass Bessel an einer Retroperitonealfibrose verstarb, die sein Königsberger Hausarzt Raphael Jacob Kosch auch als solche richtig diagnostiziert und mit den damaligen Möglichkeiten sachgemäß behandelt hatte. Nach einem 1810 ausgestellten Pass hatte Bessel eine Körpergröße von 1,68 m.
Bessel war schnell in die Königsberger Gesellschaft integriert. Er war Mitglied der Gesellschaft der Freunde Kants und soll der Urheber des dortigen Brauchs gewesen sein, einen jährlichen „Bohnenkönig“ zu wählen. Seit seiner Lilienthaler Zeit verschaffte sich Bessel einen Ausgleich für seine Tätigkeit durch die Jagd. In Ostpreußen schloss er sich der Königsberger Jagdgesellschaft um den General Oldwig von Natzmer an. Weiterhin gehörte er der Physikalisch-ökonomischen Gesellschaft an und hielt dort in den 1830er Jahren eine Reihe von populärwissenschaftlichen, posthum veröffentlichten Vorträgen.

## Wissenschaftliche Leistungen

### Astronomie
Bessel galt bei seinen Zeitgenossen und Nachfolgern als einer der ausgezeichnetsten Astronomen. Alexander von Humboldt bezeichnete ihn im dritten Band seines Kosmos als „den größten Astronomen unserer Zeit“. Für seinen Schüler Heinrich Ferdinand Scherk war er „der größte Astronom des [19.] Jahrhunderts“, der auch „astronomischer Euler“ und „Königsberger Hipparch“ genannt wurde. Der französische Astronom Urbain Le Verrier erklärte Bessels Entdeckung der zunächst scheinbar unsichtbaren Begleitsterne von Sirius und Prokyon öffentlich als „die bedeutendste unter allen, die in diesem Jahrhundert in der Astronomie gemacht worden sind“.

#### Kometen

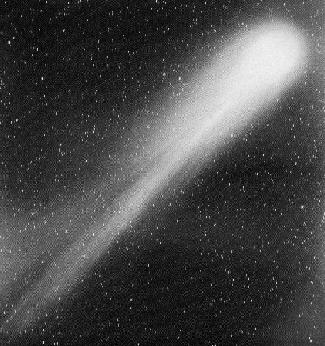
Halleyscher Komet

Friedrich Wilhelm Bessel begann seine wissenschaftliche Arbeit im Jahre 1804 mit der Berechnung von Kometenbahnen. Sein Erstlingswerk über den Halleyschen Kometen lieferte eine Bahnberechnung für dessen Sonnenannäherung im Jahre 1607 auf der Basis der Beobachtungsdaten von Thomas Harriot und Nathaniel Torporley. Die Berechnung früherer Durchläufe gab Hinweise über Bahnstörungen durch Planeten und machte die Bahnbestimmung sicherer. Neuartig war sein Ansatz, die Kometenbahn als parabelnahe Ellipse anzunehmen. Für seine Arbeit über den Kometen von 1807 erhielt er den Lalande-Preis des Jahres 1811.
Die Wiederkehr des Halleyschen Kometen im Jahre 1835 veranlasste Bessel, den Wandel seiner Erscheinungsform intensiv zu beobachten. Die daraus entstandene Publikation ist seine einzige, die das Aussehen einer Himmelserscheinung zum Gegenstand hat. Über frühere Kometenbeobachter hinausgehend entwarf er eine Hypothese zur Entstehung der Kometenschweife. Er nahm an, dass bei der Annäherung an die Sonne feinstes Kometenmaterial verdampfe und dieses durch die Wirkung von „Polarkräften“, die von der Sonne ausgingen, in der Bewegungsrichtung beeinflusst werde.

#### Sternschnuppen
Sternschnuppen sind für die messende Astronomie als Beobachtungsobjekte nur schwer fassbar. Johann Friedrich Benzenberg und Heinrich Wilhelm Brandes konnten im Jahre 1800 die ungefähre Höhe der Leuchterscheinungen über der Erdoberfläche bestimmen und hielten einen terrestrischen Ursprung für möglich. Bessel widerlegte diese Auffassung durch kritische Würdigung der Beobachtungsgenauigkeit. Außerdem entwarf er den Plan zu einem Beobachtungsprogramm für Sternschnuppen, das zur Gewinnung von zuverlässigem Datenmaterial geeignet wäre, ohne es selbst durchzuführen.
Auf seine Anregung hin stellte Hauptmann Schwinck 1843 kleinmaßstäbige Himmelskarten in stereografischer Projektion her, die zur Kartierung der Sternschnuppenbahnen geeigneter waren als die bisher verwendeten Karten. Über die Natur der Sternschnuppen wurde zur Zeit Bessels nur spekuliert. Er hielt es für möglich, dass sie „schon in höheren Luftschichten gänzlich verbrennen“.

#### Der Mond

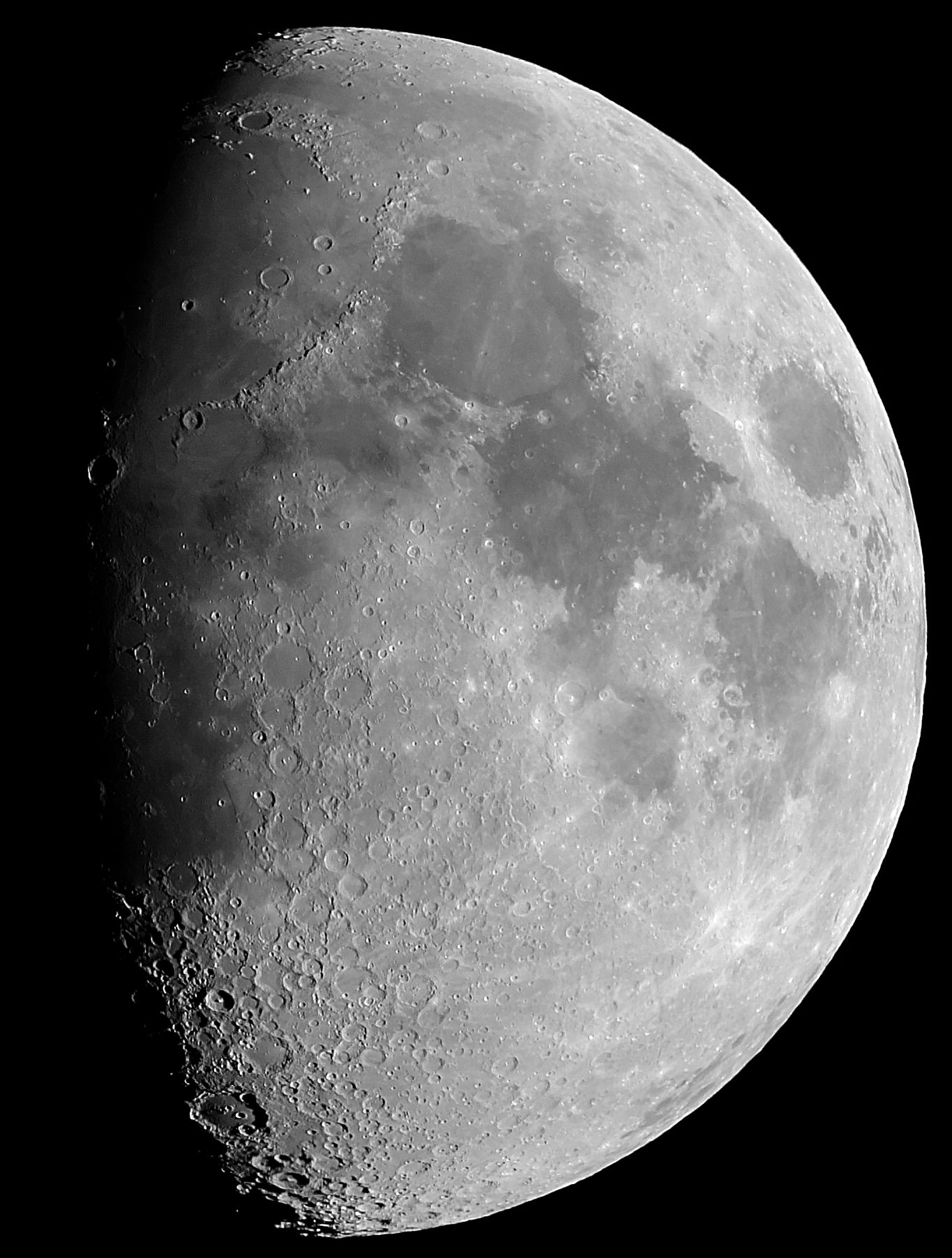

Bessel entwickelte ein neues Verfahren zur Bestimmung der Libration des Mondes. Mit dem Heliometer bestimmte er die Winkelabstände verschiedener Punkte des Mondrandes von einem kleinen, kreisrunden Krater im Zentrum der Mondscheibe, der heute als Mösting A bezeichnet wird und als Bezugspunkt des selenografischen Koordinatensystems dient. Daraus erhielt er die selenografischen Koordinaten und erste genaue Parameter für die Libration.
Drei Jahrzehnte nach seinen ersten Versuchen in der geografischen Ortsbestimmung kehrte er wieder zurück zu einem Hauptprobleme der astronomischen Navigation, der Längenbestimmung in der Seefahrt. Durch Verringerung des erforderlichen Rechenaufwandes verbesserte er das Verfahren, mit Hilfe der Monddistanzen die geografische Länge auf hoher See zu bestimmen.
Die mögliche Existenz einer Mondatmosphäre war zur Zeit Bessels noch ein Diskussionsthema der Astronomen; so glaubte Johann Hieronymus Schroeter, eine Atmosphäre von sehr geringer Dichte bemerkt zu haben. Dagegen wurde angeführt, dass kurz vor und nach Sternbedeckungen durch den Mond keine refraktionsbedingten Veränderungen des Sternlichts erkennbar waren. Bessel ging der Frage nach und überprüfte einen möglichen täuschenden Störeinfluss des Mondreliefs auf die Lichtausbreitung. Er konnte durch die Auswertung seiner heliometrischen Mondbeobachtungen zeigen, dass die Annahme einer Mondatmosphäre mit der von Schroeter angenommenen Dichte nicht mit den Messdaten vereinbar ist. Damit entzog er auch den seinerzeit noch verbreiteten Spekulationen über die Lebensbedingungen von Mondbewohnern, wie sie zum Beispiel seinen Münchner Kollegen Gruithuisen beschäftigten, die naturwissenschaftliche Grundlage.

#### Planeten

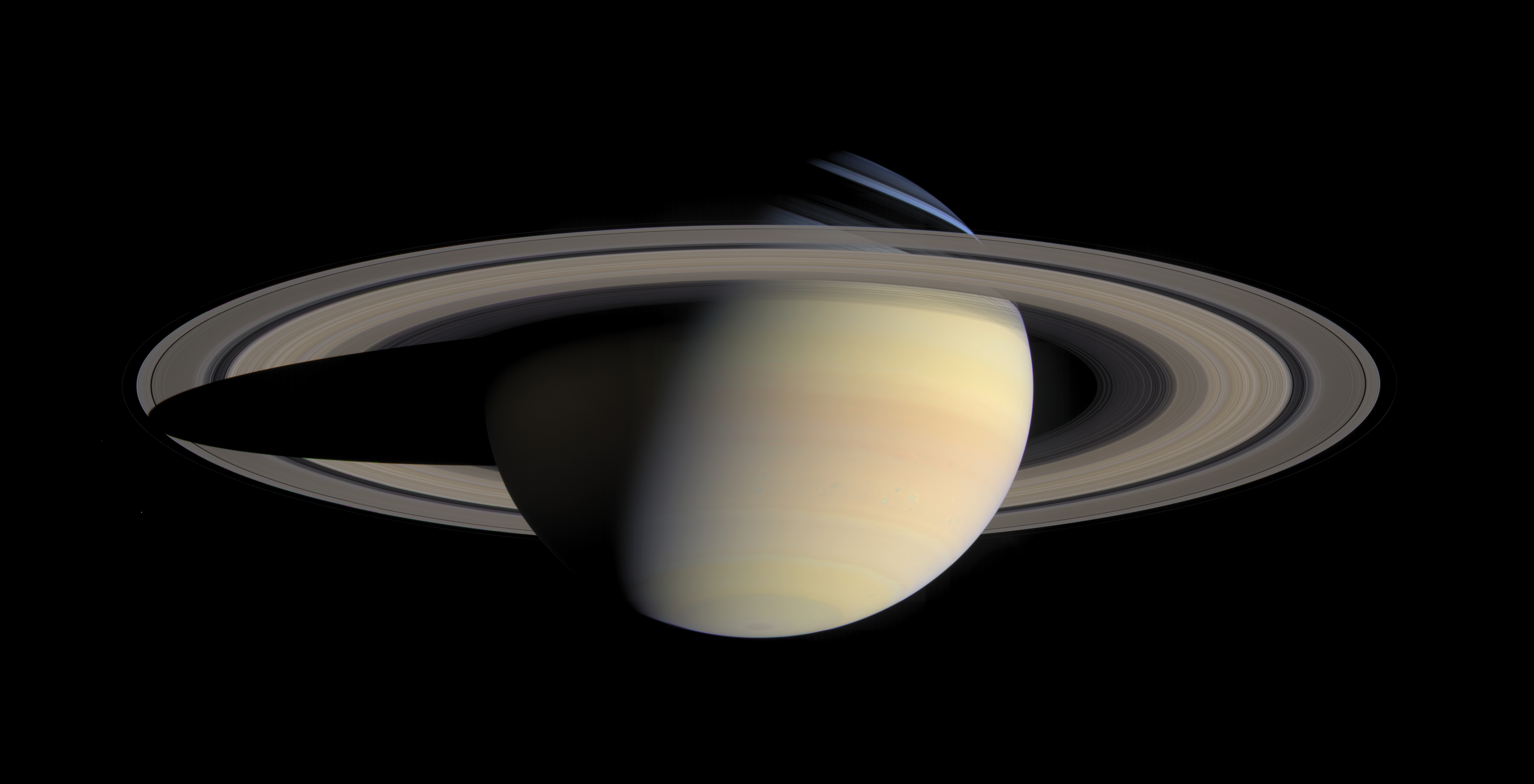
Saturn

Zu Bessels ersten Objekten in der praktischen Beobachtung gehörten neben dem 1801 entdeckten Kleinplaneten Ceres auch die 1804 in Lilienthal von Karl Ludwig Harding entdeckte Juno und die 1807 in Bremen von Heinrich Wilhelm Olbers entdeckte Vesta.
Bessels erste Publikation, die nicht die Beobachtungen von Kometen und Kleinplaneten zum Inhalt hatte, bezog sich auf den Planeten Saturn. Auf theoretischem Wege zeigte er, dass die Beobachtung Wilhelm Herschels, der Saturn besitze seinen maximalen Durchmesser nicht genau in der Äquatorebene, auf einer optischen Täuschung beruhen müsse.
In zwölf weiteren Arbeiten zu diesem Planeten untersuchte er die Wechselwirkungen zwischen dem Saturn, seinem Ringsystem und den Trabanten. Bessel maß mit dem Heliometer die Bewegung des Titans, des massereichsten Saturnmondes, und berechnete daraus die Umlaufdaten sowie einen genauen Wert für die Masse des Saturns. Seine letzte Arbeit, eine breit angelegte Theorie des Saturn-Systems, blieb unvollendet und wurde als Fragment posthum veröffentlicht.
Die Masse des Jupiters konnte Bessel durch Bahnbestimmung seiner vier Satelliten berechnen, die er von 1832 bis 1836 heliometrisch beobachtete. Darin bestätigte er einen schon von George Biddell Airy (1837) auf anderem Wege gefundenen Wert, der die bis dahin publizierten erheblich verbesserte und dem heutigen sehr nahe kommt.
Im Mai 1832 beobachtete Bessel den Merkurdurchgang vor der Sonne. Er bestimmte den scheinbaren Durchmesser des Merkurs und konnte keinerlei Abplattung feststellen.

#### Die Sonne

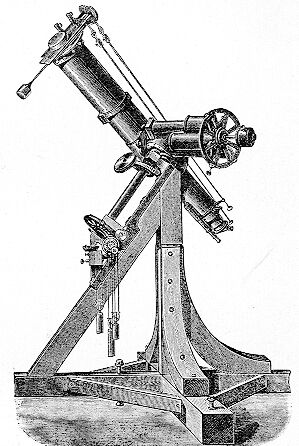
Königsberger Heliometer

Zur Größenbestimmung bei Sonnen-, Mond- und Planetenbeobachtungen kaufte Bessel für die Sternwarte Königsberg ein mit Linsen von Joseph von Fraunhofer ausgestattetes Heliometer aus dem Münchener Feinmechanischen Institut von Georg von Reichenbach, für das ein spezieller Turm an der Sternwarte errichtet wurde. Bessel war der erste Astronom, der ein solches Instrument für eine systematische Messreihe einsetzte. Seine wichtigsten Arbeiten zum Heliometer und die damit durchgeführten Untersuchungen fasste er 1841–42 in den Astronomischen Untersuchungen zusammen.
Bessel nutzte den Merkurtransit von 1832 nicht nur, wie andere Astronomen, um die Ein- und Austrittszeiten des Planeten vor der Sonnenscheibe zu messen. Durch die hohe Genauigkeit des Heliometers konnte er den Einfluss der Irradiation bestimmen, der die Sonne dem Beobachter optisch etwas größer erscheinen lässt, als es den tatsächlichen Verhältnissen entspricht. Gemeinsam mit seinem in Königsberg weilenden ehemaligen Schüler Friedrich Wilhelm August Argelander beobachtete Bessel den Transit mit zwei verschiedenen Instrumenten. In dem einen zeigte die Merkurscheibe kurz nach bzw. vor den inneren Berührungen eine längliche Verformung, die schon von den Venustransits bekannt war und heute als „Tropfenphänomen“ bezeichnet wird. Diese Formveränderung war mit dem anderen, höher auflösenden Instrument, dem Heliometer, nicht zu sehen, wodurch das Phänomen als instrumentenabhängig erkannt war.
Die scheinbare Formveränderung deutete Bessel als eine durch den Planeten veränderte Irradiation an der Kontaktstelle zum Sonnenrand. Eine atmosphärische Ursache wie bei den Venustransits schied aus, da Merkur keine nennenswerte Atmosphäre besitzt. Durch neuere Untersuchungen während der Merkurdurchgänge von 1999 und 2003 mit dem Weltraumteleskop TRACE konnten diese Beobachtungen insoweit bestätigt werden.
Bessel stellte weiterhin fest, dass das Heliometer praktisch ohne Irradiations-Effekt die Sonnenscheibe in ihrem wahren Durchmesser zeigte und demnach seinen Namen zu Recht trägt. Dadurch gelang ihm die Bestimmung eines genauen Wertes für den scheinbaren Sonnendurchmesser.

#### Finsternisse

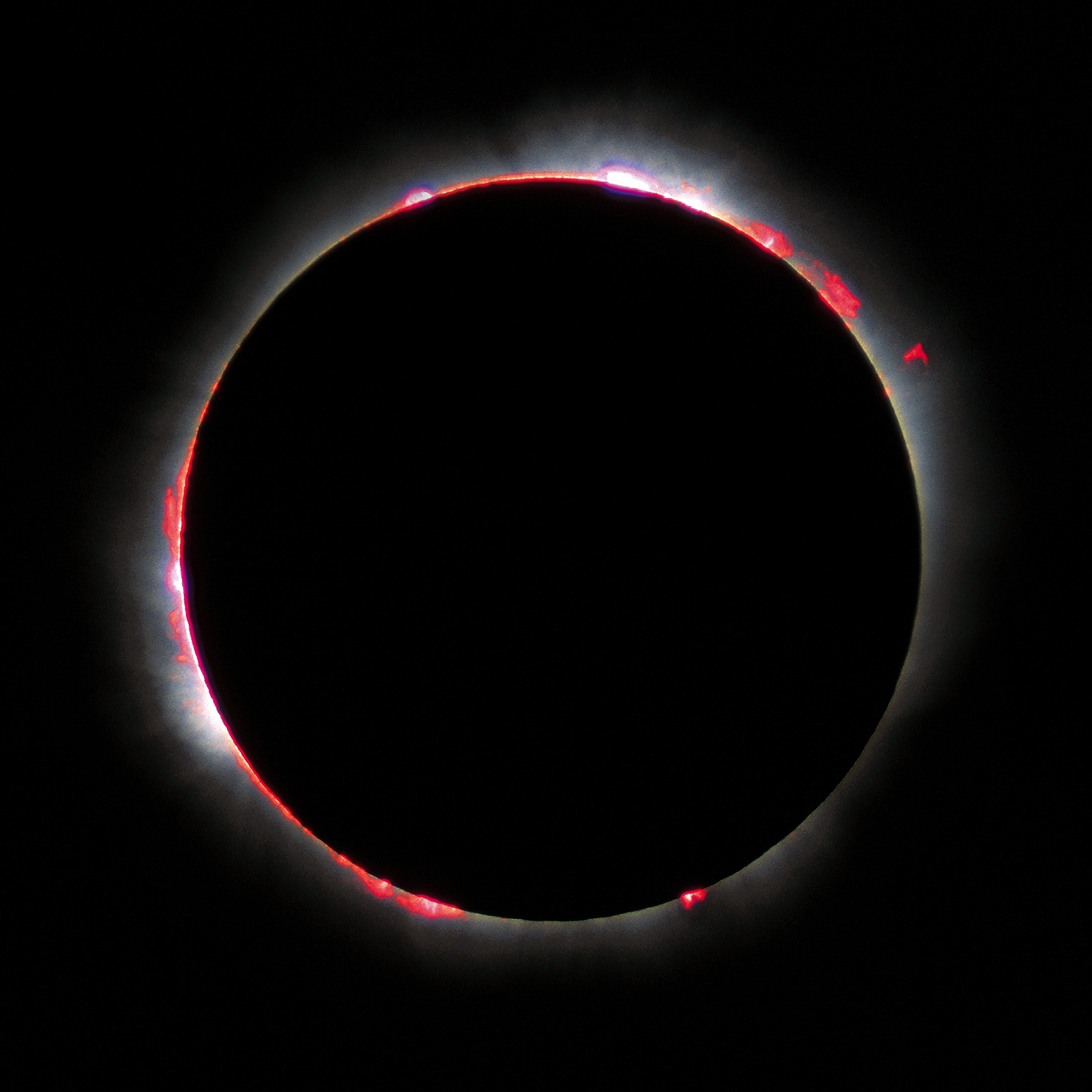
Totale Sonnenfinsternis

Zu den Standardaufgaben der Astronomen gehört traditionell die Berechnung des zeitlichen Verlaufs und des Sichtbarkeitsgebietes von Sonnenfinsternissen. Bessel kombinierte zwei bis dahin praktizierte Rechenverfahren, die auf Johannes Kepler und Joseph-Louis Lagrange zurückgehen, zu einer erweiterten Methode. Darin führt die Verwendung tabellierter Zwischengrößen, der Besselschen Elemente, zu einer erheblichen Vereinfachung der Berechnung. Dieses Verfahren kann ebenfalls bei der Berechnung von Mondfinsternissen, von Bedeckungen von Sternen und Planeten durch den Mond und von Planetentransiten vor der Sonne angewandt werden. Mit später eingearbeiteten Verbesserungen ist es noch heute ein Standardverfahren.

#### Stellarastronomie
Sternkataloge

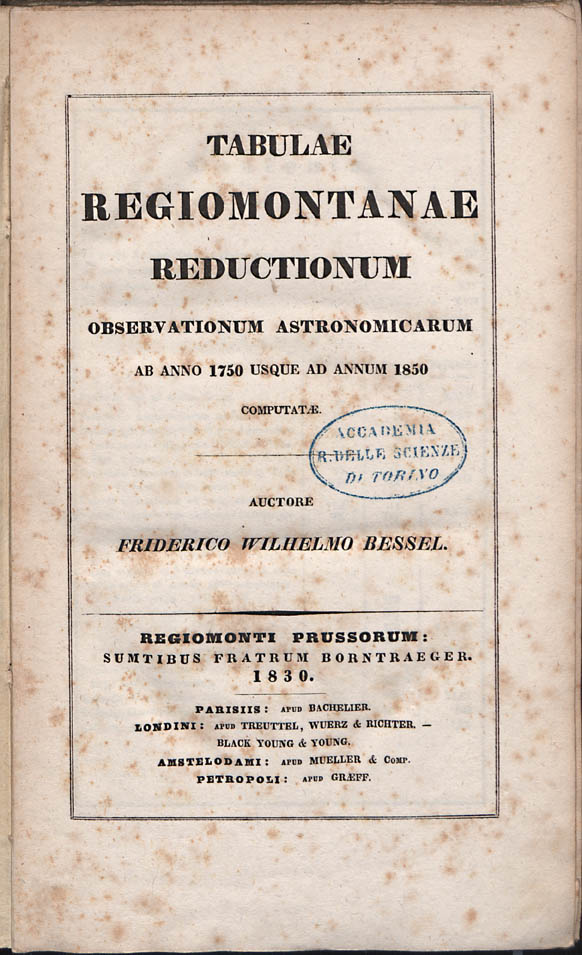
Titelblatt der Tabulae Regiomontanae, 1830

An der Sternwarte Lilienthal begann Bessel 1807 auf Anregung Wilhelm Olbers’ mit der Erarbeitung eines Sternkatalogs. Sein Ausgangsmaterial war eine Liste von über 3000 Sternen, deren Positionen der englische Astronom James Bradley in den Jahren 1750 bis 1761 mit einem Mauerquadranten gemessen hatte. Die Rohdaten der gelisteten Sternörter konnten noch nicht als Sternkatalog gelten, da sie durch zahlreiche Einflüsse mit Fehlern behaftet waren: erstens himmelsmechanische durch die Bewegung der Erde im Sonnensystem (Präzession, Nutation, Aberration), zweitens durch die atmosphärische Refraktion und drittens durch Ungenauigkeiten der benutzten Messgeräte (Mauerquadrant, Uhr). Außerdem verändern die Sterne langfristig durch Eigenbewegung ihre Position zueinander. Bessel ermittelte diese Einflussfaktoren aus Bradleys Datenmaterial und reduzierte damit dessen Daten. Die so berechneten wahren Sternörter für das Jahr 1755 gab er unter dem Titel Fundamenta Astronomiae 1818 heraus. Schon vorab hatte Bessel eine Abhandlung über die Bestimmung der Präzessionskonstanten aus Bradleys Daten veröffentlicht, für die er von der Preußischen Akademie der Wissenschaften 1813 einen Preis erhielt.
Bessel erarbeitete eine Theorie der Reduktionen mit den zugehörigen Reduktionstermen und erstellte hierzu Tafeln für die astronomische Praxis (Tabulae Regiomontanae) mit der Gültigkeitsdauer 1750 bis 1850. Dieses Werk wurde später von Julius Zech und Jakob Philipp Wolfers weitergeführt. In den Sternkatalogen sind alle Daten auf einen bestimmten Zeitpunkt reduziert. Bessel führte dazu ein fiktives Jahr (Bessel-Jahr) mit der Länge eines tropischen Jahres ein, dessen Beginn er auf den Zeitpunkt setzte, an dem die mittlere Länge der Sonne genau 280° beträgt (Besselsche Epoche). Die zeitabhängigen Terme seiner Reduktionsformeln wurden später Besselsche Tageszahlen genannt.
Die säkulare Veränderung der Positionen von 36 Fundamentalsternen, die Nevil Maskelyne am Royal Greenwich Observatory beobachtet und katalogisiert hatte, konnte Bessel mit großer Zuverlässigkeit für den Zeitraum eines Jahrhunderts (1750–1850) angeben, indem er für diese Sterne die Bradley-Daten aus den Fundamenta Astronomiae sowie selbst gemessene Daten von 1815 und 1825 heranzog. So entstand 1830 mit den Tabulae Regiomontanae der erste Fundamentalkatalog der Astronomie.
Zonenbeobachtungen
Nachdem Bessel für die Königsberger Sternwarte 1818 einen Meridiankreis aus der Werkstatt von Georg von Reichenbach angeschafft hatte, der mit einem Fraunhofer-Refraktor ausgestattet war, begann er die Beobachtungsarbeit zu einem Sternverzeichnis, das die bisher vorhandenen an Fülle und Genauigkeit übertreffen sollte. Er teilte den Himmel in Zonen von jeweils 2 Grad Deklination ein, in denen er systematisch die gefundenen Sterne bis zur 9. Größenklasse beobachtete; das heißt, er maß die Koordinaten für Rektaszension und Deklination. Bessel beschränkte die Beobachtungen zunächst auf Deklinationen von −15° bis +15°, den engeren Bereich um den Himmelsäquator. Diese Region war schon dadurch interessant, dass in ihr am ehesten die Entdeckung neuer Kleinplaneten zu erwarten war. Später dehnte Bessel den Beobachtungsbereich bis auf +45° Deklination aus. Das Programm, bei dem insgesamt 75.000 Sterne registriert wurden, nahm den Zeitraum von 1821 bis 1833 in Anspruch; die Daten erschienen in den Bänden VII bis XVII der Königsberger Beobachtungen.
Aus den bis 1825 vorliegenden Zonenbeobachtungen fertigte Maximilian Weisse, Leiter der Krakauer Sternwarte, einen Sternkatalog für die knapp 32.000 Sterne von −15° bis +15° Deklination an, der 1846 erschien. Friedrich Georg Wilhelm Struve stellte auf der Grundlage der Daten stellarstatistische Untersuchungen über den räumlichen Aufbau der Milchstraße an, die er als Vorwort zum Weisse-Katalog veröffentlichte.
Die Bessel’schen Zonenbeobachtungen fanden später ihre Fortsetzung in der Bonner Durchmusterung von Argelander, der in der Anfangszeit der Zonenbeobachtungen Bessels Assistent war.
Akademische Sternkarten
Für die astronomische Arbeit ist es hilfreich, die Sternpositionen nicht nur in Listen, sondern auch kartografisch zur Verfügung zu haben. Bessel regte 1825 bei der Preußischen Akademie der Wissenschaften an, das in den zuverlässigen Sternkatalogen gelistete Material durch weitere Beobachtungen aller Sterne bis zur 9. Größe zu ergänzen und in Sternkarten nach einheitlichem Muster zu drucken. Die bisherigen – überdies unvollständigen – Karten reichten nur bis zur 7. und 8. Größe. Da die bis dahin entdeckten Asteroiden ebenfalls nur in dieser Größe lagen, war zu erwarten, dass noch unentdeckte Planeten noch kleiner sein mussten. Bessels Schüler Carl August Steinheil fertigte ein Musterblatt an, das Bessel zusammen mit einer Arbeitsanleitung an die Akademie sandte. Damit das Projekt wegen des enormen Umfangs in überschaubarer Zeit fertig gestellt werden konnte, vergab die Berliner Akademie die Arbeitsaufträge für die einzelnen Blätter an verschiedene in- und ausländische Beobachter, wozu auch ambitionierte Amateure wie Karl Ludwig Hencke gehörten. Dieses Unternehmen stellte somit ein frühes Beispiel für eine gelungene internationale Kooperation auf wissenschaftlichem Gebiet dar. Bessel nahm wegen seiner anderen laufenden Arbeitsprogramme nicht an der Projektdurchführung teil, doch erarbeiteten seine ehemaligen Schüler Argelander, Steinheil und Luther einzelne Blätter, ebenso Karl Ludwig Harding, sein Göttinger Kollege und Vorgänger in Lilienthal. Bessel täuschte sich anfangs über den Zeitbedarf; die Berliner Akademischen Sternkarten lagen erst 1859 vollständig vor.
Weitere stellarastronomische Arbeiten
Bessel maß die Koordinaten zahlreicher Plejaden-Sterne und wies die Eignung dieses Sternhaufens zur Bestimmung der Präzision astronomischer Beobachtungsinstrumente nach.
Weiterhin benutzte Bessel das Heliometer zur Beobachtung von Doppelsternen. 1833 publizierte er einen kleinen Katalog mit relativen Distanzen und Positionswinkeln von 38 Objekten. Die gleichen Sterne wurden nach Verabredung von Struve in Dorpat durch Mikrometermessungen mit einem ebenfalls von Fraunhofer geschaffenen Refraktor gemessen, woraus sich Rückschlüsse auf die Messgenauigkeit beider Instrumente ergaben.

#### Kosmische Entfernungen

Prinzip der Sternparallaxe

Als Bessels Pionierarbeit gilt die erste zuverlässige Entfernungsbestimmung eines Fixsterns durch Messung seiner jährlichen Parallaxe. Schon Kopernikus und Kepler hatten erkannt, dass im Rahmen des heliozentrischen Systems ein Parallaxeneffekt auftreten müsste: Nahe gelegene Sterne müssten vor dem Hintergrund entfernterer Sterne infolge der jährlichen Erdbahn um die Sonne eine periodische Ortsveränderung zeigen. Trotz intensiver Suche konnte dieser Effekt bis zum Beginn des 19. Jahrhunderts nicht eindeutig nachgewiesen werden. 1802 schätzte Johann Hieronymus Schroeter den oberen Grenzwert der Parallaxen für die nächsten Sterne recht zuverlässig mit 0,75 Bogensekunden.
Auch Bessel stellte sich dieser Herausforderung, die aus drei Teilproblemen bestand: Es musste
1. ein dem Sonnensystem möglichst nahe gelegener Stern gefunden werden, der einen hinreichend großen Parallaxenwert versprach,
2. die Messung wegen der Kleinheit des Effekts mit höchster Präzision durchgeführt werden und
3. der Parallaxenwert aus den Beobachtungsdaten herausgerechnet werden.

Eigenbewegung von 61 Cygni im Zeitraum von fünf Jahren

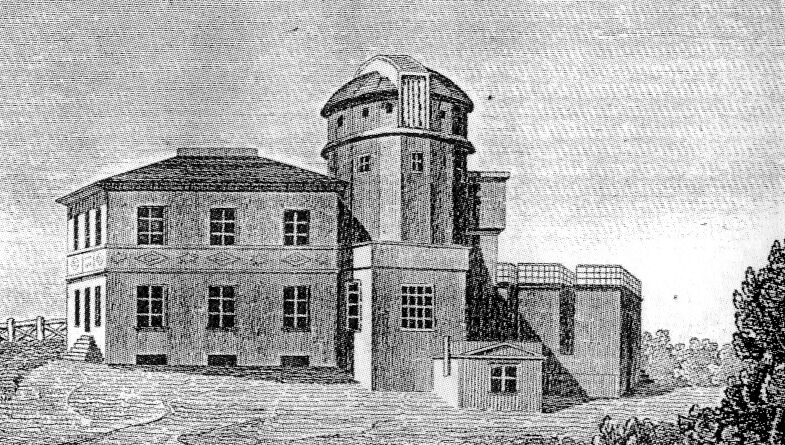
Königsberger Sternwarte mit Heliometerturm um 1830

Beim Vergleich des Bradley-Katalogs mit anderen Sternkatalogen stellte Bessel fest, dass der Stern 61 Cygni (Sternbild Schwan) die größte Eigenbewegung aller gemessenen Sterne aufweist. Des Weiteren fand er heraus, dass es sich um einen physischen Doppelstern handelt, für den er die Umlaufzeit um den gemeinsamen Schwerpunkt ermittelte. Der relativ große Winkelabstand der beiden Komponenten von 61 Cygni sprach ebenso für eine große Nähe zum Sonnensystem wie seine große Eigenbewegung, so dass er dieses lichtschwache System mit der scheinbaren Helligkeit von 4,8 mag als aussichtsreiches Objekt beobachtete. Günstig war auch, dass es als Zirkumpolarstern fast ganzjährig beobachtet werden konnte. Bessel arbeitete nach dem Prinzip der relativen Parallaxenmessung, das von Galileo Galilei 1632 in seinem Dialog über die beiden hauptsächlichen Weltsysteme vorgeschlagen worden war: Er maß nicht die absoluten Sternpositionen, sondern die Positionsveränderungen von 61 Cygni relativ zu zwei scheinbar benachbarten Vergleichssternen, von denen man eine weit größere Entfernung annehmen konnte. Die kreuzförmige Lage der zwei Sterne erlaubte, sie mit dem Mikrometerokular jeweils genau zur Mitte des Doppelsternsystems einzumessen, wofür sich das Heliometer ideal eignete.
Wegen der großen Eigenbewegung dieses Schnellläufers am Sternhimmel genügte es nicht, die Positionen zweimal in halbjährlichem Abstand zu messen. Erforderlich war vielmehr eine mindestens einjährige Messreihe, aus der die Parallaxe herauszurechnen war. Bessel begann die Messreihe im August 1837 und beendete sie im Oktober 1838. Er ermittelte den Parallaxenwert von 0″,3136 bei einem mittleren Fehler von 0″,0202. Als anschaulichen Größenvergleich für die Distanz von 61 Cygni berechnete Bessel „die Zeit, welche das Licht gebraucht, um diese Entfernung zu durchlaufen“, zu 10,28 Jahren. Der bislang (2015) genaueste Parallaxenwert für 61 Cygni wurde vom Astrometriesatelliten Hipparcos mit 0″,286 gemessen, was einer Distanz von 11,4 Lichtjahren entspricht. Bessels Ergebnis ist damit im Rahmen der angegebenen Genauigkeit bestätigt.
Struve hatte schon 1835 in Dorpat begonnen, mit seinem Fraunhofer-Refraktor die Parallaxe der Wega (Sternbild „Leier“) zu bestimmen, und 1837 vorläufige, noch unzuverlässige Werte vorgelegt. Der königliche Astronom Thomas James Henderson publizierte 1839 in Edinburgh einen Parallaxenwert für das Doppelsternsystem Alpha Centauri (Sternbild „Zentaur“), das er 1832/1833 in Kapstadt beobachtet hatte. Diese drei Forscher waren freundschaftlich miteinander verbunden und betrieben keinen Prioritätsstreit; dieser wurde erst Jahrzehnte später von Wissenschaftshistorikern konstruiert.
Mit diesen Ergebnissen hatten die Astronomen nicht nur die Vorstellung über die kosmischen Größenordnungen erweitert, sondern auch nach der 1728 von James Bradley entdeckten jährlichen Aberration einen zweiten empirischen Beleg zur Stützung des heliozentrischen Systems gewonnen; das heliozentrische Weltbild war allerdings – bedingt durch seine Leistungsfähigkeit – zur Zeit Bessels längst nicht mehr umstritten.

#### „Unsichtbare“ Objekte
Neptun
Mit den genaueren Sternkatalogen und -karten standen zur Zeit Bessels die Mittel zur präzisen Bahnbestimmung schnell beweglicher Himmelskörper (Planeten, Kometen) zur Verfügung. Dabei erwies sich der von Wilhelm Herschel 1781 entdeckte Uranus als schwierig, weil seine beobachtete Bahn nicht mit himmelsmechanischen Berechnungen in Einklang zu bringen war. Bessel befasste sich eingehend mit diesem Problem und entwarf 1823 eine Hypothese zur Modifizierung des Gravitationsgesetzes. Da diese Überlegung in eine Sackgasse führte, verzichtete er auf eine Publikation und äußerte schon 1828 die Meinung: „Ich glaube an einen Planeten über Uranus.“ Ab 1837 ließ er seinen Studenten Wilhelm Flemming (1812–1840) die Uranusbahn neu berechnen. Dessen früher Tod und Bessels eigene Krankheit verhinderten eine Fortführung des Projekts. Als jedoch Urbain Le Verrier und John Couch Adams den vermutlichen Ort dieses Himmelskörpers, des Neptuns, berechnet hatten, konnte er von Johann Gottfried Galle am 23. September 1846 gefunden werden. Galle benutzte dazu ein schon gedrucktes, aber noch unveröffentlichtes Blatt der von Bessel initiierten Berliner Akademischen Sternkarten.
Weiße Zwerge

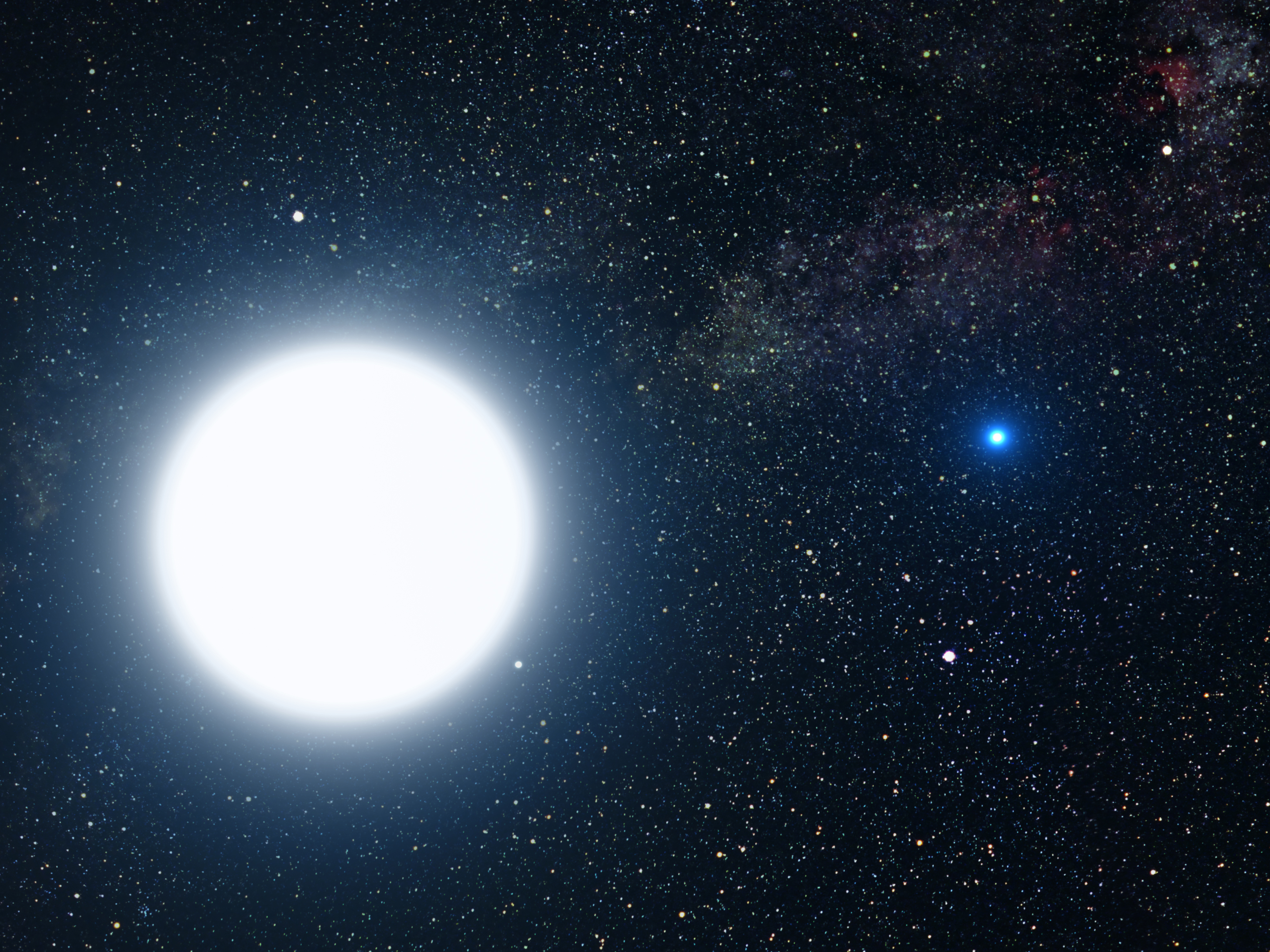
Sirius A und B (Sirius B im Verhältnis zu groß dargestellt)

Bei der Analyse der Eigenbewegungen der kosmischen Schnellläufer Sirius (Sternbild „Großer Hund“) und Prokyon (Sternbild „Kleiner Hund“) entdeckte Bessel jeweils eine langperiodische Abweichung von der geradlinigen Bewegung. Zur Deutung dieses zunächst unerklärlichen Effekts postulierte er 1844 für beide Sterne die gravitative Einwirkung eines bislang unerkannten Begleitsterns. Die seit Christian Mayer (1779) bekannten Doppelsternsysteme bestanden durchweg aus zwei sichtbaren Komponenten. Doch Bessel meinte, dass auch dunkle, nichtleuchtende Himmelskörper Wirkungen auf die Sternpositionen ausüben könnten. Dieses zunächst umstrittene Postulat wurde erst anerkannt, als sein Königsberger Nachfolger Christian August Friedrich Peters 1851 den genauen Wert der Abweichung für Sirius berechnet und 1862 Alvan Graham Clark den Begleitstern „Sirius B“ gefunden hatte. Er gehört mit der scheinbaren Helligkeit von 8,5 mag, aber vergleichsweise großer Masse zu den Weißen Zwergen und ist das erste entdeckte Exemplar seiner Gattung. 1896 entdeckte John Martin Schaeberle den Weißen Zwerg Prokyon B. Wegen der großen Leuchtkraft von Sirius A (mit −1,46 mag der hellste Stern am Nachthimmel) und einer ungünstigen geometrischen Konstellation konnte Bessel zu seiner Zeit den Begleitstern nicht sehen.
Bessel erkannte sofort die Tragweite seiner Sirius-Messungen. Die von ihm selbst in den Fundamenta Astronomiae bis zur Perfektion ausgearbeitete Methode, die Sternörter auf einen bestimmten Zeitpunkt zu reduzieren, musste von nun an für ungenau gelten, solange man den Einfluss dieser systematischen Schlingerbewegungen einiger Sterne nicht mitberücksichtigte.

#### Die Polbewegung
Die Polhöhe, die den Winkelabstand des nördlichen Himmelspols zum Horizont und damit die geografische Breite des Beobachtungsortes angibt, galt bis ins 19. Jahrhundert für einen bestimmten Ort als unveränderlich. Bessel erörterte 1818 die theoretische Fragestellung, inwieweit sich Massenverlagerungen im Innern der Erde oder auf deren Oberfläche, etwa durch den Transport von Handelsprodukten, auf die Polhöhe auswirken könnten. Letztere Ursache konnte er ausschließen, da er für eine Polhöhenänderung von einer Bogensekunde den hundertmillionsten Teil der Erdmasse errechnete, was aber als Resultat menschlichen Einflusses nicht vorstellbar ist.
Schon im 18. Jahrhundert entwickelte Leonhard Euler eine Theorie des Kreisels und leitete für die Erde als einen angenommenen starren Körper, der nicht völlig kugelsymmetrisch ist, eine Kreiselbewegung mit einer Phase von etwa 300 Tagen ab. Für die rotierende Erde konnte diese postulierte Bewegung zunächst nicht astronomisch verifiziert werden.
In den Jahren 1842 bis 1844 kontrollierte Bessel die Polhöhe von Königsberg mit dem neuen Meridiankreis von Adolf Repsold. Im Juni 1844 teilte er Alexander von Humboldt brieflich mit, dass er eine systematische Veränderung der Polhöhe von 0,3 Bogensekunden entdeckt habe. Als Grund für diese Bewegung nahm Bessel „innere Veränderungen des Erdkörpers“ an. In den 1880er Jahren konnte Karl Friedrich Küstner mit ausgedehnten Untersuchungen den Effekt der Polbewegung verifizieren. Seth Carlo Chandler ermittelte für die Bewegung eine Periode von ungefähr 430 Tagen. Bessels späterer Königsberger Nachfolger Erich Przybyllok erklärte nach einer erneuten Datenauswertung Bessel zum „Entdecker der Polhöhenschwankungen“. Eine neue präzise Analyse der Bessel’schen Daten ergab, dass aus ihnen eine signifikante Polbewegung noch nicht zuverlässig abgeleitet werden konnte. Bessel selbst hatte seinen „Verdacht gegen die Unveränderlichkeit der Polhöhen“ Humboldt gegenüber als „noch unreif“ bezeichnet und nichts darüber publiziert; seine Krankheit hinderte ihn an weiterführenden Untersuchungen.

#### Die „Persönliche Gleichung“

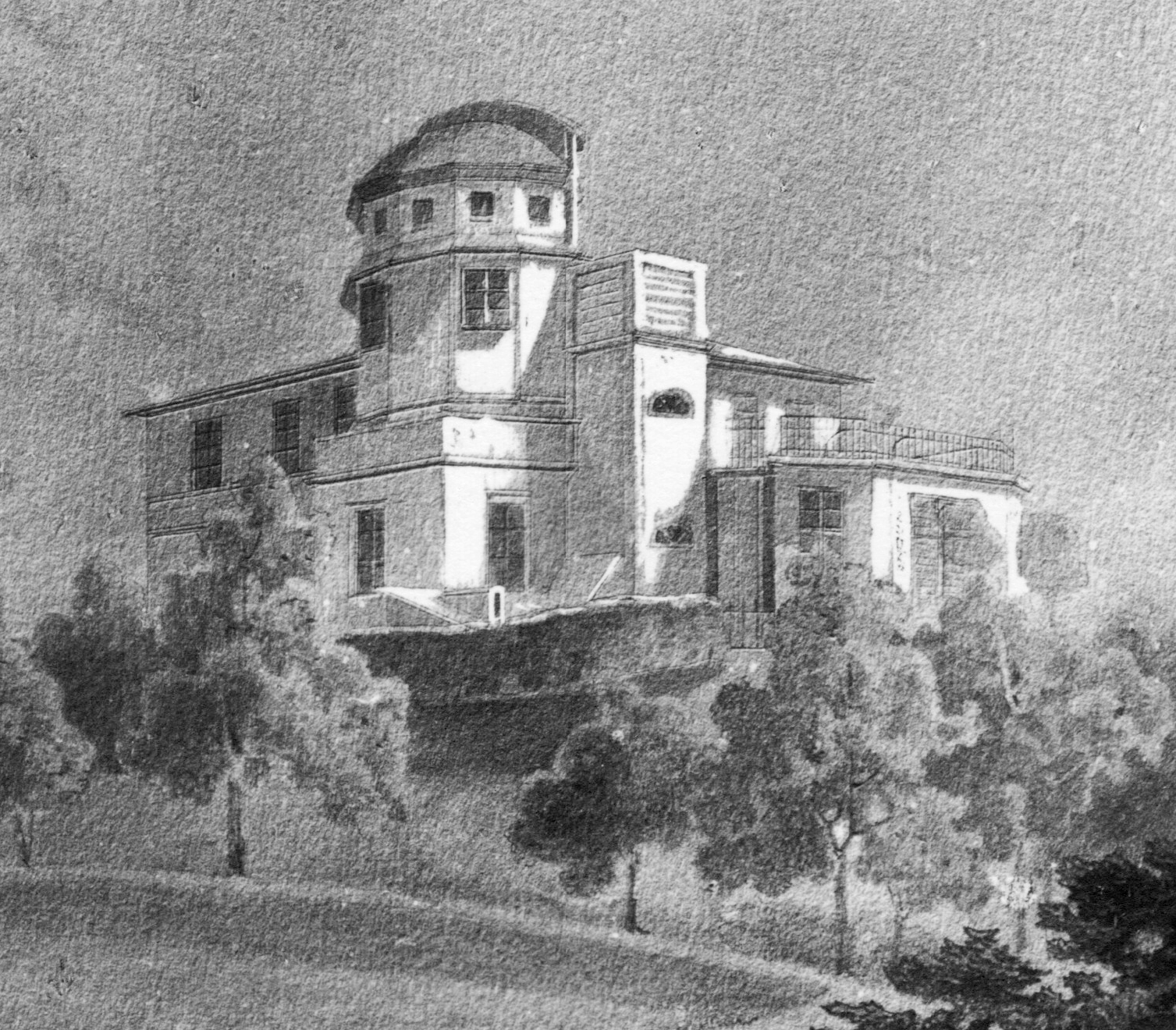
Sternwarte auf dem Butterberg am westlichen Wall von Königsberg

Beim Austausch von Beobachtungsdaten erkannten die Astronomen zu Beginn des 19. Jahrhunderts, dass die astronomischen Zeitbestimmungen gleicher Himmelsobjekte, die auf verschiedenen Sternwarten beobachtet worden waren, unterschiedliche Resultate ergaben, wofür man zunächst die unterschiedlichen Bauarten der verwendeten Geräte verantwortlich machte.
Seit 1818 vertrat Bessel die Ansicht, dass auch die Person des Beobachters in die Datenauswertung einbezogen werden müsse. Er überprüfte die Zuverlässigkeit der Datenerhebung im Jahre 1821 durch gemeinschaftliche Beobachtungen mit seinem Assistenten Walbeck und stellte eine systematische Abweichung beider Beobachter bei der Registrierung der Durchgangszeiten von Sternen im Meridiankreis fest. Später überprüfte er den Effekt mit anderen Astronomen (Argelander, Struve, Peter Andreas Hansen) bei ihren Besuchen auf der Königsberger Sternwarte, wo sich bei Zeitmessungen gleicher Sterne am gleichen Instrument jeweils unterschiedliche Differenzen zwischen den Werten offenbarten, die von je zwei Beobachtern gemessen wurden. Bei der langjährigen Verfolgung dieses Phänomens stellte er überdies fest, dass die Zeitdifferenzen zweier bestimmter Beobachter auch einer zeitlichen Entwicklung unterliegen und nicht konstant sind.
Er kam zu dem Schluss, dass „kein Beobachter sicher sein kann, absolute Zeitmomente sicher anzugeben“. Besonders nachteilig wäre es in einem Messprogramm, wenn verschiedene Beobachter das gleiche Objekt beobachteten und die gewonnenen Messwerte in der Auswertung zu einer Messreihe vermischt würden, was zu seiner Zeit an den Sternwarten durchaus üblich war. Bessel gilt damit als Entdecker des später als Persönliche Gleichung bekannt gewordenen Phänomens. Der in der Astronomie früher gebräuchliche Ausdruck „Gleichung“ ist hier im Sinne von einer „kleinen Abweichung“ zu verstehen. Weil schwer quantifizierbar, fand die Persönliche Gleichung in die astronomischen Auswertungspraxis nur zögernd Eingang; auch Bessel versuchte lediglich, ihren Einfluss so gering wie möglich zu halten.
Die Bessel’schen Versuche zur Bestimmung der persönlichen Reaktionszeit wurden erst Jahrzehnte später von der entstehenden Experimentellen Psychologie aufgegriffen und weitergeführt, vor allem durch Wilhelm Wundt.
Zur Zeit der Entdeckung der Persönlichen Gleichung untersuchte der Königsberger Philosoph und Pädagoge Johann Friedrich Herbart Möglichkeiten einer Quantifizierung der menschlichen Wahrnehmung. Die von ihm dazu formulierten mathematischen Gleichungen entwickelte er in Zusammenarbeit mit Bessel.

### Mathematik

#### Bessel als „Angewandter Mathematiker“
Friedrich Wilhelm Bessel steht in der Tradition jener Forscher, deren mathematische Tätigkeit sich aus der Bearbeitung naturwissenschaftlicher und technischer Probleme begründete. Die Mathematik entwickelte sich erst zu Beginn des 19. Jahrhunderts zu einer eigenständigen wissenschaftlichen Disziplin im akademischen Betrieb; in der Reformzeit richteten die preußischen Universitäten erstmals reine Mathematik-Professuren ein. In der damals beginnenden Aufspaltung in reine und angewandte Mathematik sah sich Bessel als Vertreter der letzteren. Die Astronomie betrachtete Bessel immer als sein Hauptarbeitsgebiet, das ihn gelegentlich zur Beschäftigung mit mathematischen und physikalischen Themen motivierte. Als ihn August Crelle, der Herausgeber des Journals für die reine und angewandte Mathematik, um Mitarbeit an seiner Zeitschrift bat, lehnte Bessel ab mit den Worten: „Allein Sie wissen, dass meine Thätigkeit ausschließlich der Astronomie gewidmet ist, dass selten Zeit übrig bleibt, etwas Mathematisches zu treiben, außer wenn es in unmittelbarer Verbindung mit astronomischen Geschäften steht.“
Bessels Leistungen lagen darin, die Probleme auf zweckmäßige Ansätze zurückzuführen und die Berechnungen so darzulegen, dass sie zur unmittelbaren Anwendbarkeit geeignet waren. Er formte die Gleichungen so weit um, dass sie eine möglichst bequeme Rechnung erlaubten, und unterstützte dies durch zahlreiche Hilfstafeln, die er seinen Schriften beifügte.

#### Fehlerrechnung
Der Umgang mit großen Datenmengen machte eine konsequente Fehleranalyse unumgänglich. Von Bessel stammt die heute noch geltende Klassifizierung in zufällige und systematische Beobachtungsfehler. Bessel bewies, dass die zufälligen Fehler einer Messung, wenn sie von zahlreichen Ursachen abhängen, weitgehend dem Fehlerverteilungsgesetz gehorchen, das Gauß in seiner Fehlertheorie postuliert hatte. Er vereinfachte die Anwendung der Methode der kleinsten Quadrate.
Auf Bessel geht eine grundlegende Beziehung der mathematischen Statistik zurück. Die Varianz einer Stichprobe vom Umfang n erhält im Nenner den Term (n − 1), der als Bessel-Korrektur bezeichnet wird, und wird dadurch zur erwartungstreuen Schätzfunktion für die Varianz der Grundgesamtheit dieser Stichprobe.

#### Bessel-Funktionen

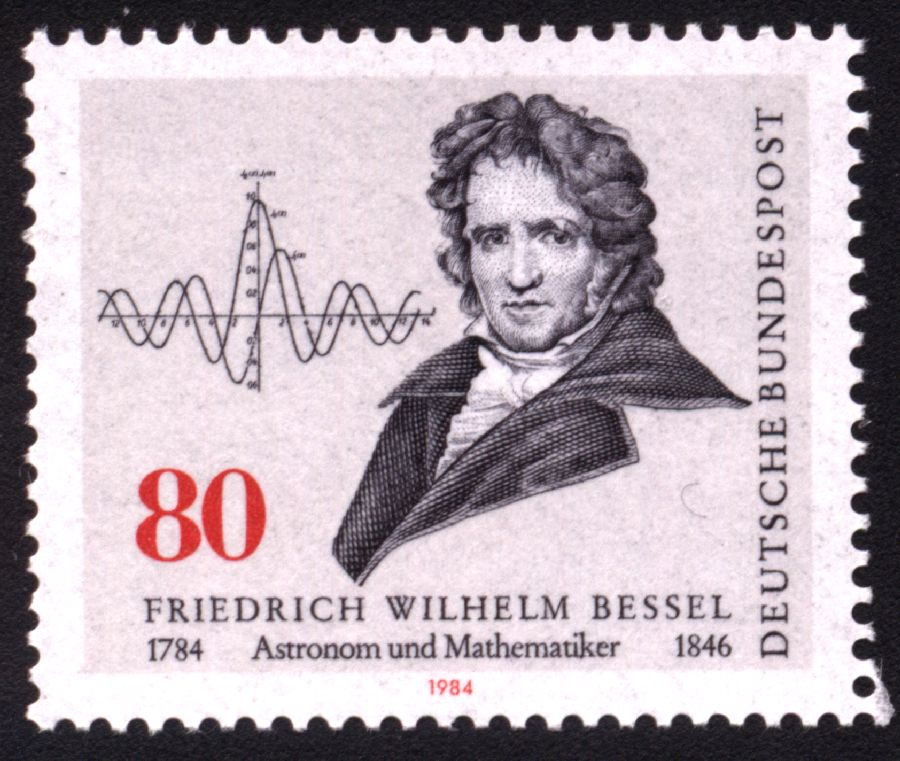
80-Pf-Sondermarke der Deutschen Bundespost (1984) mit grafischer Darstellung von Bessel-Funktionen

Bei der Beschäftigung mit der Kepler-Gleichung zur Berechnung von Planetenbahnen sowie der Analyse planetarischer Störungen entwickelte Bessel die Funktion des Radiusvektors in eine Reihe, für deren Koeffizienten er spezielle Hilfsfunktionen in Integraldarstellung formulierte. Deren Untersuchung zeigte ihm, dass es sich um ein eigenes System von Funktionen handelte, zwischen denen er Rekursions- und Symmetriebeziehungen herausarbeitete sowie Aussagen über die Verteilung der Nullstellen ableiten konnte. In Würdigung der Bessel’schen Arbeiten bezeichnete Oskar Schlömilch diese Funktionen 1857 als Bessel-Funktionen. Schon im 18. Jahrhundert waren die Mathematiker Daniel Bernoulli, Euler und Lagrange auf Funktionen dieses Typs gestoßen, und etwa zeitgleich mit Bessel hatten Fourier und Poisson Integraldarstellungen für diese gegeben. Nach Bessel sind auch die von ihm gefundene lineare Differentialgleichungen zweiter Ordnung benannt, deren Lösungen die Bessel-Funktionen darstellen; der zugehörige Differentialoperator heißt Bessel-Operator.
Die Bessel-Funktionen sind eine Klasse der Zylinderfunktionen; sie spielen bei der mathematischen Beschreibung zahlreicher physikalischer Phänomene eine wesentliche Rolle, wie zum Beispiel bei zweidimensionalen Schwingungen, der Wärmeleitung in festen Körpern oder der Röntgenstrukturanalyse von helicalen Molekülen wie zum Beispiel der DNS. Astronomische Bedeutung hat die mit Bessel-Funktionen beschreibbare Lichtbeugung, die das Auflösungsvermögen der Teleskope begrenzt.
Die Bessel-Funktionen sind namensgebend für einige technische Nutzungen. Als Bessel-Filter wird in der Regelungstechnik ein Typ analoger Filter bezeichnet, der ein optimales Übertragungsverhalten von Rechtecksignalen garantiert. Der Bessel-Strahl ist ein Laserstrahl mit einer Art der Lichtausbreitung, die durch besondere Formstabilität und „Selbstheilung“ gekennzeichnet ist, wodurch sich die Form des Strahls nach Kontakt mit einem Hindernis regeneriert. Bessel-Strahlen werden zum Beispiel bei Optischen Pinzetten und in der höchstauflösenden Mikroskopie verwendet.

#### Sonstige Leistungen in der Mathematik
Zur Lösung seiner Berechnungen musste Bessel ausgedehnte Näherungsrechnungen durchführen, bei denen er die Funktionen meist in Reihen entwickelte. Die Suche nach geeigneten trigonometrischen Reihen und die Bestimmung ihrer Koeffizienten waren mehrfach Gegenstand eigener Untersuchungen. Er fand eine Darstellung eines trigonometrischen Polynoms n-ten Grades, bei welcher sich für ein gegebenes n durch Hinzufügen neuer Summanden die bisher berechneten Koeffizienten nicht mehr ändern, so dass sich mit dieser Approximation die Genauigkeit beliebig steigern lässt. Bessel untersuchte die Güte der Approximation durch die Summenbildung unter Verwendung der Methode der kleinsten Quadrate und gelangte zu einem Kriterium, das heute in der Funktionalanalysis als Besselsche Ungleichung bezeichnet wird.
Aus seinen Reduktionsberechnungen resultiert die in der numerischen Mathematik angewendete Besselsche Interpolationsformel.
Zu Beginn seiner Zeit in Königsberg, als ihm wegen der noch unfertigen Sternwarte die Beobachtungsmöglichkeiten fehlten, erarbeitete Bessel zwei Studien zur reinen Mathematik. Die erste betraf den Integrallogarithmus, der eine Schätzfunktion für die Anzahl der Primzahlen darstellt. Bessel lieferte durch geeignete Reihenentwicklungen einen Fortschritt in der numerischen Berechnung der Funktionswerte. In der zweiten Arbeit beschäftigte sich Bessel mit einer Theorie des Mathematikers Christian Kramp über die Fakultäten, die er verbesserte und erweiterte. Über beide Probleme tauschte sich Bessel mit Carl Friedrich Gauß brieflich aus, der sich ebenfalls damit beschäftigte und die Arbeiten verallgemeinernd weiterführte.
Bessel befasste sich mehrfach mit Problemen der Elementargeometrie. Unter anderem lieferte er einen Beweis für den Satz von Pascal sowie eine Lösung der Pothenotschen Aufgabe (Rückwärtsschnitt).
Schon in seinem ersten Königsberger Jahrzehnt befasste sich Bessel mit grundsätzlichen Fragen der mathematischen Auswertung geodätischer Daten. Damit legte er eine Grundlage für die Auswertungstätigkeit bei der von ihm ab 1830 geleiteten Ostpreußischen Gradmessung und bei der Bestimmung des mittleren Erdellipsoids.

### Geodäsie

#### Die ostpreußische Gradmessung
Bis zum 19. Jahrhundert war es üblich, dass Astronomen großräumige Landesvermessungen ausführten – wegen der teilweise ähnlichen Messverfahren, der umfangreichen mathematischen Auswertungen und der Einarbeitung astronomischer Daten. Auf eigene Initiative unternahm Bessel im Jahre 1817, assistiert von Gotthilf Hagen, eine kleinere Vermessung in der Region Königsberg, um die Genauigkeit der früheren Schroetterschen Landesaufnahme einer Prüfung zu unterziehen, womit er die Unvollkommenheit der angewandten Methoden aufdeckte.
1830 ließ sich Bessel die Leitung der Vermessung Ostpreußens übertragen, deren eigentliches Ziel darin bestand, die Müfflingsche Triangulation der westlichen Landesteile Preußens mit jenem Netz zu verbinden, das General Tenner in den baltischen Provinzen des Russischen Reiches gemessen hatte. Beim klassischen Verfahren der Triangulation müssen die Lagebeziehungen weit entfernter Punkte zueinander durch Winkelmessung mittels Theodolit bestimmt werden. Zur praktischen Durchführung konnte Bessel auf die Unterstützung der preußischen Armee zurückgreifen, die für Vermessung und Kartografie zuständig war. Als überaus erfolgreich gestaltete sich die Zusammenarbeit mit dem damaligen Hauptmann Johann Jacob Baeyer; die Auswertung ihrer Feldmessungen aus den Jahren 1832 bis 1835 erschien 1838.

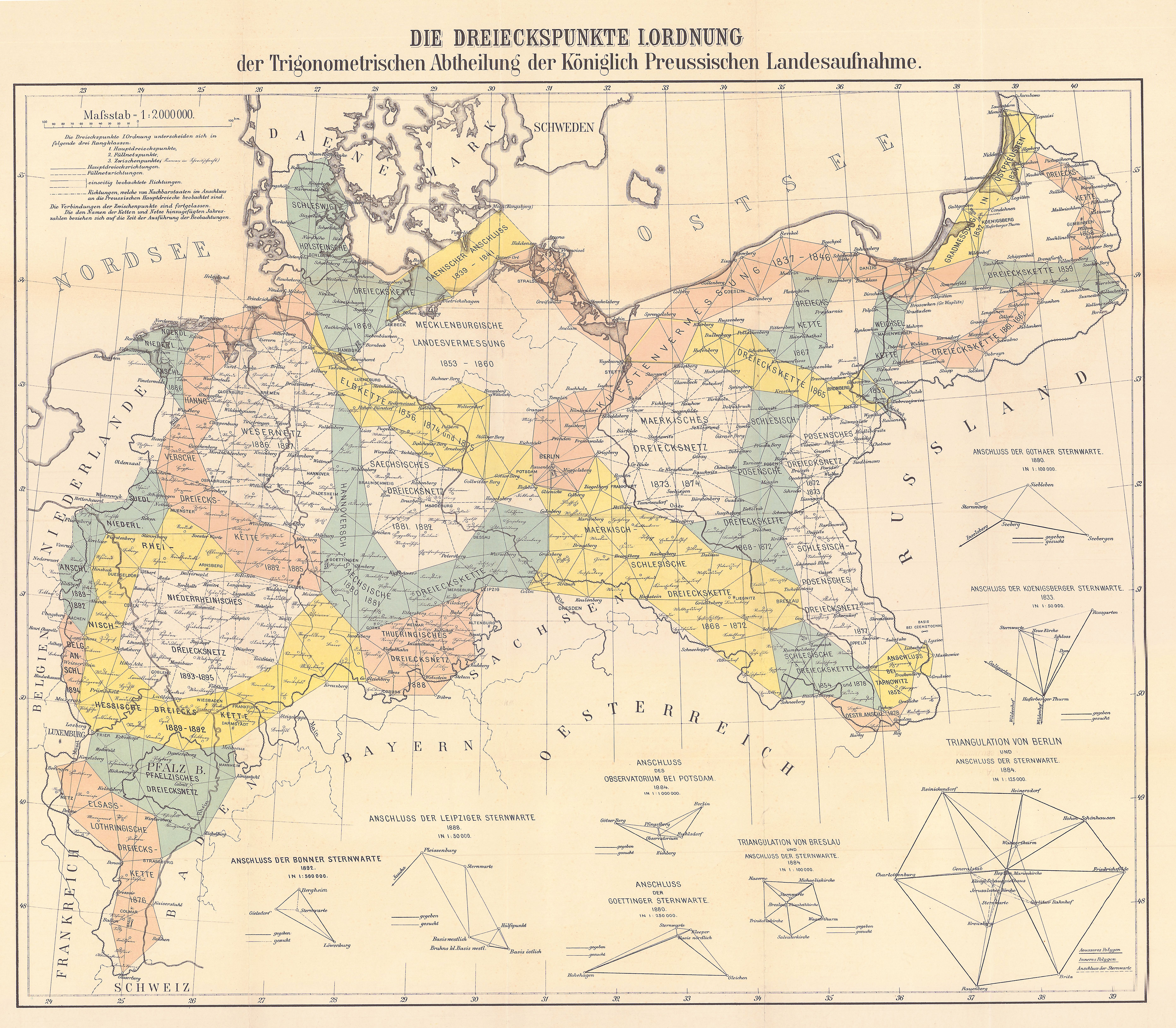
Die Dreieckspunkte I. Ordnung der Trigonometrischen Abtheilung der Königlich Preußischen Landesaufnahme

Schwieriger als die Winkelmessung gestaltete sich vor der Erfindung der heutigen optoelektronischen Geräte die Streckenmessung. Die Länge mindestens einer Dreiecksseite musste bekannt sein, war aber über Dutzende Kilometer nicht genau messbar. Als Lösung wurde ein Basisvergrößerungsnetz angelegt, mit dem – ausgehend von einer kurzen, sehr genau vermessenen „Basis“ – die Länge einer Hauptdreiecksseite bestimmt wurde. Zur Streckenmessung ließ Bessel nach eigenen Vorstellungen einen Basisapparat anfertigen und bestimmte damit vom 11. bis 16. August 1834 nordwestlich von Königsberg zwischen den Orten Mednicken und Trenk mit äußerster Genauigkeit eine Grundlinie, die 1822,330 m lang war. Im Gegensatz zu anderen Gradmessungen, bei denen zwecks hoher Genauigkeit wesentlich längere Grundlinien gemessen wurden, wählte Bessel eine vergleichsweise kurze Strecke, die er aber dreimal messen ließ. Sein Basisapparat wurde in den nächsten Jahrzehnten zum Standardgerät der Längenmessung in der Geodäsie; in der Preußischen Landesaufnahme blieb er bis 1914 in Gebrauch.
Dieses Projekt bildete als Verbindungstriangulation das letzte Glied einer durchgehenden Vermessungskette von Spanien bis zum nördlichen Eismeer. Bessel gestaltete die Arbeit von vornherein als eigenständige Gradmessung, bei der die Koordinaten einiger Messpunkte durch astronomische Messungen unabhängig voneinander mit größtmöglicher Genauigkeit bestimmt werden. Bei der ostpreußischen Gradmessung waren das der südliche Endpunkt der Kette in Trunz bei Elbing und der nördliche bei Memel sowie die Königsberger Sternwarte. Bessel entwickelte dafür ein Verfahren zur Ausgleichung unvollständiger Richtungssätze, wodurch die Notwendigkeit entfiel, von einem Triangulationspunkt alle Zielpunkte nahezu gleichzeitig zügig zu beobachten; die langen Wartezeiten auf atmosphärisch günstige Beobachtungslagen mit klarer Sicht wurden dadurch erheblich verringert. Als Ergebnis konnte Bessel die Abstandslänge eines Breitengrads in der Lage Ostpreußens berechnen.
Die Genauigkeit der Bessel’schen Arbeit machte die Ostpreußische Gradmessung zum Vorbild und Ausgangspunkt einer Serie weiterer Triangulationen in Preußen und anderen deutschen Staaten. Seine Auswertungspraxis blieb bis in die 1870er Jahre maßgebend, als sie durch die einfachere Methode von Oskar Schreiber ersetzt wurde. Das Projekt einer Mitteleuropäischen Gradmessung wurde später von Johann Jacob Baeyer verwirklicht.

#### Die Erdfigur
Als weiterführendes Ergebnis des Projekts gelang es Bessel 1837, die Dimensionen der Erdfigur zu bestimmen. Aus den Resultaten der ostpreußischen und neun weiterer, weltweit verteilter Gradmessungen konnte er die Maße eines mittleren Rotationsellipsoids ableiten, das allen Messungen bestmöglich nahe kommt. Ein in der französischen Gradmessung (1792–1798) im Jahr 1841 entdeckter Fehler nötigte Bessel, diese neu zu berechnen, um damit seine Werte zu korrigieren. Er ermittelte die Länge des Erdmeridianquadranten, des Abstands des Pols vom Äquator, zu 10.000,565 km, den Äquatorradius zu 6377,397 km und die Abplattung zu 1/299,15.
Das Bessel-Ellipsoid diente bis in die zweite Hälfte des 20. Jahrhunderts als Referenzellipsoid für die Landesvermessung und die topografischen Karten in Deutschland, Österreich, Ungarn und zahlreichen anderen Staaten. In Deutschland wurde es als Bezugsfläche des Deutschen Hauptdreiecksnetzes (DHDN 1990) verwendet. Genauere Werte konnten erst durch die moderne Satellitengeodäsie gewonnen werden.
Es war Bessel bewusst, dass die beste Anpassung der geodätischen Messergebnisse für die Erde weder die Form der Kugel noch die des Rotationsellipsoids ist. Als „geometrische Oberfläche“ der Erde bezeichnet er im Gegensatz zur physischen Oberfläche diejenige Fläche, auf der die Schwerkraft in allen Teilen senkrecht steht; sie ist für Bessel in der völlig ruhigen Oberfläche des Meeres realisiert. Damit nahm er begrifflich das Geoid als Niveaufläche und idealisierten Erdfigur vorweg.

### Physik

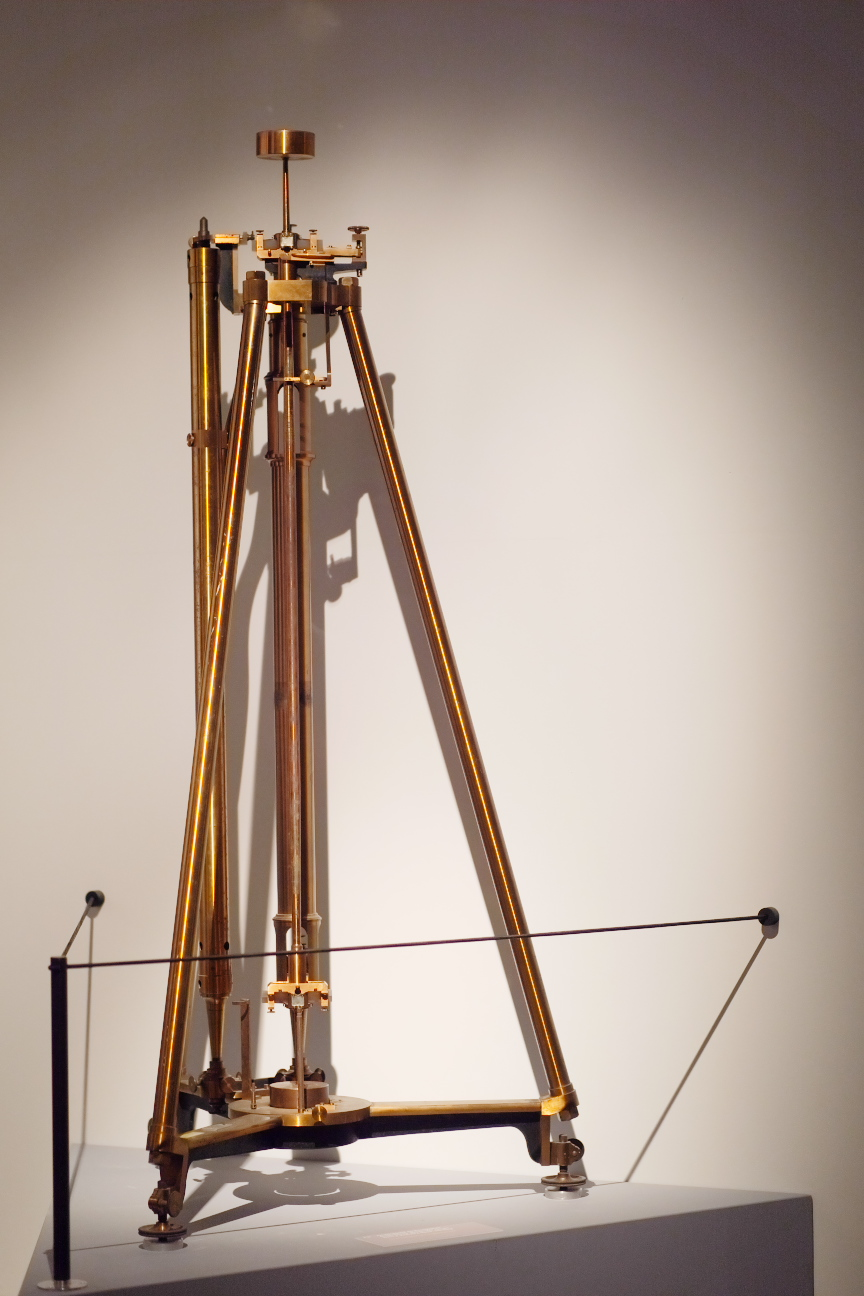
Pendelapparat mit Sekunden-Reversionspendel von Adolf Repsold (1869)

#### Experimente zur Gravitation
Friedrich Wilhelm Bessel beschäftigte sich zwei Jahrzehnte lang mit physikalischen Untersuchungen, die in enger Beziehung zu seinen Hauptaktivitäten in der Astronomie und Geodäsie standen. Die zentrale Bedeutung der Gravitation für die Astronomie veranlasste ihn, den Gültigkeitsbereich des Gravitationsgesetzes experimentell nachzuprüfen. Wie andere Physiker vor ihm griff er dabei zu dem Mittel des Pendels. Das als Standardgerät geltende Reversionspendel von Henry Kater hielt Bessel auf Grund seiner Bauweise für nicht hinreichend genau, so dass er einen eigenen Pendelapparat nach dem Prinzip des Fadenpendels entwarf, das er von dem Hamburger Mechaniker Johann Georg Repsold bauen ließ. Neuartig an diesen Untersuchungen war weiterhin die Art, den Einfluss der Luft auf die Messungen zu berücksichtigen. Vor Bessel hatte man nur den hydrostatischen Effekt des Luftwiderstandes betrachtet, der die Amplitude der Schwingung herabsetzt. Bessel behandelte erstmals das hydrodynamische Phänomen, dass durch die mitschwingende Luft das Trägheitsmoment des Pendels vergrößert und damit die Dauer der Schwingung beeinflusst wird.
Da sein Pendelapparat mit dem Fadenpendel nur schwer transportierbar war, entwarf Bessel für den mobilen Einsatz ein Reversionspendel, welche sich „durch Neuheit und Originalität“ auszeichnete. Später produzierte Adolf Repsold Geräte dieses Typs in seiner Firma A. Repsold & Söhne.

#### Pendelmessungen
Die erste große physikalische Untersuchung betraf die Bestimmung der Pendellänge. Nach der Pendelgleichung hängt die Schwingungsdauer eines Pendels nur von seiner Länge und dem örtlichen Wert der Schwerkraft ab. Dementsprechend versuchte Bessel in den Jahren 1825 bis 1827 zunächst, die genaue Länge eines Pendels mit der Halbschwingungsdauer von einer Sekunde unter Berücksichtigung aller unvermeidlich verbliebenen apparatetechnischen Fehlerquellen zu ermitteln. Für den Ort der Königsberger Sternwarte erhielt er als Länge des Sekundenpendels den Wert von 440,8147 Pariser Linien (= 994,390 mm), auf den Meeresspiegel reduziert von 440,8179 Linien (= 994,397 mm).
Mit seinem zweiten Forschungsprojekt, das Bessel mit dem Pendelapparat in Angriff nahm, knüpfte er an Versuchsreihen von Isaac Newton an. Die Forschungen zum Uranusproblem führten ihn auf die Idee, die Gültigkeit des Gravitationsgesetzes mit großer Genauigkeit experimentell zu überprüfen, insbesondere ob die Art des Materials der sich anziehenden Körper einen Einfluss ausübt. Bessel verglich die Schwingungsdauer des Pendels, nachdem er Proben aus unterschiedlichen Materialien an diesem angebracht hatte. Um zu prüfen, ob sich kosmische Materie gravitativ genau so wie irdische verhält, verwendete er dafür zusätzlich Meteoritenmaterial. Als Resultat konnte Bessel die Materialunabhängigkeit der Gravitationskraft mit einer um mehrere Zehnerpotenzen größeren Genauigkeit als Newton sicherstellen. Damit leistete er einen wichtigen Beitrag zur Aufstellung des Äquivalenzprinzips der Gleichwertigkeit von träger und schwerer Masse. Erst die Eötvös-Experimente konnten die Genauigkeit am Ende des 19. Jahrhunderts weiter steigern.

#### Das preußische Längenmaß

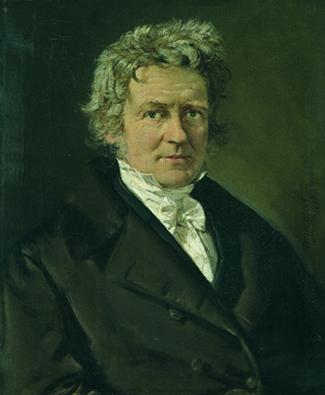
Friedrich Wilhelm Bessel 1839 (Porträt von Christian Albrecht Jensen)

Eine praktische Anwendung der Pendelmessungen ergab sich durch das Bedürfnis, das Längenmaß gesetzlich festzulegen. Der Preußische Fuß wurde 1816 definitorisch an das französische Längenmaß gekoppelt (1 Fuß = 139,13 Pariser Linien). Der Preußischen Akademie der Wissenschaften oblagen die Anfertigung eines praktisch unveränderlichen Urmaßes und die Herstellung von Kopien desselben. Außerdem sollte sichergestellt werden, dass dies Urmaß jederzeit reproduziert werden konnte.
Die Projektleitung lag zunächst bei dem Physiker Johann Georg Tralles, dessen Tod die Erledigung verhinderte. Schließlich übernahm Bessel die Weiterführung, der die Anwendung seines eigenen Pendelapparates durchsetzte. Damit ermittelte er 1835 an der Berliner Sternwarte die breitenabhängige Länge des Sekundenpendels für Berlin (440,739 Linien) und koppelte damit die Länge des Urmaßes direkt an die Länge des Pendels. Für Bessel war es von großer Bedeutung, dass er für die gesetzliche Maßeinheit die Möglichkeit der jederzeitigen Reproduktion eröffnet hatte. Er ließ das Urmaß (und mehrere Kopien) nach eigenen Plänen anfertigen; dieses galt als die beste damalige Maßverkörperung. Der Bessel’sche Maßstab erhielt am 10. März 1839 in Preußen Gesetzeskraft. Durch die Zusammenarbeit mit Heinrich Christian Schumacher wurde es auch in Dänemark als Grundmaß eingeführt. Bessel stand in einem intensiven wissenschaftlichen Austausch mit seinem Schüler Carl August von Steinheil, der als Mitarbeiter der Bayerischen Akademie der Wissenschaften ab 1836 mit der Regulierung des bayerischen Maßwesens beauftragt war.
Dem metrischen Längenmaß stand Bessel völlig ablehnend gegenüber. Er kritisierte daran, dass man zwar ein Naturmaß, die Länge des Erdquadranten, als Bezugsgröße definiert hatte, dessen Größe aber nur durch Teilmessungen bestimmt und im Übrigen durch Berechnung erlangt hatte. Weiterhin habe man wegen der fehlerbehafteten Messungen per Dekret eine konkrete Länge als Normal definiert und sei damit vom selbst gesteckten Ziel, das Meter an ein Naturmaß zu binden, abgewichen.
Da die verwirrende Vielfalt verschiedener Maßsysteme in den europäischen Ländern und deutschen Territorien Handel, Verkehr und technische Entwicklung immer stärker behinderte, wurden zahlreiche Initiativen zur Vereinheitlichung ergriffen. Innerhalb Deutschlands vertrat Bessels ehemaliger Mitarbeiter Gotthilf Hagen 1849 vor der Nationalversammlung und in späteren Kommissionen die preußische Position, die auf Einführung des preußischen Fußes als allgemeines Längenmaß gerichtet war, wobei er seine gegen das Meter gerichtete Argumentation weitestgehend auf die Bessel’schen Ansichten stützte. Gegen die praktischen Vorteile des Meters, die die süddeutschen Staaten betonten, konnte sich das preußische Maß trotz seiner besseren wissenschaftlichen Definition aber nicht durchsetzen, so dass 1868 im Norddeutschen Bund per Gesetz das Meter als gesetzliche Einheit beschlossen und am 1. Januar 1872 im Deutschen Reich verbindlich wurde.

#### Sonstige Leistungen in der Physik

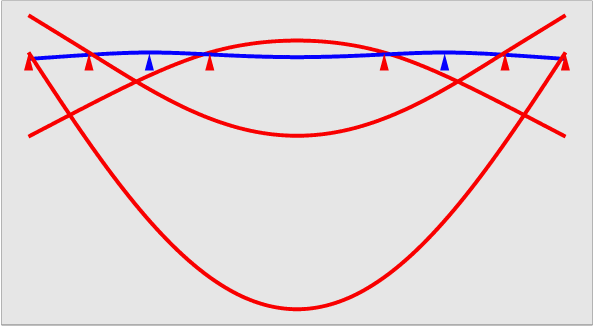
Verbiegung (stark überhöht) eines gleichmäßig belasteten Balkens für verschiedene Paare von Auflagepunkten; blau: Lagerung in den Bessel-Punkten

Im Rahmen der Arbeit zur Regulierung des Maßwesens löste Bessel erstmals rechnerisch das Problem, die optimalen Auflagepunkte einer zweifach gelagerten Messstange zu bestimmen, bei der die Veränderungen der Stange durch die Schwerkraft möglichst gering werden (Bessel-Punkt). Er fand für eine Stange der Länge {\displaystyle L} die geringste Durchbiegung, wenn die Auflagepunkte den Abstand {\displaystyle 0{,}22031\,L} von den Enden der Stange haben, die geringste Längenänderung auf der Oberfläche mit Auflagepunkten bei {\displaystyle 0{,}2113\,L} der Gesamtlänge.
Als Nutzer optischer Instrumente interessierte sich Bessel für deren Aufbau. Bei der Untersuchung des Königsberger Heliometers entwickelte er das Bessel-Verfahren zur Bestimmung der Brennweite von Linsen und Linsensystemen, das ohne die Kenntnis der Lage der optischen Hauptebenen auskommt.
Der Höhenunterschied zweier Orte lässt sich aus dem gemessenen Luftdruckunterschied mittels einer barometrischen Höhenformel berechnen. Bessel stellte sich in die mit Edmond Halley beginnende Reihe der Forscher, die eine geeignete Berechnungsformel zu finden suchten. Er beschäftigte sich mit Grundsatzfragen der barometrischen Höhenmessung und entwickelte eine Formel, die erstmals den unterschiedlichen Wasserdampfgehalt der Luft berücksichtigte. Des Weiteren skizzierte er eine Methode, wie man durch Aufbau eines barometrischen Basismessnetzes den Höhenmessungen durch mobile Barometer eine größere Zuverlässigkeit geben könnte.
Da die atmosphärische Refraktion, die die Positionen der scheinbaren Sternörter verändert, durch die Temperatur beeinflusst wird, lag es für Bessel nahe, sich mit der Genauigkeit von Thermometern zu beschäftigen und eine eigene Methode zur Kalibrierung von Quecksilberthermometern zu entwickeln.
Über das Phänomen der Irrlichter, dessen Existenz lange Zeit bestritten wurde und das kausal noch nicht abschließend geklärt ist, gab Bessel 1838 eine eindrückliche Schilderung einer Beobachtung, die er 1807 im Teufelsmoor gemacht hatte.
Obwohl er selbst nicht auf dem Gebiet des Erdmagnetismus forschte, wie die ihm nahestehenden Forscher Gauß, Humboldt und Erman, erarbeitete Bessel im Jahre 1842 einen gemeinverständlichen Bericht über den Forschungsstand dieses sich zu seiner Zeit entwickelnden geophysikalischen Fachgebiets.

## Lehrtätigkeit

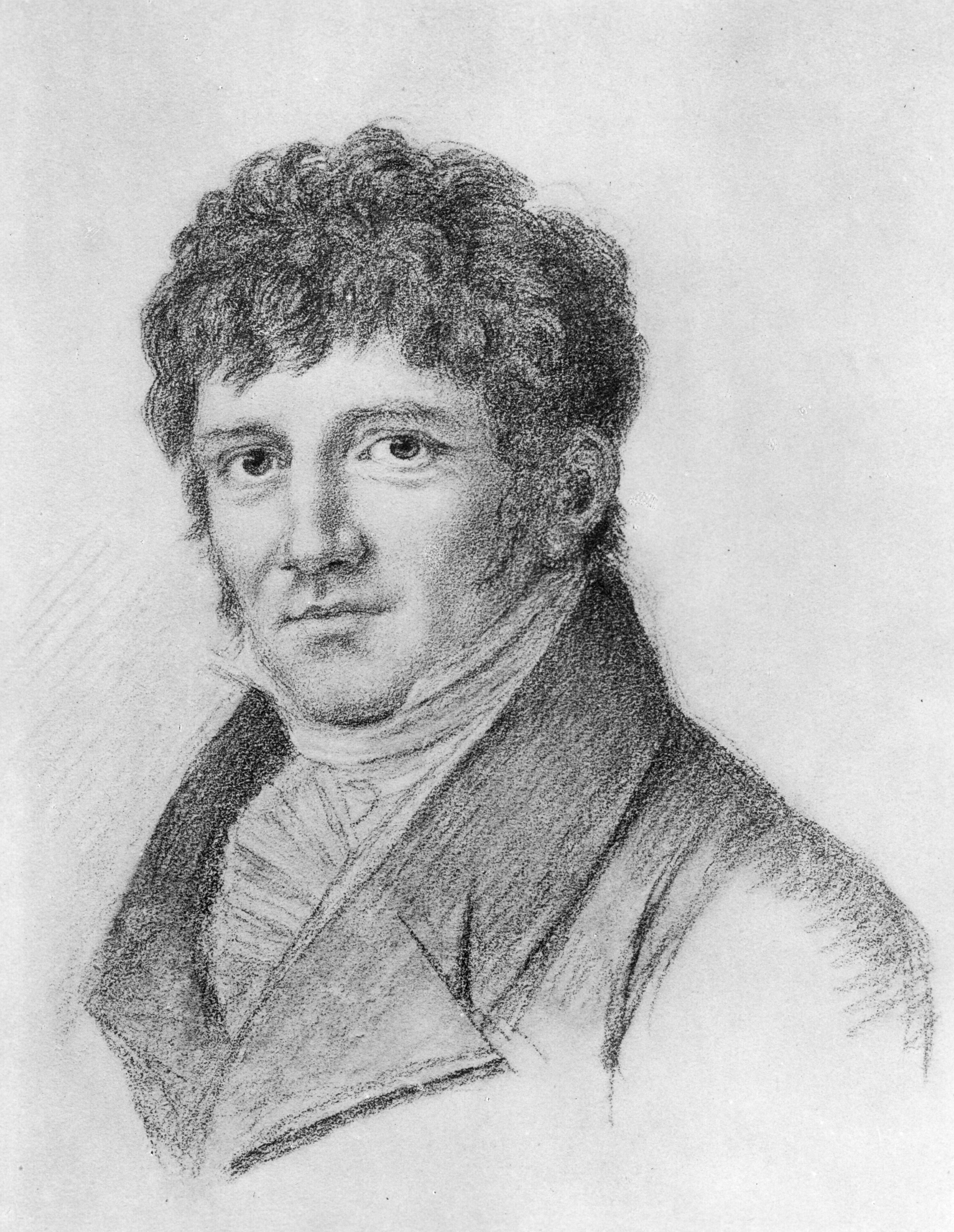
Friedrich Wilhelm Bessel 1825 (Zeichnung von Heinrich Joachim Herterich)

Friedrich Wilhelm Bessel begann noch während des Sommersemesters 1810, kurz nach seiner Ankunft in Königsberg, die Vorlesungen, ohne vorher jemals eine Lehrtätigkeit ausgeübt zu haben. Er schrieb dazu: „Mein Collegium, welches ich publice vor vielen Zuhörern lese, macht mir wenig oder gar keine Mühe, denn ich lese ganz frei und notiere mir nur kurz die Punkte, über die ich in der Stunde etwas zu sagen denke; …“
Über die Wirkung seiner Vorlesungen stellte Bessels ehemaliger Schüler Carl Theodor Anger fest: „Sein klarer lebendiger Vortrag gewinnt ihm bald eine grosse Anzahl von Zuhörern […]“ und „[…] dass der Unterricht […] durch häufige, mündlich und schriftlich zu beantwortende Fragen und Aufgaben, eine Lebendigkeit erhielt, die ihm in den Augen der Zuhörer einen seltenen Reiz zu verleihen geeignet war.“ Bei seinen Zuhörern setzte Bessel erhebliche mathematische Kenntnisse voraus, die in der Realität oft nicht vorhanden waren. Nach Ansicht von Hans Victor von Unruh, der 1824 Bessels Vorlesungen hörte, „fehlte [ihm] der Maßstab für leicht und schwer“ in seinem akademischen Vortrag.

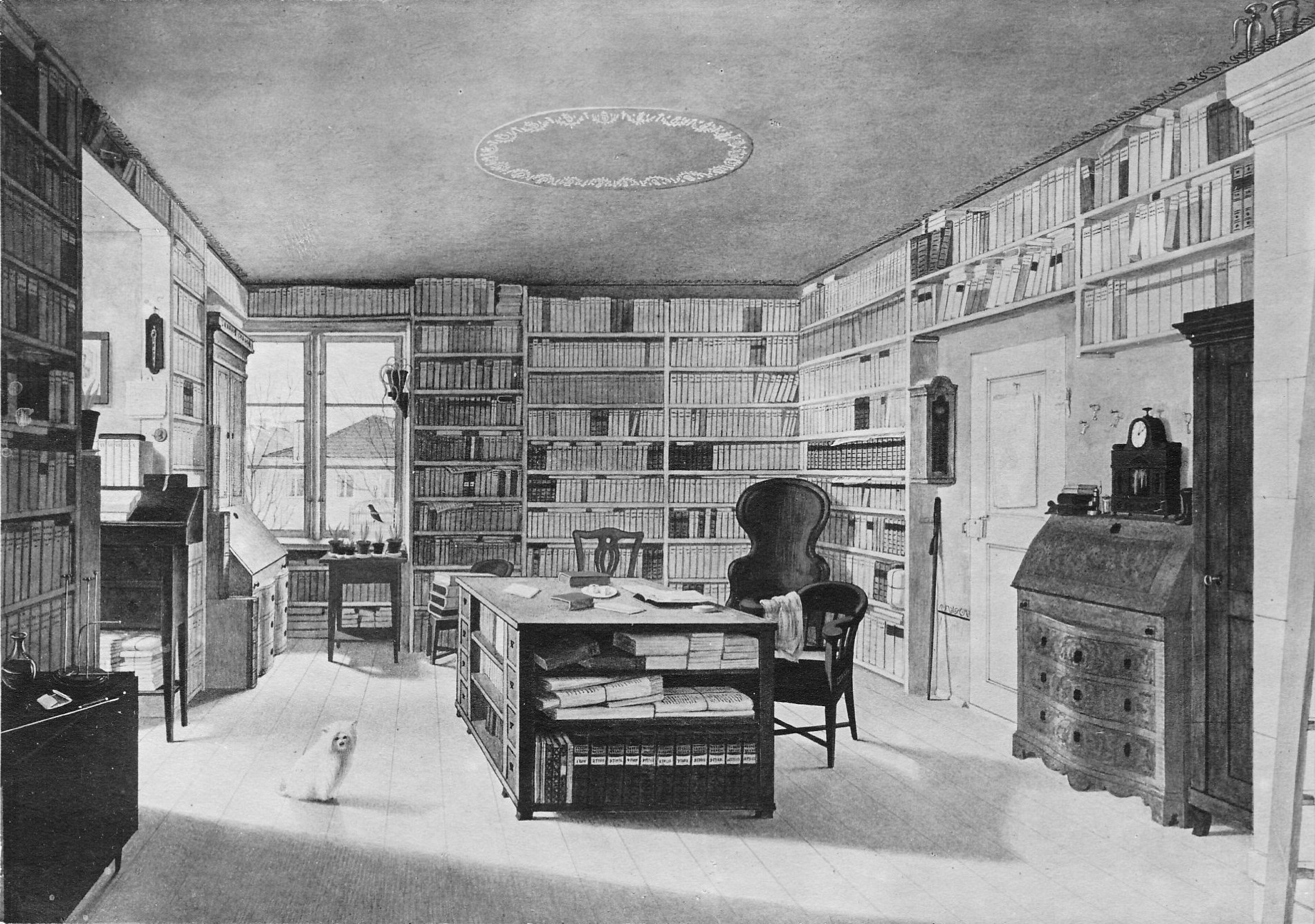
Zeichnung des Arbeitszimmers von Bessel an der Universität Königsberg

Bis zur Berufung von Carl Gustav Jacob Jacobi im Jahre 1826 trug Bessel den Hauptteil der mathematischen Ausbildung an der Universität, weil der dortige Lehrstuhlinhaber für Mathematik und Naturgeschichte Ernst Friedrich Wrede sich hauptsächlich physikalischen und geologischen Fragen widmete. Bessels praxisorientiertes Ausbildungskonzept an der Sternwarte inspirierte Jacobi und Franz Ernst Neumann zur Gründung eines „Mathematisch-Physikalischen Seminars“ (1834), an dem sie Studenten in die Fachpraxis einführten. Das Zusammenwirken von Bessel, Jacobi und Neumann in der mathematisch-physikalischen Ausbildung wird als die „Königsberger Schule“ bezeichnet.
Als Astronom war Bessel von 1823 bis 1839 ehrenamtliches Mitglied der „Königlichen Prüfungs-Kommission der Seeschiffbauer und Seeschiffsführer“ und nahm in dieser Funktion den astronavigatorischen Teil der Schiffsführerprüfung ab.
Im Zuge der von Wilhelm von Humboldt initiierten Reform des höheren Schulwesens in Preußen wurde ab 1810 in Königsberg wie in Berlin und Breslau eine „Wissenschaftliche Deputation“ gegründet, um den Rahmen für die Humboldt’sche Bildungsreform zu konkretisieren. Bessel wurde 1810 außerordentliches und von 1811 bis zu ihrer Auflösung 1816 ordentliches Mitglied der Königsberger Deputation. Bereits 1811 unterbreitete er dort einen Vorschlag über die Anordnung des mathematischen Unterrichts. Als Nachfolgeinstitution wurde 1817 eine „Wissenschaftliche Prüfungskommission“ gegründet, deren ordentliches Mitglied er weiterhin bis 1834 blieb; als Nachfolger von Johann Friedrich Herbart war er 1820–1821 deren Direktor.
Von Bessel sind nur wenige Äußerungen zu gesellschaftlichen Themen überliefert. Er galt als unbedingter Anhänger der preußischen Regierung und des Königshauses; Zeitgenossen, unter anderem Alexander von Humboldt, bezeichneten seine Einstellung als „superroyalistisch“. Die wenigen kritischen Stellungnahmen betreffen vor allem das Bildungswesen. Seine Ansicht über die zeitgenössische pädagogische Diskussion fasste er in den Worten zusammen:

„Viele von denen, welche so eifrig über pädagogische Sachen streiten, mögen wohl wie Blinde von der Farbe reden, ohne Kinder aufmerksam und anhaltend beobachtet zu haben.“

1845 veröffentlichte er in der Königsberger Hartungschen Zeitung Bemerkungen über die Ursachen von Armut mit Bezug auf die Abschaffung der Leibeigenschaft der Bauern, über die Einführung der kommunalen Selbstverwaltung und die Gewerbefreiheit sowie über den unzureichenden Stand der Judenemanzipation:

„Suchen wir die Ursache zuerst da, wo Einige jetzt die Ursachen aller Uebel finden wollen, nämlich in politischen Einrichtungen, so finden wir in Preussen allerdings eine wesentliche Aenderung des früheren Verhältnisses der verschiedenen Klassen der Bevölkerung – die 1809 eingetretene, wodurch jeder Preusse gleiche Rechte und Verpflichtungen erhielt, mit Ausnahme der Juden (deren baldige, völlige Gleichstellung mit allen übrigen Staatsbürgern wir hoffen!). […] Wir glauben nicht, dass ein Versuch glücken wird, diese Aenderungen als Ursache des Umsichgreifens der Armuth geltend zu machen; […]“

In einem ausführlichen Brief an den mit ihm befreundeten Theodor von Schön, Oberpräsident der Provinz Preußen, formulierte Bessel 1828 seine Kritik an der Konzeption des Gymnasiums neuhumanistischer Prägung, einem Kernstück der preußischen Bildungsreform. Es sei zu bezweifeln, dass „Bildung des Geistes“ nur durch Beschäftigung mit alten Sprachen zu erhalten sei; vielmehr könne sie „durch jedes ernstlich wissenschaftliche Studium erlangt werden“. Er deckte innere Widersprüche des neuhumanistischen Konzepts auf und forderte die Einrichtung einer Schulform, in der Mathematik und Naturwissenschaften die „Hauptsache“ darstellen. Diese Schule solle gleichberechtigt neben den Gymnasien stehen und ebenfalls zur Universitätsreife führen. Theodor von Schön ließ einen Plan für eine derartige Schulform ausarbeiten, der aber gegen die Widerstände, die Bessel vorhersah, zunächst nicht durchsetzbar war. Erst 1859 wurde mit der Realschule 1. Ordnung – später Realgymnasium genannt – in Preußen eine Schulform im Sinne der Bessel’schen Gedanken eingerichtet.

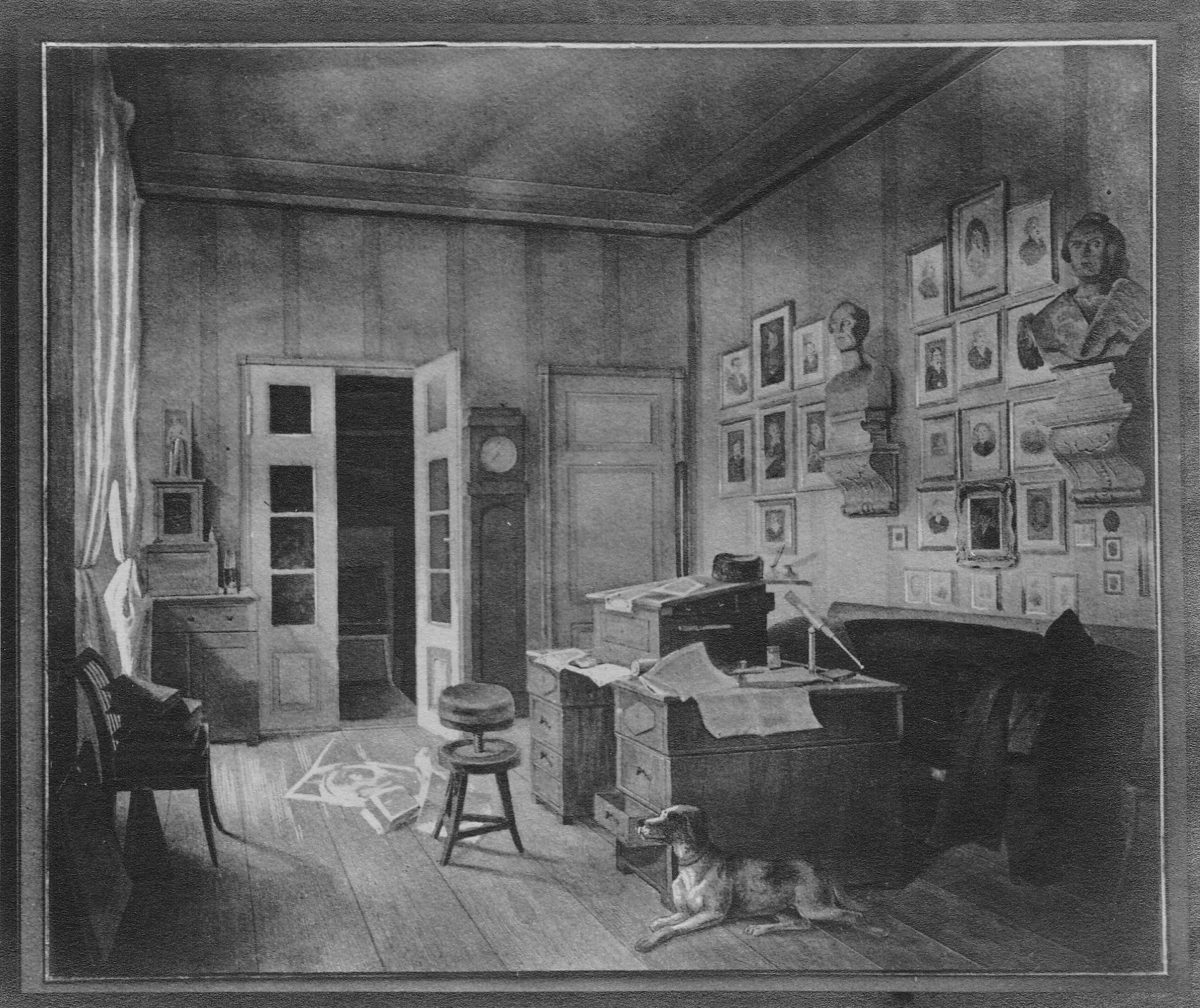
Bessels Arbeitszimmer (Reproduktion einer Daguerreotypie)

Bessel äußerte sich zudem kritisch über die Effizienz der akademischen Ausbildung der Studenten, denen er mangelnden Fleiß vorwarf sowie eine Studiengestaltung, die nicht die Aneignung der Wissenschaften, sondern nur das Abschlussexamen im Auge habe, welches ihnen den Zugang zu einer sicheren Position im Staatsdienst eröffne. Das Universitätswesen nannte er „den allerwundesten Theil von Deutschland“. Der Universitätsrektor Karl Rosenkranz bescheinigte Bessel in seiner Gedenkrede: „Er befand sich auf einem ganz modern realistischen Standpunkt; das, was unsere Universitäten noch Mittelaltriges an sich haben, erregte seine stete Polemik.“ Weiterhin betonte Rosenkranz, dass Bessel – was damals nicht selbstverständlich war – auch den elementaren Unterricht für Anfänger übernahm und sich der lateinischen Schrift bediente.
Bessel setzte sich für die Popularisierung wissenschaftlicher Erkenntnisse ein und folgte darin seinem Vorbild Olbers. In der Königsberger „Physikalisch-Ökonomischen Gesellschaft“ hielt er zwischen 1832 und 1840 populärwissenschaftliche Vorträge über astronomische und geophysikalische Themen. In seinen letzten Lebensjahren plante er eine „populäre Astronomie“ als Druckwerk zu verfassen. Darüber korrespondierte er mit Alexander von Humboldt, der ihn dazu nachdrücklich ermutigte, wie auch Bessel im Gegenzug Humboldt bei seiner Arbeit am Kosmos durch Informationsübermittlung und Korrekturlesen tatkräftig unterstützte. Krankheitsbedingt konnte Bessel seinen Plan nicht mehr ausführen.

## Arbeitsweise

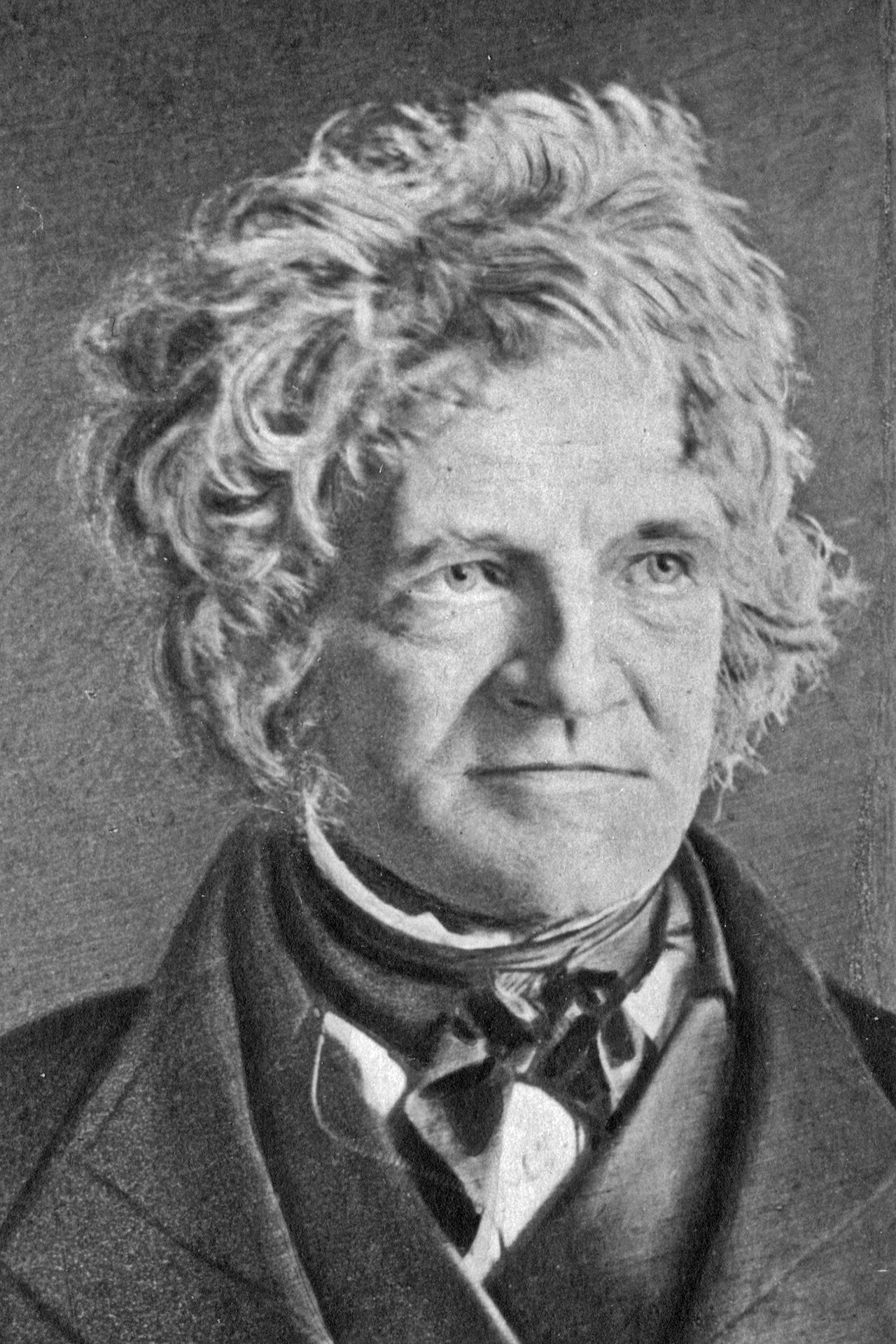
Friedrich Wilhelm Bessel 1843 (Daguerreotypie von Ludwig Moser)

Bessel beschrieb die Aufgaben der Astronomie mit den Worten: „Was die Astronomie leisten muss, ist zu allen Zeiten gleich klar gewesen: sie muss Vorschriften ertheilen, nach welchen die Bewegungen der Himmelskörper […] berechnet werden können. Alles was man sonst noch von den Himmelskörpern erfahren kann, z. B. ihr Aussehen und die Beschaffenheit ihrer Oberflächen, ist zwar der Aufmerksamkeit nicht unwerth, allein das eigentlich astronomische Interesse berührt es nicht.“ Damit distanzierte er sich von der Forschungsrichtung, die er bei Johann Hieronymus Schroeter an der Lilienthaler Sternwarte kennen gelernt hatte, der die Planetenoberflächen mit leistungsfähigen Spiegelteleskopen beobachtete. Vergleichbare Instrumente schaffte Bessel in Königsberg nicht an. Bessel betonte seine „mangelnde Neigung, Material zu sammeln ohne seine Benutzung zu beabsichtigen …“; ihn interessierten vor allem die „Resultate, welche dadurch erlangt werden können.“
Bessels Erfolge in der Positionsastronomie wurden möglich durch seine Methode, aus der kritischen Analyse der Beobachtungsdaten die unvermeidlichen Fehler, mit denen die Daten behaftet sind, zu erkennen, in Rechnung zu stellen oder teilweise zu eliminieren. Da Instrumente für ihn nicht nur Mittel zur Beobachtung waren, sondern auch selbst Gegenstand der Untersuchungen, erarbeitete er eine Theorie der Instrumentenfehler. So ermittelte er zum einen herstellungsbedingte Fehler etwa bei der Kreisteilung an den Meridiankreisen, zum anderen solche Fehler, die durch die Messumgebung bedingt waren, wie Änderungen der Temperatur und Luftfeuchtigkeit. Weiterhin achtete er auf Fehler, die durch langdauernden Gebrauch der Instrumente entstehen, wie etwa schwerkraftbedingte Durchbiegungen oder den Verschleiß mechanischer Komponenten. Besondere Aufmerksamkeit schenkte Bessel der Genauigkeit der von ihm verwendeten Uhren. Bessels generelle Ansicht über Instrumente: „Jedes Instrument wird […] zweimal gemacht, einmal in der Werkstatt des Künstlers von Messing und Stahl; zum zweitenmale aber von dem Astronomen auf seinem Papiere, durch die Register der nöthigen Verbesserungen, welche er durch seine Untersuchung erlangt.“
Die seit November 1813 gewonnenen Beobachtungsdaten erschienen ab 1815 in insgesamt 21 Bänden der Astronomischen Beobachtungen auf der Königlichen Universitäts-Sternwarte zu Königsberg. In den Jahren 1811 und 1812 gab Bessel gemeinsam mit anderen Königsberger Professoren das kurzlebige Königsberger Archiv für Naturwissenschaft und Mathematik heraus, in dem er selbst mehrere Beiträge, unter anderem erstmals zu seinem Bradley-Katalog, veröffentlichte. Der größte Teil seiner Aufsätze erschien in den Astronomische(n) Nachrichten, die sein Freund Heinrich Christian Schumacher ab 1821 herausgab.
Für die damalige Zeit außergewöhnlich schnell machte er die Resultate der Parallaxenbestimmung von 61 Cygni bekannt, die er am 2. Oktober 1838 beendet hatte. Als Erster erfuhr Wilhelm Olbers, als „Geschenk“ zu seinem 80. Geburtstag, durch einen Brief vom 9. Oktober von der erstmaligen zuverlässigen Entfernungsmessung eines Fixsterns. Am folgenden Tag schickte Bessel die Abhandlung an die Berliner Akademie der Wissenschaften, wo sie erst nach einiger Verzögerung am 23. November verlesen wurde. Am 23. Oktober schrieb er einen Brief in englischer Sprache an John Herschel, der am 9. November in den Monthly Notices of the Royal Astronomical Society als schriftliche Erstpublikation der Resultate erschien. Ohne dies abzuwarten, hatte Bessel jedoch schon selbst am 2. November 1838 seine Ergebnisse in einem populärwissenschaftlichen Vortrag vor der Physikalisch-ökonomischen Gesellschaft in Königsberg erstmals öffentlich bekannt gemacht. Alexander von Humboldt präsentierte die Ergebnisse am 5. November erstmals vor einem wissenschaftlichen Publikum, als er in der Akademie der Wissenschaften in Paris eine Abhandlung verlas, die ihm Bessel in französischer Sprache geschickt hatte. Die ausführliche Publikation in den Astronomischen Nachrichten erschien schließlich am 13. Dezember 1838.
Das Werkverzeichnis in den von Rudolf Engelmann herausgegebenen gesammelten Abhandlungen weist circa 400 Nummern auf, ausschließlich von Bessel als Einzelautor verfasst. Lediglich auf dem Werk über die ostpreußische Gradmessung, dessen Text ebenfalls komplett von Bessel geschrieben wurde, wird J. J. Baeyer als sein Mitarbeiter genannt.
Bessel setzte sich intensiv mit den wissenschaftlichen Werken anderer Forscher auseinander und schrieb seit 1807 insgesamt 43 Rezensionen, zumeist in der Jenaischen Allgemeinen Literatur-Zeitung, von denen 39 posthum 1878 als Sammlung veröffentlicht wurden. Als unverzichtbares Arbeitsinstrument baute er die Bibliothek an der Sternwarte auf.
Bessels wissenschaftlicher Nachlass ist überwiegend im Archiv der Berlin-Brandenburgischen Akademie der Wissenschaften deponiert.

## Bezugspersonen

### Frühe Förderer
Eine erste Förderung erhielt Bessel durch seinen Mindener Lehrer Johann Conrad Thilo, der sich selbst mit astronomischen Fragen beschäftigte. Thilo hatte Bessels mathematische und naturwissenschaftliche Begabung früh erkannt und sich dafür eingesetzt, dass er das zeittypisch vom Lateinunterricht dominierte Gymnasium verlassen durfte, um eine kaufmännische Lehre zu beginnen. Von 1802 bis 1806, in den Jahren, als Bessel sich ernsthaft der Astronomie zuwandte, tauschten sich beide im Briefwechsel über wissenschaftliche Fragen aus. Im Jahre 1805 versuchte er, Bessel als Observator an eine neu geplante Sternwarte, die in Münster oder Paderborn gebaut werden sollte, zu vermitteln; das Projekt zerschlug sich jedoch durch den Ausgang des Krieges gegen Frankreich 1806/1807, als Preußen die westfälischen Gebiete verlor.

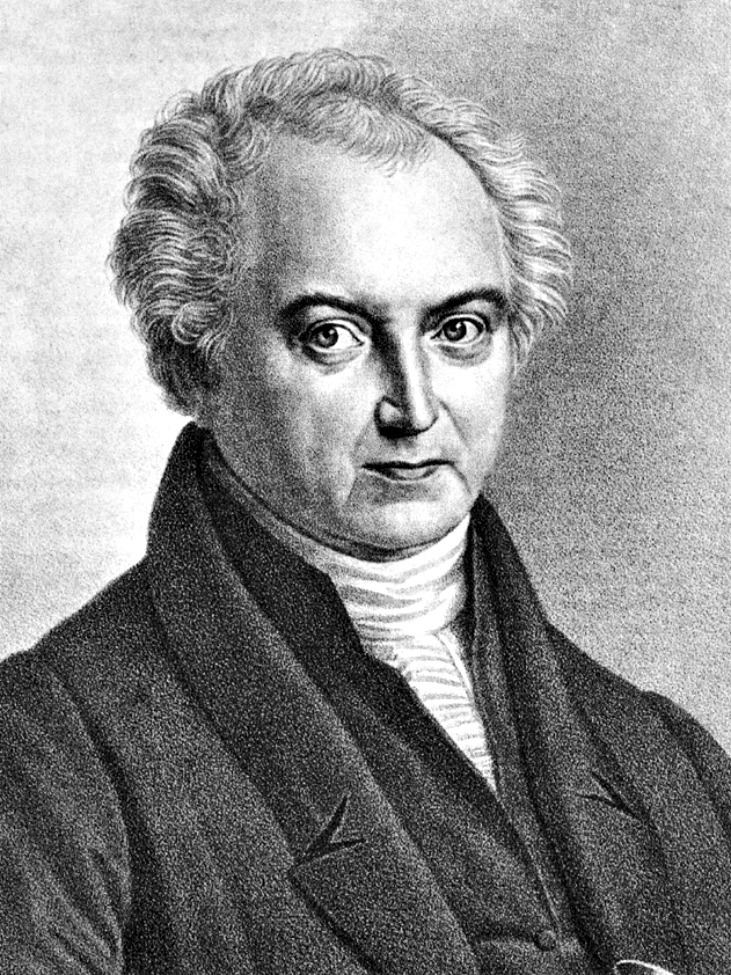
Wilhelm Olbers

Wilhelm Olbers war der erste Astronom, mit dem Bessel bei der Übergabe seiner Arbeit zum Halleyschen Kometen 1804 in persönlichen Kontakt trat. Olbers erkannte die außerordentliche Begabung und förderte Bessel, indem er die Publikation dieser Arbeit veranlasste und ihn im Weiteren auf lohnende wissenschaftliche Gegenstände aufmerksam machte, die es zu bearbeiten galt.
Bessel hegte zeitlebens die größte Bewunderung für Olbers und verfasste nach dessen Tod eine ausführliche Würdigung. Der umfangreiche Briefwechsel, 1852 fast vollständig von Bessels Schwiegersohn Erman herausgegeben, war der erste geschlossen publizierte Briefwechsel zweier Astronomen.
Franz Xaver von Zach ließ Bessels Erstlingsarbeit bereitwillig in der von ihm herausgegebenen Monatlichen Correspondenz abdrucken mit der persönlichen Bemerkung: „… Hier thut ein junger Deutscher Mann zun seinem Vergnügen, mit einer Sachkenntniss und mit einer Fähigkeit, die manchen besoldeten und berufenen Astronomen ehren würde, was ein Englischer Professor längst aus Amtspflicht hätte thun sollen, es aber für undienlich und unnötig hielt, sich einer solchen beschwerlichen Arbeit zu unterziehen…“ Bessel veröffentlichte fast alle seine Aufsätze in dieser Zeitschrift bis zum Jahre 1813, als sie ihr Erscheinen einstellte.
An der Lilienthaler Sternwarte, die für ihre Zeit als hervorragend ausgestattet galt, konnte Bessel sich unter der Anleitung von Johann Hieronymus Schroeter die Übung im Umgang mit astronomischen Geräten aneignen. Bessels praktische Beobachtungen ordneten sich in Schroeters Forschungsprogramm zur Kometen- und Planetenastronomie ein. Dieser ließ ihm aber weitgehend freie Hand zu eigenen Forschungen, insbesondere der Bearbeitung des Sternkatalogs von Bradley.

### Carl Friedrich Gauß
Wilhelm Olbers vermittelte Ende 1804 die Bekanntschaft mit Carl Friedrich Gauß, die durch einen umfangreichen, vierzigjährigen Briefwechsel dokumentiert wird, in dem sich beide Wissenschaftler über ihre Forschungsprogramme und Arbeitsergebnisse austauschten. Einige Male begegneten sie sich auch persönlich. Gauß verschaffte Bessel auf seine Bitte hin im Jahre 1811 die Ehrendoktorwürde der Göttinger Universität. Obwohl sich Bessel 1824 sehr für eine Berufung Gauß’ an die Akademie der Wissenschaften in Berlin einsetzte, entschied sich dieser für den Verbleib in Göttingen.
Später kühlte sich das freundschaftliche Verhältnis deutlich ab. Bessel hatte in einigen Briefen die Ansicht geäußert, dass Gauß der Vermessungsarbeit zu viel Zeit widmete, und an Gauß’ zurückhaltender Publikationstätigkeit Kritik geübt, wodurch sich Gauß bevormundet und im Ton verletzt fühlte.

### Johann Franz Encke
Mit Gauß’ Schüler Johann Franz Encke arbeitete Bessel seit 1817 eng zusammen, als Encke die Endredaktion der Fundamenta astronomiae übernahm. Für die Nachfolge von Johann Elert Bode als Direktor der Sternwarte der Berliner Akademie der Wissenschaften schlug Bessel im Jahre 1825 Encke vor, nachdem er selbst den an ihn ergangenen Ruf abgelehnt hatte.
Encke leitete seit 1825 das von Bessel angeregte Projekt der Akademischen Sternkarten. 1835 führte Bessel an der neuen Sternwarte in Berlin in mehrwöchiger Arbeit die Versuche zur Regulierung des preußischen Maßwesens durch.
Das anfangs kollegiale Verhältnis beider Wissenschaftler zueinander verschlechterte sich im Laufe der Zeit. Ein Streit über die korrekte Aufstellung eines Messinstruments, den beide Astronomen öffentlich in den Publikationsorganen austrugen, sowie eine Meinungsverschiedenheit über eine von Encke vertretene These, die den postulierten Einfluss eines „widerstehenden Mediums“ auf den Lauf der Kometen betraf, führten schließlich zum Bruch der Beziehung. Intensive Bemühungen Alexander von Humboldts zur Schlichtung konnten keine Annäherung herbeiführen.
Nach Bessels Tod wurde Encke um einem Vorschlag zu Bessels Nachfolge konsultiert. In einem Brief an den Kultusminister Eichhorn übte Encke Kritik an Bessels Nachwuchsförderung und vertrat die Ansicht, Bessel hätte seine Schüler „genötigt ihre Individualität […] aufzugeben.“ Am 1. Juli 1846 hielt Encke als Sekretär der Berliner Akademie die Gedenkrede auf den Verstorbenen.

### Alexander von Humboldt
Die persönliche Beziehung zu Alexander von Humboldt lässt sich durch einen von 1826 bis 1846 andauernden Briefwechsel nachweisen. Im Gegensatz zu seiner Gewohnheit, die an ihn gerichteten Schreiben zu vernichten, bewahrte Humboldt die meisten Briefe von Bessel auf, da dieser einer seiner Hauptlieferanten für Informationen aus dem Gebiet der Astronomie war, die er zur Abfassung seines Kosmos benötigte. Zu den Korrekturbögen des Kosmos machte Bessel zahlreiche Verbesserungsvorschläge. Humboldt gebrauchte seinen Einfluss als Kammerherr am preußischen Hof mehrfach zur Unterstützung Bessels. So schaltete er sich in die schwierigen Verhandlungen zur Finanzierung des Heliometerturmanbaus an der Sternwarte ein. Mehrere Male trafen sie sich persönlich. Humboldt vermittelte Bessels letzten Wunsch, ein Porträt seines Landesherrn zu erhalten.
Weniger erfolgreich geriet Bessels Versuch, seinen Schwiegersohn, den Physiker Georg Adolf Erman, mit Hilfe Humboldts zum Mitglied der Berliner Akademie wählen zu lassen. Trotz intensiver Bemühungen Humboldts schlug der Plan fehl. Humboldt kommentierte diese Angelegenheit mit den Worten: „Die grossen Männer sollten keine Verwandten haben, wo möglich geschichtslos sein.“

### Friedrich Wilhelm IV.

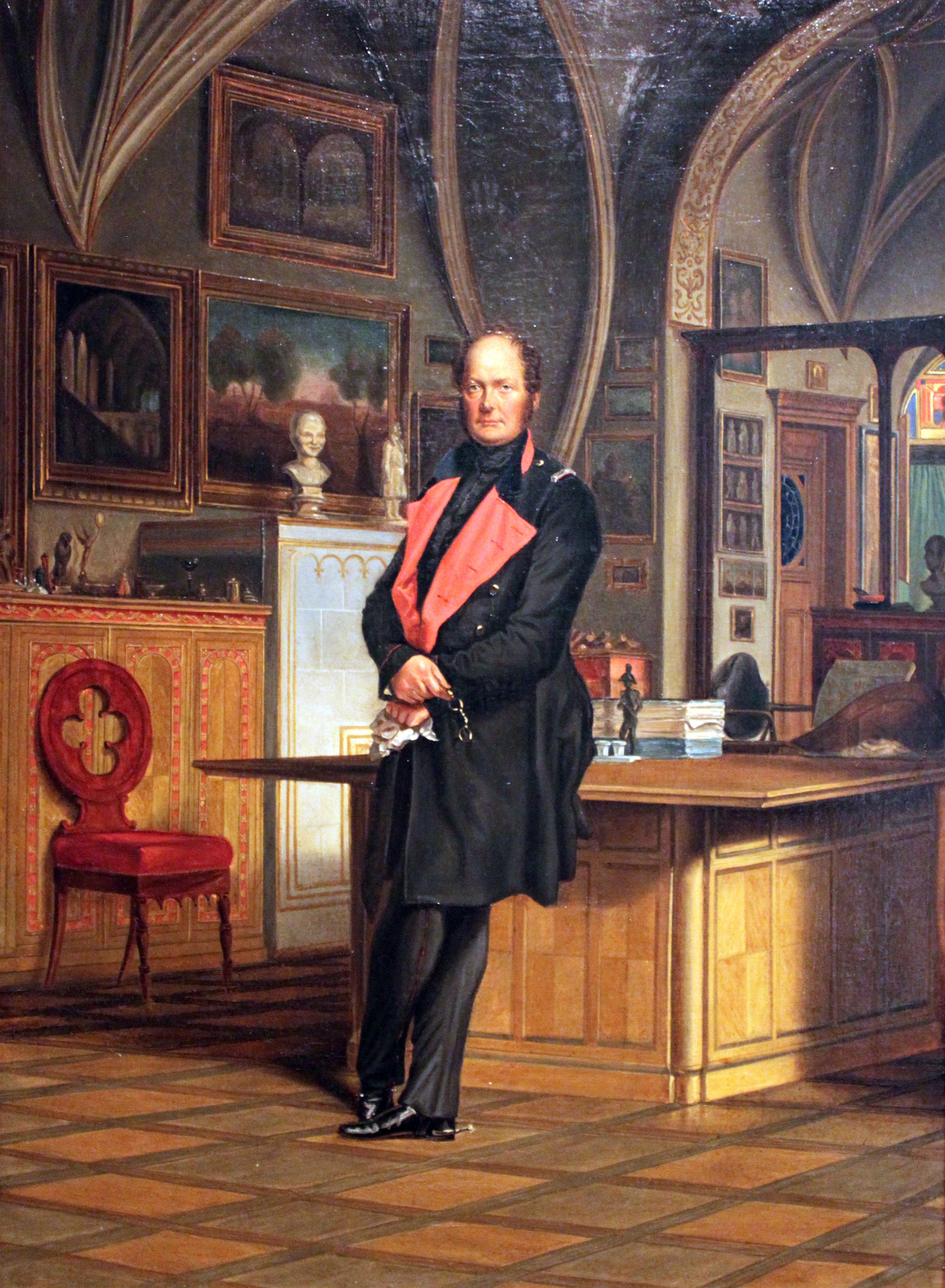
Friedrich Wilhelm IV. in seinem Arbeitszimmer, Ölgemälde von Franz Krüger, Berlin 1846

In seiner politischen Einstellung war Bessel streng konservativ und stand absolut loyal zu seinen Monarchen. Mit Friedrich Wilhelm IV., den er schon als Thronfolger kennengelernt hatte, entwickelte sich ein freundschaftliches Verhältnis; mehrmals begegneten sie sich persönlich.
Während seiner Krankheit äußerte Bessel im November 1845 gegenüber Humboldt den Wunsch, ein Porträt seines Landesherrn zu erhalten. Humboldt reichte die Bitte weiter und Friedrich Wilhelm IV. ließ sich daraufhin von Franz Krüger porträtieren. Zwei Wochen vor seinem Tode konnte Bessel das Bild als Original zusammen mit einem ausführlichen, eigenhändig geschriebenen Begleitschreiben als Geschenk des Königs in Empfang nehmen. Dieses Bild vermachte Bessel testamentarisch seiner Geburtsstadt Minden, wo es heute zum Bestand des Mindener Museums gehört.
Die Kompositionsidee für dieses Bild, das in der Kunstgeschichte als Herrscherbild wegen seiner Gestaltung Beachtung gefunden hat, stammt von Bessel selbst: „Ein König kann nur in ganzer Figur dargestellt werden, nicht im Brustbilde; der König von Preussen nur in täglicher Kleidertracht, nicht im Festgewande, denn diese Darstellungsart erinnert an die Feierlichkeit, weniger an den König, …“

## Akademische Schüler
Friedrich Wilhelm Bessel zog einige begabte Schüler zur praktischen Tätigkeit auf der Sternwarte heran. Einer seiner ersten Helfer war Gotthilf Hagen, ein Cousin seiner Ehefrau Johanna. Hagen wechselte jedoch nach zwei Jahren das Studienfach zum Vermessungswesen und Wasserbau.
1820 wurde der Sternwarte eine eigene Gehilfenstelle bewilligt. Der erste reguläre Gehilfe war von 1820 bis 1823 Friedrich Wilhelm August Argelander (1799–1875), der später die Leitung der Sternwarten in Åbo, Helsingfors und Bonn übernahm. Ihm folgte Otto August Rosenberger (1800–1890) von 1823 bis 1826, der anschließend als Professor für Astronomie und Sternwartenleiter nach Halle ging. Dessen Nachfolger Carl Theodor Anger (1803–1858) verließ die Königsberger Sternwarte nach fünf Jahren, um die Leitung einer neu gegründeten in Danzig zu übernehmen.
Aus Danzig siedelte August Ludwig Busch (1804–1855) zusammen mit Joseph von Eichendorff, der ihn als Privatlehrer für seine Kinder beschäftigte, 1824 nach Königsberg über und studierte nebenher bei Bessel Astronomie und Mathematik. 1831 wurde er Angers Nachfolger als Gehilfe und erhielt 1835 die neu geschaffene Stelle des Observators. Nach Bessels Tod wurde er zunächst interimistisch Direktor der Sternwarte Königsberg. Die Tätigkeit Heinrich Schlüters (1815–1844), Gehilfe von 1841 bis 1844, endete mit dessen frühzeitigem Tod. Moritz Ludwig Georg Wichmann (1821–1859) wurde sein Nachfolger als Gehilfe, 1850 Observator und nach Buschs Tod Bessels zweiter Nachfolger als Sternwartendirektor. Eduard Luther (1816–1887) war seit 1855 an der Albertus-Universität Professor für Astronomie und übernahm nach Wichmanns Tod zusätzlich die Leitung der Sternwarte, womit er wieder die volle Amtskompetenz Bessels auf sich vereinigen konnte.

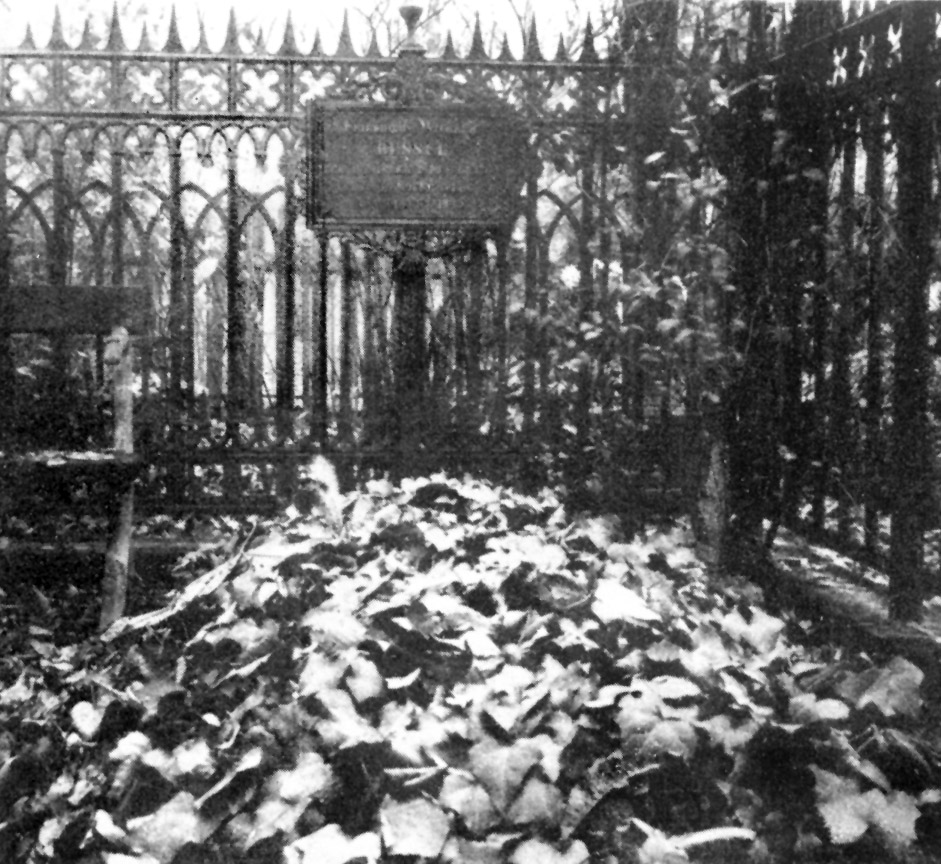
Grabstätte auf dem Gelehrtenfriedhof in Königsberg. Die Inschrift lautete:
Friedrich Wilhelm Bessel
geb. in Minden 22. Juli 1784
gest. in Königsberg 17. März 1846

Bessels Schüler Heinrich Ferdinand Scherk (1798–1885) wurde Professor in Halle und Sternwartenleiter in Kiel, Émile Plantamour (1815–1882) übernahm die Leitung der Sternwarte Genf. Carl August von Steinheil (1801–1893) wurde Professor an der Universität München; er widmete sich besonders der Regulierung des Maßwesens in Bayern. Sein Hauptinteresse richtete sich auf den Instrumentenbau, wozu er das Unternehmen C. A. Steinheil & Söhne gründete.
Als Mathematiker studierten bei Bessel Siegfried Heinrich Aronhold, Karl Wilhelm Borchardt, Otto Hesse, Ferdinand Joachimsthal, Friedrich Julius Richelot und Philipp Ludwig von Seidel.
Die Nachfolgeregelung für Bessel gestaltete sich schwierig. Er selbst soll 1845 in einem Gespräch den Wunsch geäußert haben, dass die Stelle nach seinem Tode solange für seinen Schüler Wichmann freigehalten werde, bis dieser sein Studium beendet und sich habilitiert haben würde. Nachdem das Ministerium nach Bessels Tod ergebnislos mit Argelander (Bonn) und Hansen (Gotha) verhandelt hatte, wurde Ende 1847 eine Besetzung durch den Encke-Mitarbeiter Johann Gottfried Galle, der den Neptun aufgefunden hatte, entschieden. Im letzten Moment – die erforderlichen Dokumente waren bereits erstellt – intervenierte Jacobi so heftig zugunsten von Busch und gegen Galle, dass dieser sich zum Verzicht veranlasst sah. Im Endergebnis gab es eine Funktionstrennung: Busch wurde 1849 vom Observator zum Direktor der Sternwarte befördert, und der Bessel-Schüler Peters (Dorpat) erhielt die Professur für Astronomie an der Albertina, die er aber nach wenigen Jahren wieder verließ.
Die Biographen stimmen überein, dass nach Bessels Tod ein langsamer Niedergang der Astronomie in Königsberg einsetzte und die Sternwarte ihre Bedeutung als ein internationales Zentrum der Astronomie verlor.

## Mitgliedschaften und Auszeichnungen

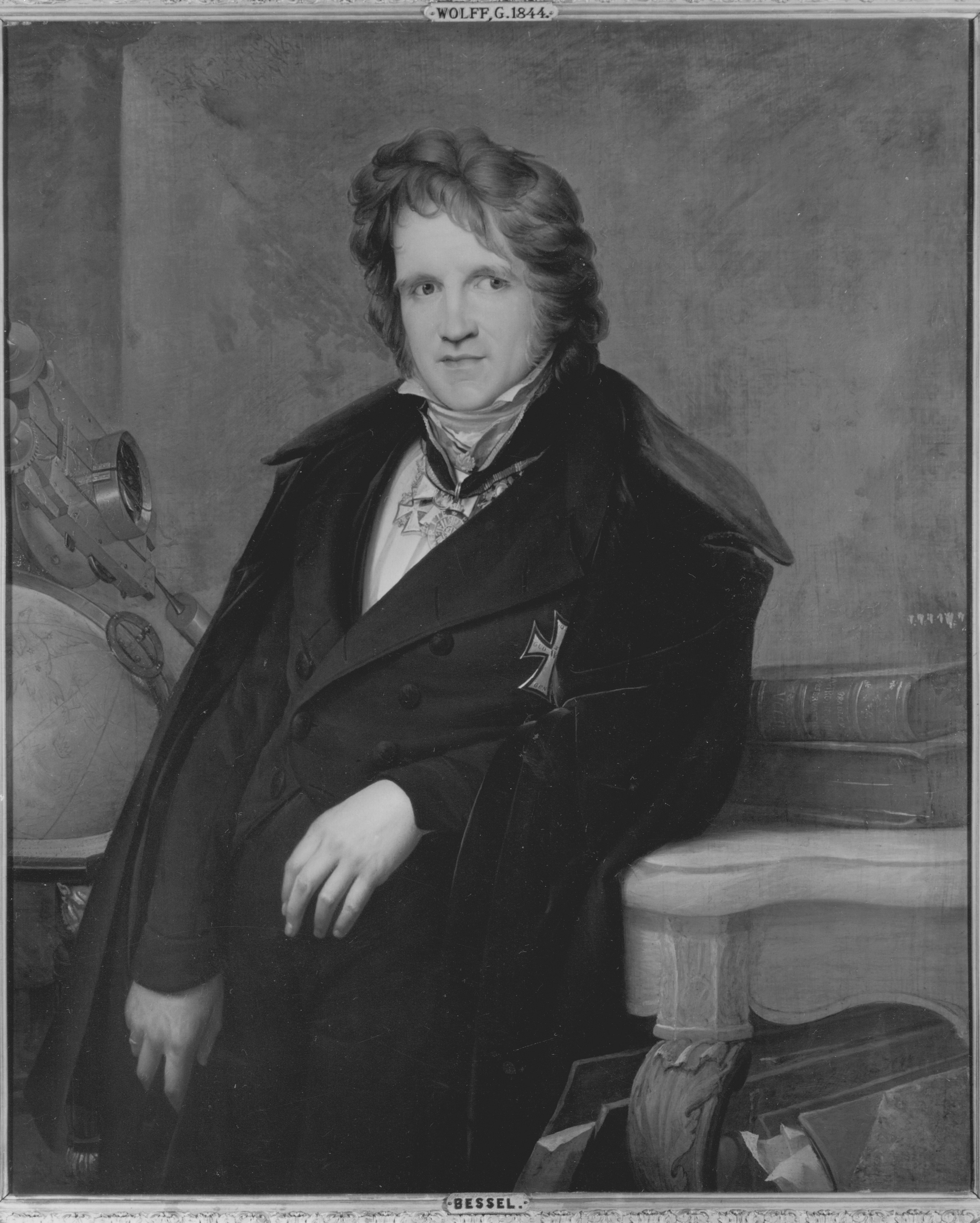
Friedrich Wilhelm Bessel mit dem Orden Pour le Mérite und dem Dannebrogorden in einem Gemälde von Johann Eduard Wolff (1844)

Die erste wissenschaftliche Vereinigung, die Friedrich Wilhelm Bessel zum Mitglied ernannte, war die Gesellschaft der Wissenschaften, Agrikultur und Kunst in Straßburg (1812). 1814 berief ihn die Russische Akademie der Wissenschaften in St. Petersburg als Ehrenmitglied; es folgten die Akademie der Wissenschaften in Paris (1816), die Königlich Dänische Akademie der Wissenschaften in Kopenhagen (1821), die Royal Society of Edinburgh (1823), die Königlich Schwedische Akademie der Wissenschaften in Stockholm (1823), die Royal Society in London (1825), das Königlich Niederländische Institut der Wissenschaften in Amsterdam (1827), die Akademie der Wissenschaften und Literatur in Palermo (1827), die Holländische Akademie der Wissenschaften in Haarlem (1830) und die American Academy of Arts and Sciences in Cambridge (Massachusetts) (1832).
In Deutschland wurde er als Mitglied in die Königlich-Preußische Akademie der Wissenschaften in Berlin (1812), die Akademie der Wissenschaften zu Göttingen (1826) und schließlich in die Königlich-Bayerische Akademie der Wissenschaften in München (1842) gewählt.
Weiterhin wurde er aufgenommen in die Ostpreußische Physikalisch-Ökonomische Gesellschaft (1814) und die Königliche Deutsche Gesellschaft (1817) in Königsberg, die Gesellschaft zur Beförderung der gesamten Wissenschaft in Marburg (1817), die Naturforschende Gesellschaft in Danzig (1829), die Royal Astronomical Society in London (1832), die Königliche Gesellschaft der Wissenschaften in Uppsala (1836), die American Philosophical Society in Philadelphia (1840), die Italienische Gesellschaft der Wissenschaften in Modena (1842), die Philosophische und Literarische Gesellschaft in Manchester (1843) und das Kaiserlich-Königliche Italienische Athenäum in Florenz (1844).
Für eine Schrift über die atmosphärische Refraktion erhielt Bessel 1811 den Lalande-Preis der Französischen Akademie, und für seine „Untersuchung der Größe und des Einflusses des Vorrückens der Nachtgleichen“ wurde er 1812 von der Preußischen Akademie ausgezeichnet. 1829 erhielt er die Goldmedaille der Royal Astronomical Society für seine Zonenbeobachtungen und 1841 für die Parallaxenbestimmung.
Bessel war Ehrendoktor der Universität Göttingen und Ehrenmitglied der Universität von Kasan.
Bei der Gründung der Friedensklasse des Ordens Pour le Mérite für Wissenschaften und Künste 1842 gehörte Bessel zu den ersten Mitgliedern, die Friedrich Wilhelm IV. auf Vorschlag von Alexander von Humboldt ernannte.
Bessel erhielt seit 1824 dreimal den preußischen Roten Adlerorden, zuletzt (1844) mit dem Stern zur 2. Klasse, sowie aus dem Ausland den dänischen Dannebrogorden (1821), den russischen Sankt-Stanislaus-Orden (1837) und den schwedischen Nordstern-Orden (1841).
Friedrich Wilhelm III. ernannte Bessel 1832 zum „Geheimen Regierungsrat“.

Auszeichnungen für Bessel
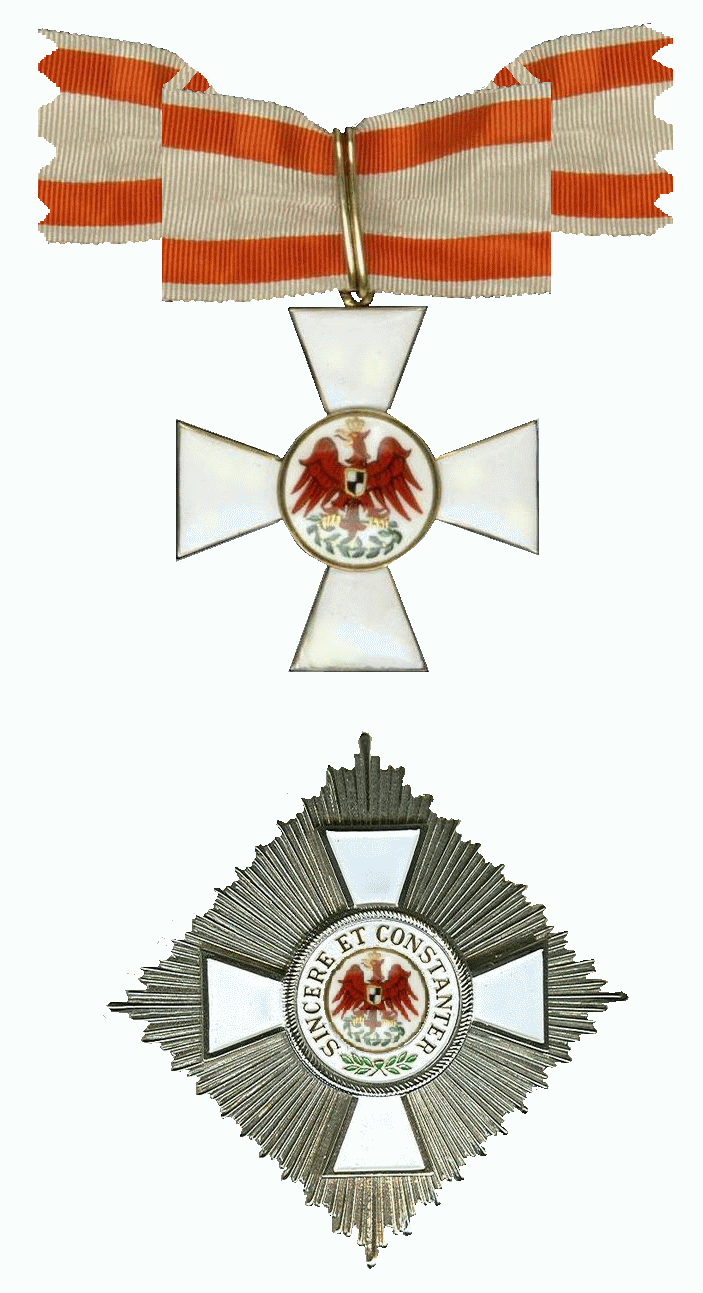
Roter Adlerorden II. Klasse mit Stern
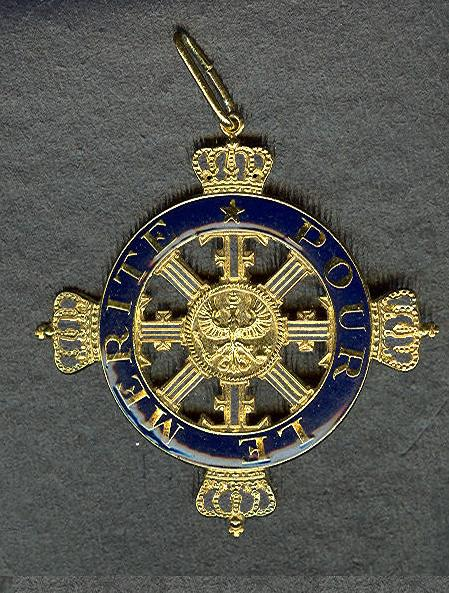
Orden Pour le Mérite für Wissenschaften und Künste
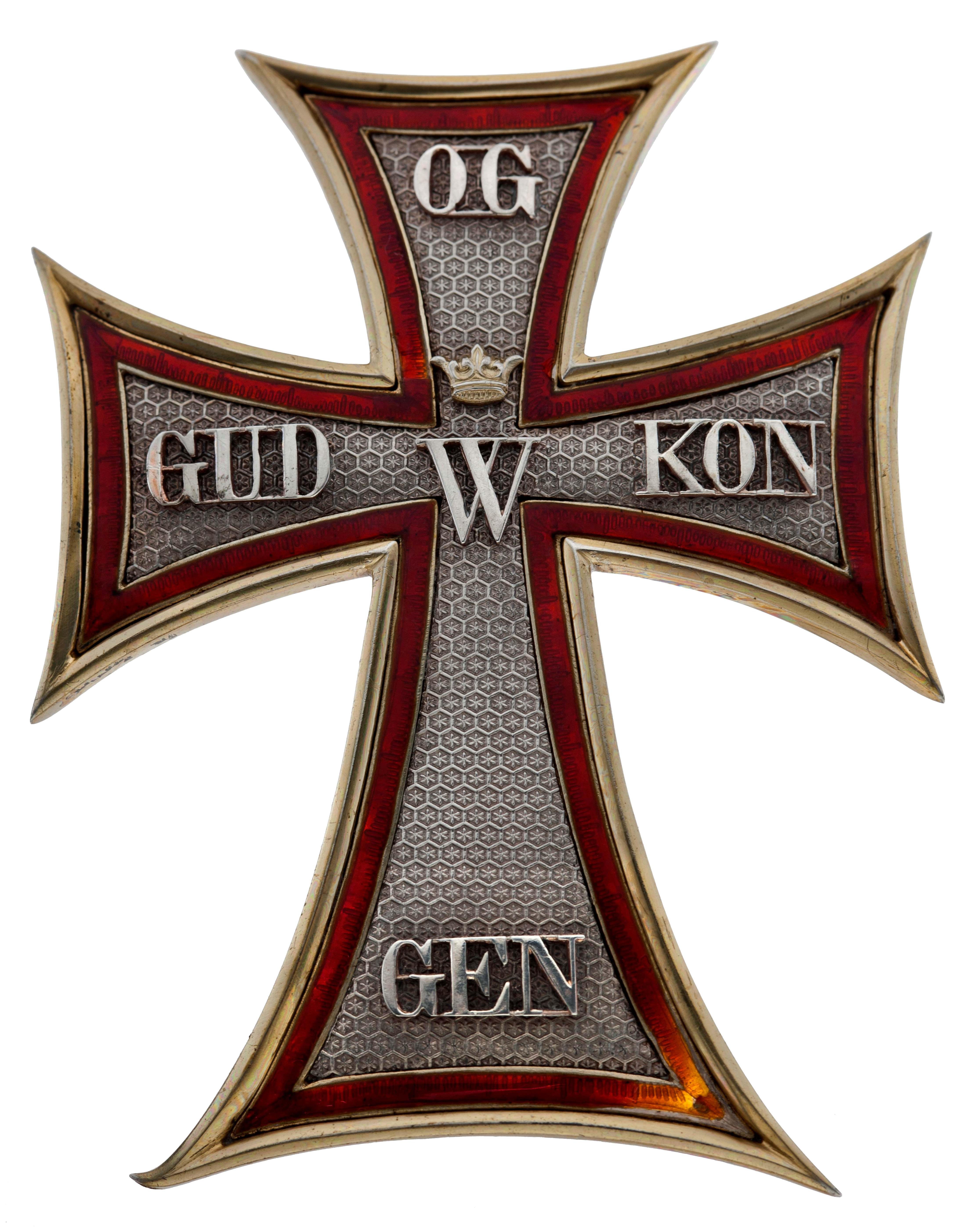
Dannebrogorden
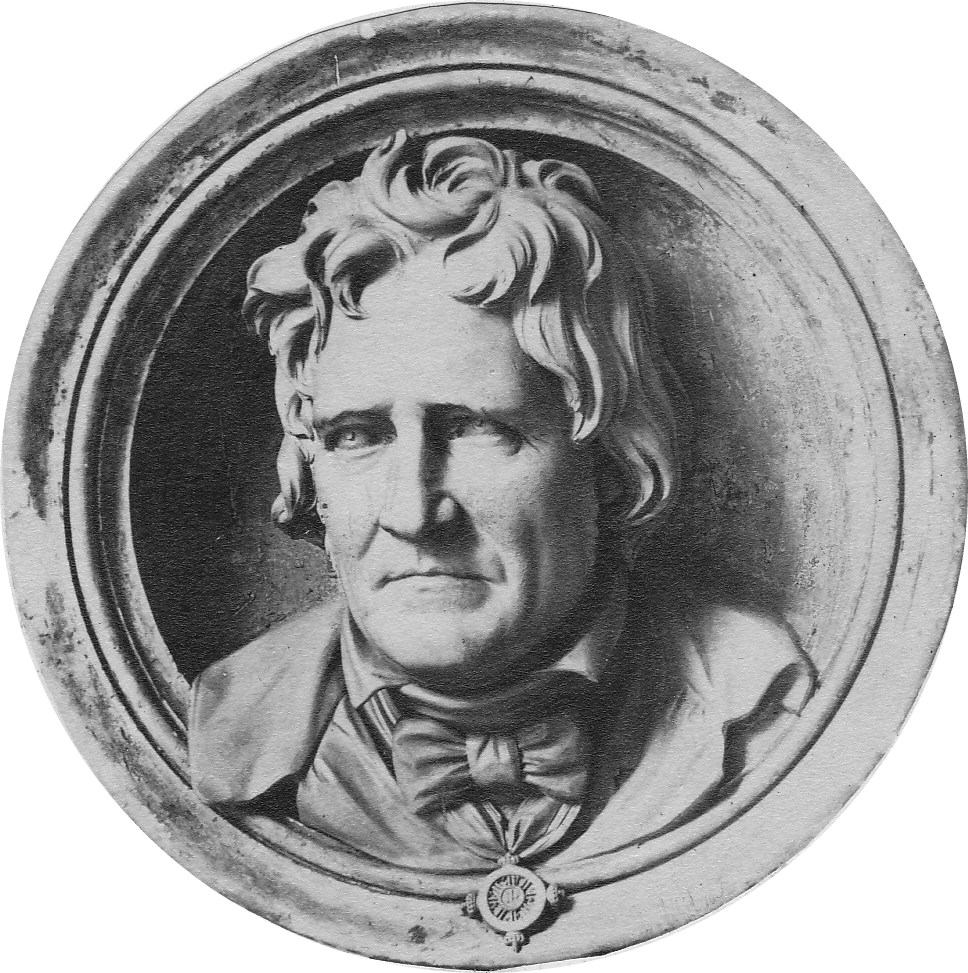
Relief (1862) von Rudolf Siemering an der Albertus-Universität Königsberg mit dem Orden Pour le Mérite

## Bessel als wissenschaftlicher Namensgeber
→ Liste: Bessel als Namensgeber
Zwei Gebäude der Physikalisch-Technischen Bundesanstalt in Braunschweig führen den Namen Bessel-Bau 1 und 2.

## Erinnerungskultur

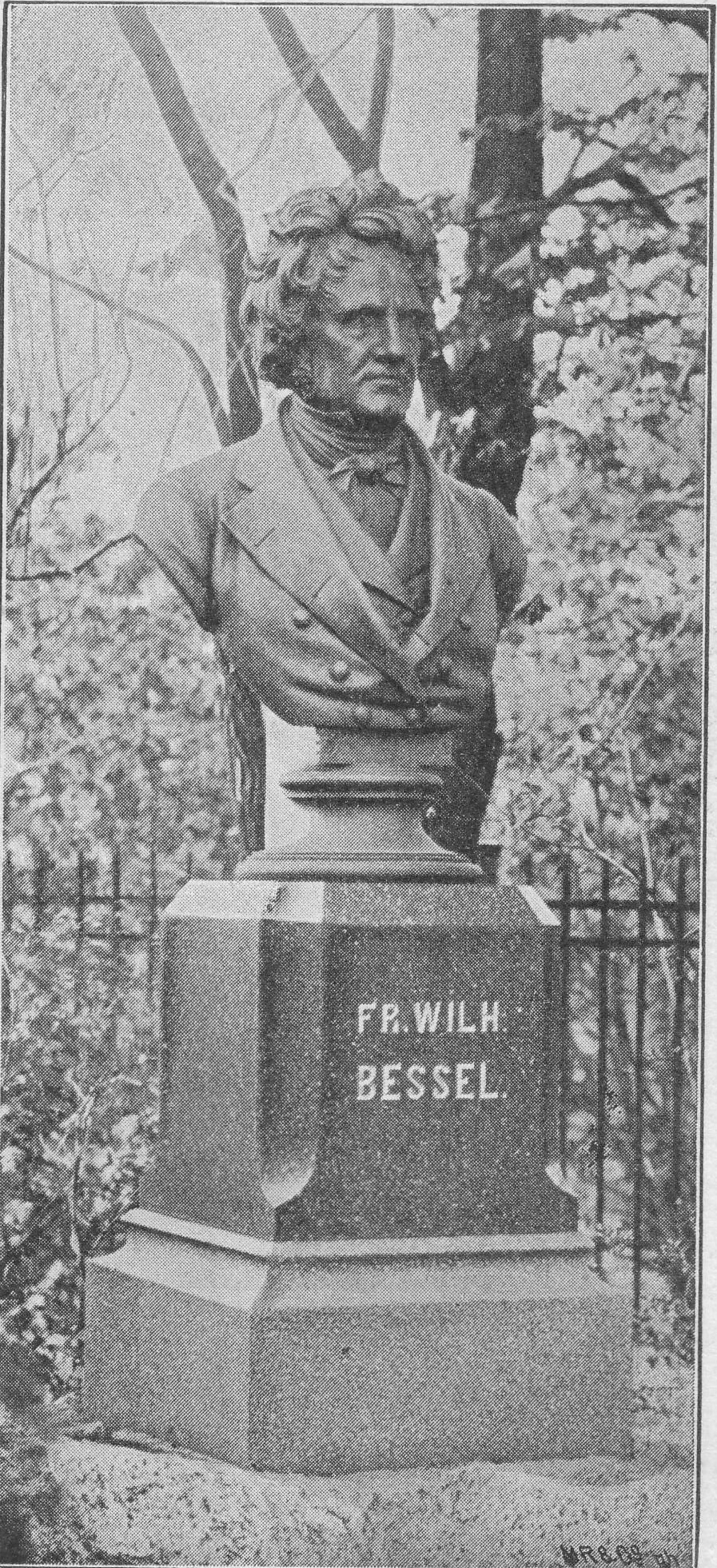
Büste (1882) von Johann Friedrich Reusch an der Königsberger Sternwarte

In zahlreichen deutschen Orten gibt es Straßen, Wege oder Plätze, die den Namen Friedrich Wilhelm Bessels tragen. Die erste derartige Namensgebung erfolgte noch zu Bessels Lebzeiten im Jahre 1844 auf Veranlassung von Friedrich Wilhelm IV. in der Berliner Friedrichstadt, heute Stadtteil Kreuzberg. In der Nähe dieser Straße war 1835 der Neubau der Sternwarte Berlin errichtet worden; heute trägt das Gelände den Namen Besselpark.
In Königsberg führte seit 1856 die Besselstraße zur Sternwarte, und ein Platz am Fuß des Sternwartenhügels hieß Besselplatz. Im Garten der Sternwarte stand seit 1882 die Besselbüste von Johann Friedrich Reusch, die seit dem Zweiten Weltkrieg verschollen ist. Am Sockel des Reiterstandbildes Friedrich Wilhelms III. von August Kiß, das 1851 auf dem Paradeplatz aufgestellt wurde, erschien Bessel auf einem Bronzerelief als Vertreter des Gelehrtenstandes. Ein Porträt-Medaillon mit Bessels Kopf des Bildhauers Rudolf Siemering wurde 1862 am neuen Gebäude der Albertus-Universität Königsberg angebracht. Die Königsberger Gedenkstätten wurden als Folge des Zweiten Weltkriegs vernichtet. Eine Oberrealschule, deren Gebäude erhalten blieb, trug von 1921 bis 1945 Bessels Namen. Im heutigen Kaliningrad erinnert am Ort der zerstörten Sternwarte seit 1975 ein Gedenkstein an Friedrich Wilhelm Bessel. 1989 wurde wieder eine Straße nach ihm benannt sowie am dortigen Haus Nr. 2 eine Gedenktafel angebracht.
Für Bremen schuf Jürgen Goertz das Denkmal Besselei, das auf dem Hanseatenhof in der Nähe von Bessels ehemaligem Wohn- und Arbeitsort aufgestellt wurde.
In Minden trägt das Besselgymnasium seinen Namen. Am Haus Kampstraße 28, wo sein Geburtshaus stand, ist eine Gedenktafel angebracht. Am Mindener Marktplatz (Martinitreppe) steht seit 1996 eine Büste des Astronomen von Doris Richtzenhain.
Das erste kosmische Objekt, das Bessels Namen erhielt, ist der Mondkrater Bessel im Mare Serenitatis. Diese von Wilhelm Beer und Johann Heinrich Mädler 1837 vorgenommene Benennung bestätigte die Internationale Astronomische Union im Jahre 1935. Ein Jahrhundert nach der ersten Parallaxenbestimmung erhielt der Asteroid (1552) Bessel 1938 seinen Namen. Ein Strukturelement in der Cassinischen Teilung der Saturnringe heißt seit 2009 Bessel-Teilung (Bessel Gap).
Noch zu Bessels Lebzeiten wurde 1845 die Bark Bessel als größtes Schiff der bremischen Flotte in Dienst gestellt und diente vor allem dem Auswandererverkehr nach Nordamerika. 1981 nahm der Seehydrographische Dienst der DDR die Vermessungsbark Bessel in Betrieb.
Anlässlich des 200. Geburtstages Bessels hielt die Astronomische Gesellschaft ihre Jahresversammlung 1984 in seiner Geburtsstadt Minden ab.
Zum gleichen Anlass gab die Deutsche Bundespost eine 80-Pfennig-Sondermarke mit einer Auflage von 31.450.000 Exemplaren heraus, und in der Reihe „Mindener Geschichtstaler“ wurde eine Gedenkmedaille geprägt.
Die Alexander-von-Humboldt-Stiftung vergibt jährlich einen Friedrich Wilhelm Bessel-Forschungspreis, der mit 45.000 Euro dotiert ist.

## Bildnisse
Von Bessel wurden zahlreiche Bildnisse angefertigt, als erstes eine Gipsplakette von Leonhard Posch (1810). Bekannte Porträts schufen Heinrich Joachim Herterich (1825), Johann Eduard Wolff (1834, 1844) und Christian Albrecht Jensen (1839). Die Bilder von Wolff und Jensen boten die Vorlage für weitere Porträts anderer Künstler. Ein Kupferstich von Eduard Mandel (1851) nach dem Porträt von Wolff gilt wegen seiner Verbreitung als „kanonische“ Darstellung und diente auch als Vorlage für die graphische Gestaltung der Sonderbriefmarke der Deutschen Bundespost (1984).
Weiterhin ließ Bessel von sich und seiner Familie mehrere Daguerreotypien anfertigen, unter anderem vom Königsberger Physiker Ludwig Moser, der wie Bessels Schüler Carl August von Steinheil zu den Pionieren dieser Technik gehörte.

## Bessel in der Literatur
Zwei Jahre nach Bessels Tod erwähnte Edgar Allan Poe in seinem kosmogonischen Essay Heureka Friedrich Wilhelm Bessel und die Ergebnisse seiner Parallaxenmessung.
Arno Schmidt lässt Bessel als Nebenfigur in seiner „Historischen Revue“ Massenbach auftreten in einer Szene, die in Wilhelm Olbers’ Observatorium spielt. Auch in anderen Werken baute Schmidt die Person Bessel ein.
In Daniel Kehlmanns Roman Die Vermessung der Welt tritt Bessel als Gesprächspartner von Carl Friedrich Gauß auf.

## Schriften
- Untersuchungen über die scheinbare und wahre Bahn des im Jahre 1807 erschienenen grossen Kometen. Königsberg 1810.
- Untersuchung der Größe und des Einflusses des Vorrückens der Nachtgleichen. Berlin 1815.
- Fundamenta Astronomiae pro anno MDCCLV deducta ex observationibus viri incomparabilis James Bradley in specula astronomica Grenovicensi, per annos 1750–1762 institutis. Königsberg 1818.
- Untersuchungen über die Länge des einfachen Secundenpendels. Berlin 1828 (Digitalisat).
- Tabulae regiomontanae reductionum observationum astronomicarum ab anno 1750 usque ad annum 1850 computatæ. Bornträger, Königsberg 1830 (Digitalisat).
- Versuche über die Kraft mit welcher die Erde Körper von verschiedener Beschaffenheit anzieht. Berlin 1832.
- Gradmessung in Ostpreußen und ihre Verbindung mit Preußischen und Russischen Dreiecksketten. Ausgeführt von F.W.Bessel, Director der Königsberger Sternwarte, Baeyer, Major im Generalstabe. Berlin 1838 (Text von F.W.Bessel).
- Darstellung der Untersuchungen und Maaßregeln, welche, in 1835 bis 1838, durch die Einheit des Preußischen Längenmaaßes veranlaßt worden sind. Berlin 1839.
- Astronomische Beobachtungen auf der Königlichen Universitäts-Sternwarte zu Königsberg. I. (1815) bis XXI. (1844) (Beobachtungen aus den Jahren 1813 bis 1835).
- Astronomische Untersuchungen,
  - 1. Band. Königsberg 1841
  - 2. Band. Königsberg 1842.
- Heinrich Christian Schumacher (Hrsg.): Populäre Vorlesungen über wissenschaftliche Gegenstände von F.W.Bessel. Hamburg 1848.
- Rudolf Engelmann (Hrsg.): Abhandlungen von Friedrich Wilhelm Bessel. 3 Bände,
  - 1. Band: I. Bewegungen der Körper im Sonnensystem. II. Sphärische Astronomie. Leipzig 1875
  - 2. Band: III. Theorie der Instrumente. IV. Stellarastronomie. V. Mathematik. Leipzig 1876
  - 3. Band: VI. Geodäsie. VII. Physik. VIII. Verschiedenes – Literatur. Leipzig 1876.
- Rudolf Engelmann (Hrsg.): Recensionen von Friedrich Wilhelm Bessel. Leipzig 1878.

## Briefwechsel
- Adolph Erman (Hrsg.): Briefwechsel zwischen W.Olbers und F.W.Bessel. Leipzig 1852 (2 Bände).
- Königlich Preußische Akademie der Wissenschaften (Hrsg.): Briefwechsel zwischen Gauss und Bessel. Leipzig 1880, ISBN 3-487-05551-1.
- Königliche Akademien der Wissenschaften zu Berlin und München (Hrsg.): Briefwechsel zwischen Bessel und Steinheil. Leipzig/Berlin 1913.
- Hans-Joachim Felber (Hrsg.): Briefwechsel zwischen Alexander von Humboldt und Friedrich Wilhelm Bessel (= Beiträge zur Alexander-von-Humboldt-Forschung. Band 10). Akademie Verlag, Berlin 1994, ISBN 3-05-001915-8, ISSN 0232-1556
- Jürgen W. Koch: Der Briefwechsel zwischen Friedrich Wilhelm Bessel und Johann Georg Repsold. Koch, Holm 2000, ISBN 3-89811-533-X.